# Liste des motos Harley-Davidson
Liste des motos à moteur thermique commercialisées sous la marque Harley-Davidson et explication de leur dénomination technique.

## Système de dénomination des modèles
Harley-Davidson a utilisé au cours des années plusieurs systèmes de dénomination de ses modèles:
- De 1904 à 1915, la désignation des motos est indexée sur leur année-modèle en prenant l'année 1904 comme année 0. Ainsi "0" indique 1904 puis "1" indique 1905, et ainsi de suite jusqu'à "11" pour 1915. À partir de 1909 (modèle 5), une lettre en suffixe précise le modèle et son équipement: A, B ou C pour les monocylindres; D, E,F, G, H ou J pour les bicylindres[3],[4]. La lettre S apparait en deuxième suffixe en 1915 pour indiquer les premiers side-cars mis au catalogue.
- À partir de 1916, la désignation officielle commence par les deux derniers chiffres de l'année-modèle (ex: "21" pour 1921), avec une à trois lettres en suffixe. La première lettre est A, B ou C pour les monocylindres; D, E, F ou J pour les bicylindres. Les lettres suivantes donnent des indications sur la variante décrite: S pour side-car; D pour moteur de plus forte cylindrée quand la gamme en propose deux; L pour moteur plus performant à haute compression. L'utilisation du préfixe annuel tombe progressivement en désuétude.
- À partir de la fin des années 1920, la dénomination officielle des motos commence par une lettre indiquant une version moteur: D, K, R ou W pour les bicylindres légers[5] ; E, F, U ou V pour les big twins[6]. Cette lettre peut être complétée d'un suffixe constitué d'une à trois lettres dont la signification est indiquée dans le tableau ci-dessous:

| Lettre | Signification                                                           |
| ------ | ----------------------------------------------------------------------- |
| A      | Version militaire (Army) sauf dans GA (Servi-car sans barre d'attelage) |
| C      | Canada (WLC)                                                            |
| D      | Version Sport ou Spéciale Moteur de plus forte cylindrée                |
| E      | Servi-car en version Police (GE)                                        |
| F      | Changement de vitesse au pied (Foot)                                    |
| H      | Moteur de plus forte cylindrée                                          |
| K      | Version sportive                                                        |
| L      | Moteur à haute compression                                              |
| R      | Modèle de compétition (Racing)                                          |
| S      | Side-car                                                                |
| TT     | Modèle destiné à la course sur route ou circuit (Tourist Trophy)        |

- Période moderne: depuis l'Hydra Glide (1950) et le premier Sportster (1957), les modèles bicylindres de Harley ont une double désignation: l'une, technique, à base de lettres parfois complétées de chiffres ; l'autre, commerciale, à base de mots[7] (ex: Electra Glide, Road King, Sportster, etc.)[8].

L'élargissement de la gamme dans la période moderne conduit à un allongement des désignations techniques qui peuvent atteindre jusqu'à 10 caractères. Ainsi le trike lancé par Harley en 2009 a une dénomination à huit lettres (« FLHTCUTG ») qui indique que ce modèle est un trike (TG), basé sur une Electra Glide dans un cadre de Tour Glide (FLHT), en finition Ultra Classic (CU). Quant au modèle Softail Springer de 2009, il a pour dénomination « FXSTSSE3 » : c'est la troisième édition (3) d'une Softail (ST) avec un moteur big twin (F) dans un cadre étroit (X) avec fourche Springer (S), en finition Special Edition (SE, réalisée en l'occurrence par le programme CVO).
La gamme V-ROD a sa propre désignation technique commençant toujours pas VRSC, à la seule exception du modèle VRXSE Destroyer, non homologué pour usage sur route.
Le tableau ci-dessous donne une grille de lecture et d'interprétation de ces dénominations techniques modernes (hors V-ROD).
- 1re lettre : désignation du type de moteur : F pour big twins, X pour bicylindre léger
- 2e lettre : modèle de cadre ou de pneu avant
- Lettres suivantes : options dont les significations les plus courantes sont indiquées dans le tableau ci-dessous:

| B  | Transmission finale par courroie (Belt) lors de son introduction Peinture noire (Black) ou version Bad                               |
| C  | Classic Custom |
| CR | Café Racer |
| CU | Ultra Classic (niveau de finition et d'équipement)                                                                                   |
| D  | Cadre Dyna |
| DG | Disc Glide |
| E  | Haute compression (modèles anciens) Démarreur électrique                                                                             |
| F  | Changement vitesses au pied (Foot) lorsque c'est une option ou sur les premiers modèles qui en sont équipés. Fat Boy, Fat Bob        |
| H  | Haute performance Sélection manuelle (Hand) Haute compression Carénage et pare-brise                                                 |
| I  | Injection (lorsque l'injection est une option ou sur les premiers modèles qui en sont équipés)                                       |
| K  | Limited (niveau de finition enrichi)                                                                                                 |
| L  | Version sport (modèles anciens) Haute compression (modèles anciens) En deuxième lettre: Sportster ou pneu avant large de 16 " à 19 " |
| LR | Low Rider (mais beaucoup de Low Riders n'ont pas LR dans leur identifiant modèle)                                                    |
| N  | Nostalgia Night (finition sombre à dominante noire)                                                                                  |
| P  | Version Police |
| R  | Moteur monté sur caoutchouc (Rubber) Version compétition (Racing) Version sportive                                                   |
| S  | Fourche Springer Version sportive (sans T ni E) Side-car (si S est en dernière position dans une dénomination à 2 ou 3 lettres)      |
| SE | Special Edition, Screaming Eagle |
| ST | Softail |
| T  | Très grand cadre, Touring |
| TT | Modèle pour compétition sur circuit                                                                                                  |
| U  | Ultra (niveau de finition et d'équipement)                                                                                           |
| WG | Wide Glide (petit cadre avec large fourche et pneu avant étroit)                                                                     |
| X  | En deuxième lettre: pneu avant étroit de 19 " à 21 " En fin de désignation d'un Sportster: version sportive et finition sombre.      |

Le tableau ci-dessous donne des exemples de dénomination technique selon les 4 grandes familles de motos Harley de la période moderne.
|                   | Gamme Dyna | Gamme Dyna      | Gamme Softail | Gamme Softail                           | Gamme Touring | Gamme Touring          | Gamme V-Rod | Gamme V-Rod               | Gamme Sportster | Gamme Sportster    |
| ----------------- | ---------- | --------------- | ------------- | --------------------------------------- | ------------- | ---------------------- | ----------- | ------------------------- | --------------- | ------------------ |
| 1re lettre        | F          | Moteur Big Twin | F             | Moteur Big Twin                         | F             | Moteur Big-Twin        | V           | V-Twin                    | X               |                    |
| 2e lettre         | X          | Roue avant      | L ou X        | Roue avant: L= 16" ou 17"; X=19" ou 21" | L             | Roue avant 16"         | R           | Racing                    | L ou R          | L= léger R=sportif |
| Lettres suivantes | D          | Dyna            | X             | Roue avant 19" ou 21"                   | H             | Carénage ou pare-brise | S           | Street                    | R               | Racing             |
|                   | C          | Custom          | ST            | Softail                                 | T             | Electra Glide          | C           | Custom                    | L               | Low / Bas          |
|                   | L          | Low-Rider       | B             | Night-Train (Bad-Boy)                   | C             | Classic                | AW          | A (série) W (wide)        | N               | Nightster          |
|                   | F          | Fat Bob         | C             | Classic ou Custom                       | U             | Ultra                  | DX          | D (Night-Rod) X (Special) | C               | Custom             |
|                   | B          | Street Bob      | N             | DeLuxe (Nostalgia)                      | R             | Road-King              | F           | Muscle                    | S               | Iron               |
|                   |            |                 | F             | Fat Boy                                 | X             | Street Glide           |             |                           |                 |                    |
|                   | W          | Wide (Large)    |               |                                         |               |                        |             |                           |                 |                    |

Harley utilise en outre deux systèmes d'unités de la cylindrée de ses modèles: les cm3 et les ci (cubic inch). La dénomination des Sportsters contient souvent leur cylindrée exprimée en cm3 (ex: 883R), et les big twins en ci (ex: Milwaukee-Eight 114). Le tableau ci-dessous donne une table de correspondance, en valeurs arrondies, entre les deux systèmes pour les cylindrées les plus usuelles chez Harley-Davidson.
| cm3  | ci |      | cm3  | ci |
| ---- | -- | ---- | ---- | -- |
| 740  | 45 |      | 1440 | 88 |
| 883  | 54 | 1580 | 96   |    |
| 900  | 55 | 1690 | 103  |    |
| 975  | 59 | 1760 | 107  |    |
| 1000 | 61 | 1870 | 114  |    |
| 1100 | 67 | 1920 | 117  |    |
| 1130 | 69 |      |      |    |
| 1200 | 73 |      |      |    |
| 1210 | 74 |      |      |    |
| 1250 | 76 |      |      |    |
| 1310 | 80 |      |      |    |

## Modèles antérieurs à 1916
| Modèle                                                               | Moteur                                              | Années    | Notes |
| -------------------------------------------------------------------- | --------------------------------------------------- | --------- | --- |
| The First                                                            | 24,74 ci (405 cm3) Monocylindre F Head              | 1903      | 3 unités produites. |
| Modèles 0 et 1 (Dénomination rétroactive en 1908)                    | 24,74 ci (405 cm3) Monocylindre IOE                 | 1904-1905 | Cafre mono-tube diagonal type vélo, transmission directe par courroie en cuir, frein arrière à rétropédalage. La construction a commencé en 1903. Modèles de production en 1904-1905. |
| Modèles 2 et 3 Silent Grey Fellow (Dénomination rétroactive en 1908) | 26,8 ci (439 cm3) Monocylindre IOE                  | 1906-1907 | 1907 : fourche avant à double ressort "Sager". |
| Modèle 4                                                             | 26,8 ci (439 cm3) Monocylindre IOE                  | 1908      | Fourche avant, pneus et garde boue larges. |
| Modèles 5A/B/C 6A/B/C 7A/B/C                                         | 30,16 ci (494,2 cm3) Monocylindre IOE               | 1909-1911 | Les modèles A avaient des roues de 28 pouce (71,12 cm). Les premiers modèles avaient une batterie d'allumage et les derniers modèles un allumage par magnéto. Les modèles B et C proposaient le choix des allumages avec des roues de 26 pouce (66,04 cm) pour les petits gabarits. Sur le modèle de série 6, ajout d'un bras de renvoi. |
| Modèle 5D                                                            | 49,5 ci (810 cm3) V-Twin                            | 1909      | Premier bicylindre de la marque. Produit à moins de 30 exemplaires. |
| Modèle 7D                                                            | 49,5 ci (810 cm3) V-twin à 45° IOE                  | 1911      | Premier modèle fiabilisé de V-twin à succès de Harley-Davidson. Le moteur du Modèle 7D était le F-head IOE utilisé jusqu'en 1929. |
| 8A, X8A                                                              | 30,16 ci (494,2 cm3) Monocylindre IOE               | 1912      | « X » indique le système de changement de vitesses à 2 rapports logé dans la roue arrière. |
| 8D, X8D, X8E                                                         | 60,32 ci (988,5 cm3) V-twin à 45° IOE               | 1912      | « X » indique le système de changement de vitesses à 2 rapports logé dans la roue arrière. Le « D » indique une transmission finale par courroie, le « E » les premiers modèles avec transmission finale par chaine. Nouveau cadre plus bas avec une suspension à ressorts dans le tube diagonal arrière.                                |
| 9A, 9B                                                               | 34,47 ci (564,9 cm3) Monocylindre IOE               | 1913      | Modèle 9A à transmission finale par courroie et modèle 9B à transmission finale par chaîne. Le monocylindre utilise pour la première fois une soupape d'admission mécanique, comme sur le modèle V-twin. |
| 9E, 9F, 9G                                                           | 61 ci (1 000 cm3) V-twin à 45° IOE                  | 1913      | Première année de production du triporteur 9G (deux roues à l'avant). |
| 10B, 10C 11B, 11C                                                    | Monocylindre "5-35" IOE de 5cv et 34,5 ci (565 cm3) | 1914-1915 | Version B= 1 vitesse= monocylindre de base; C= 2 vitesses en 1914 puis 3 vitesses. Démarrage au kick. Ces modèles B et C continueront d'être produits jusqu'en 1918. |
| 10E, 10F, 10G                                                        | 61 ci (1 000 cm3) V-twin à 45° IOE                  | 1914      | Transmission à deux vitesses avec démarreur progressif, soupape d'admission fermée, démarrage au kick et side-car en option. |
| 11E, 11F, 11G, 11H, 11J                                              | 61 ci (1 000 cm3) V-twin à 45° IOE                  | 1915      | Boîte à trois vitesses. Les feux avant et arrière électriques apparaissent sur la version J. 11 FS: version avec side-car. |

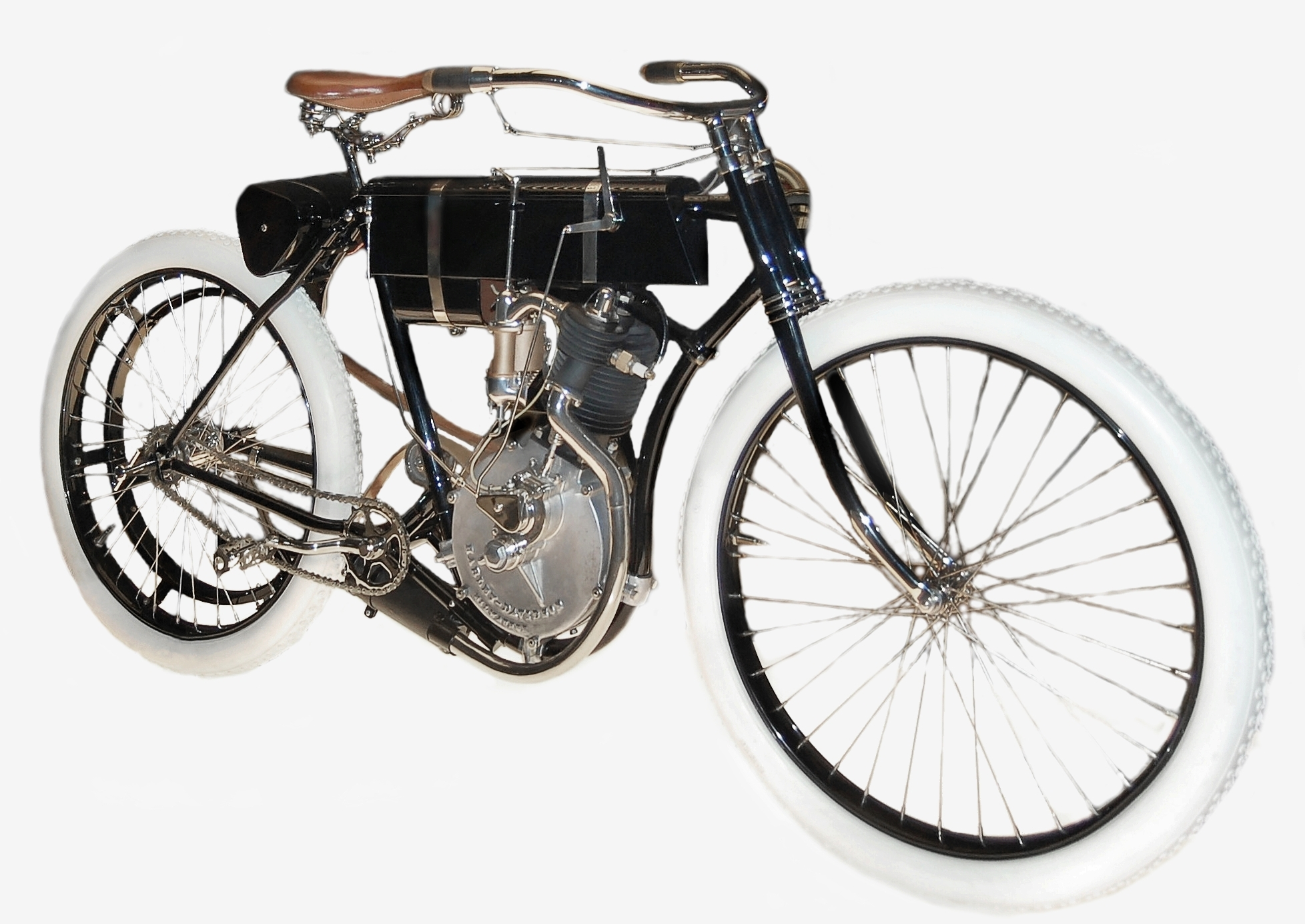
Number One (1903)
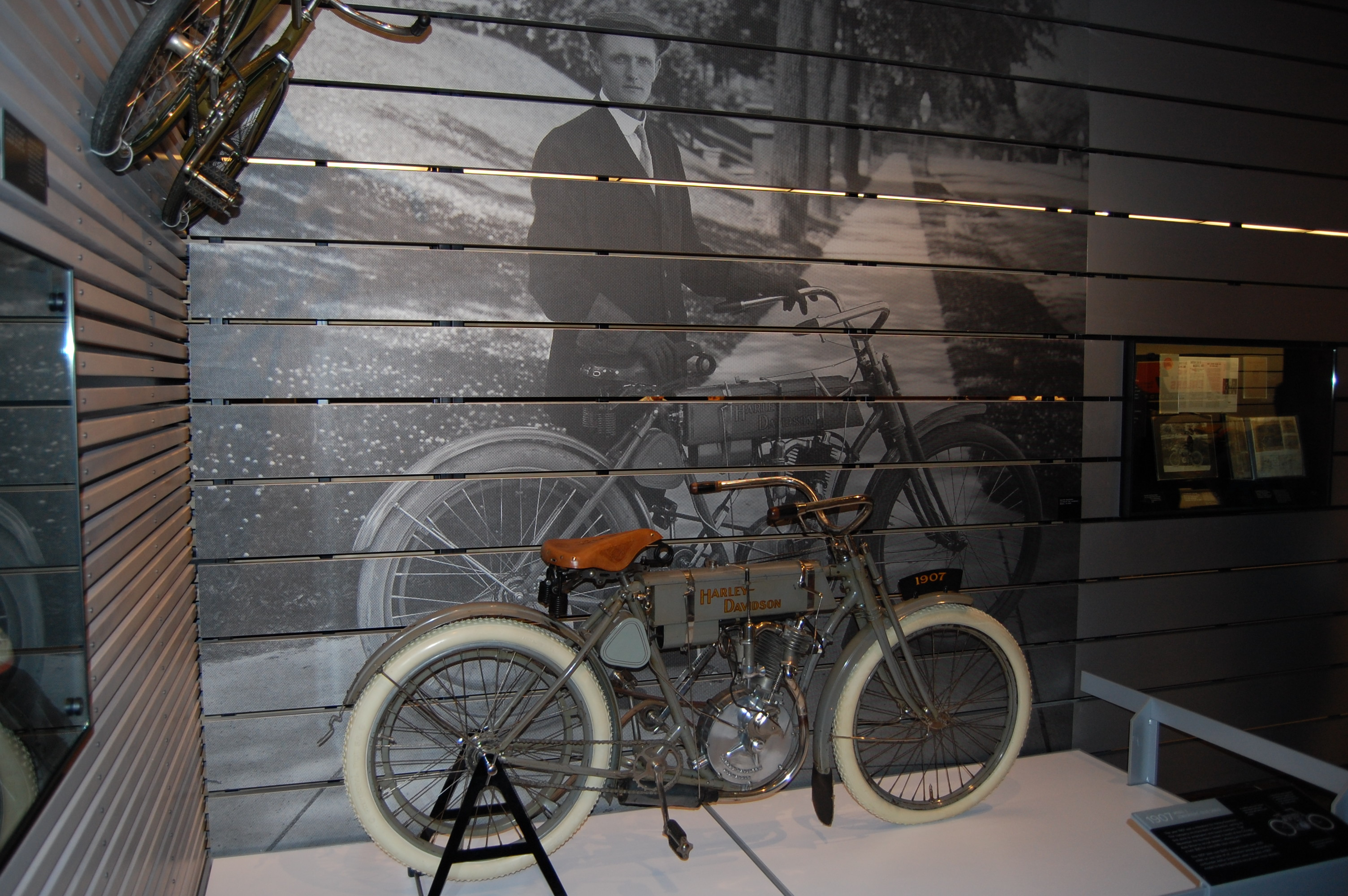
Modèle 3 (1907)
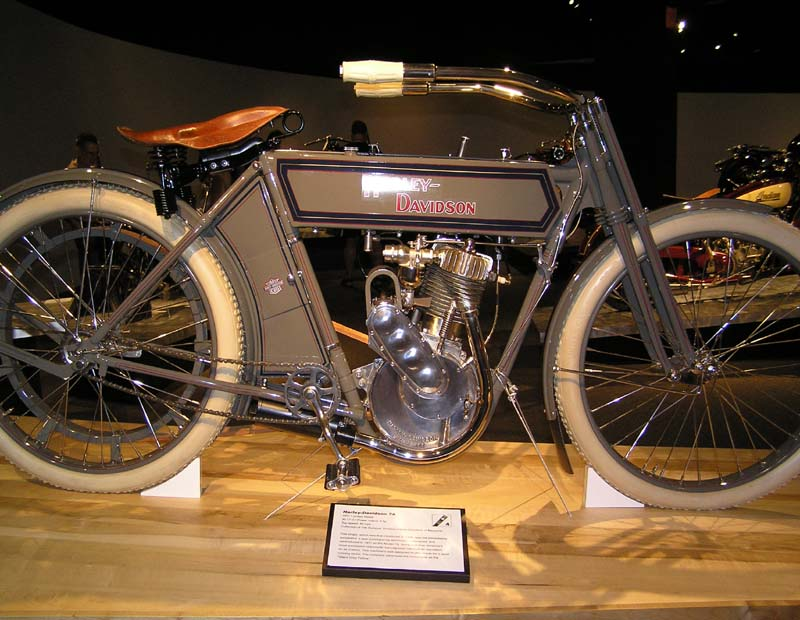
7-A (1911)
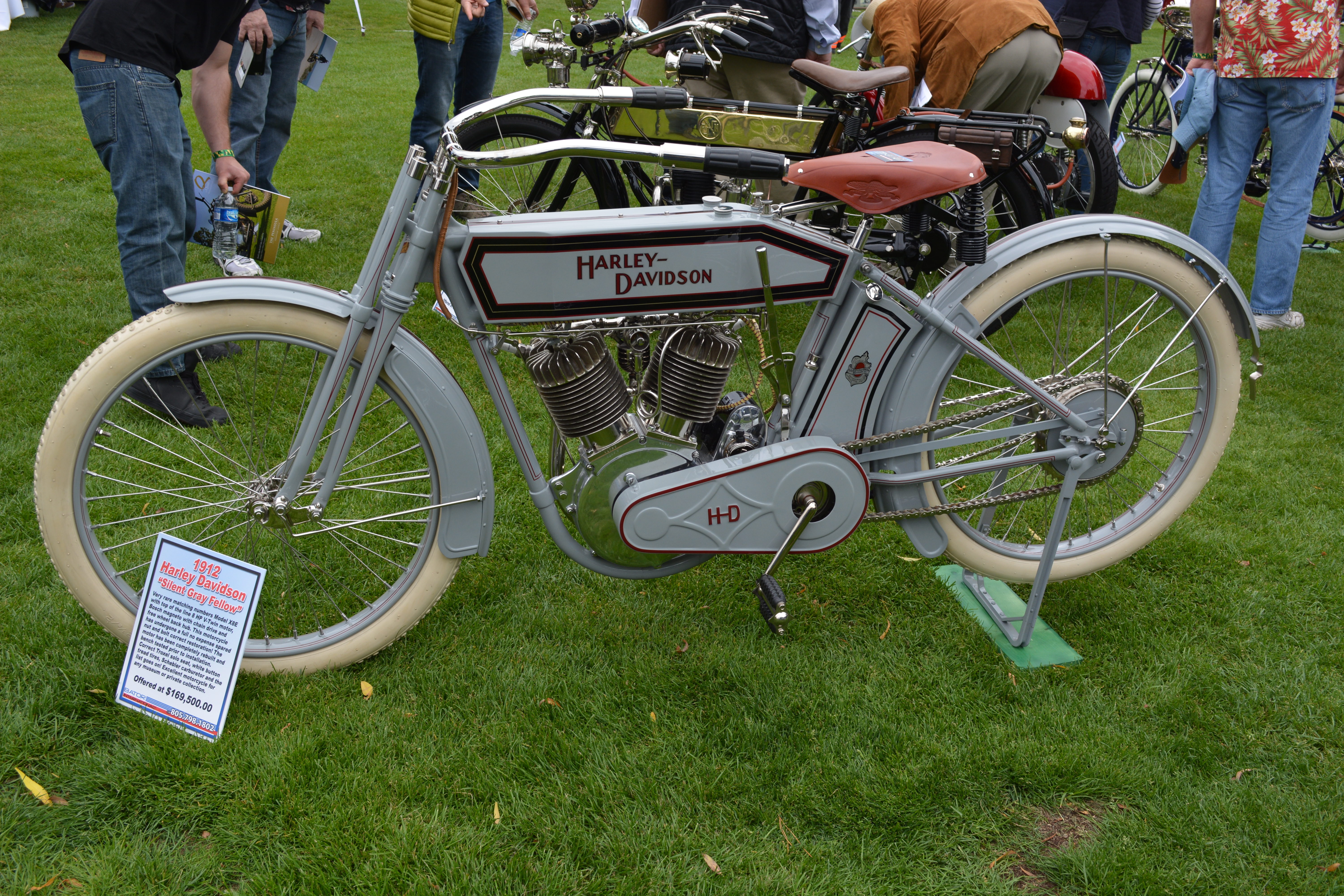
X-8E (1912)
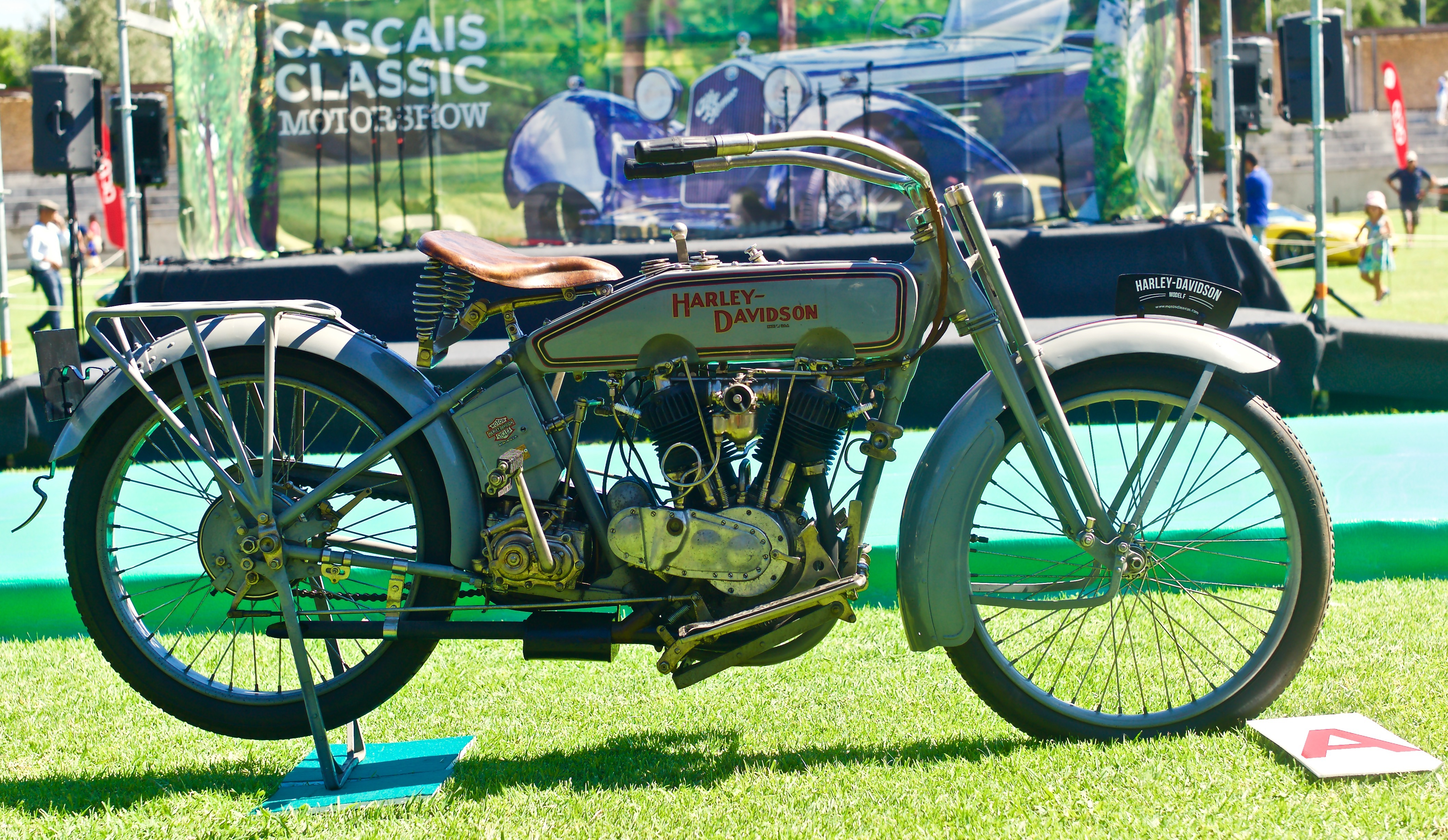
11-F (1915)

## Monocylindres de 1921 à 1934
Derniers monocylindres 4-temps fabriqués aux États-Unis.
| Modèle    | Moteur                                     | Années    | Notes |
| --------- | ------------------------------------------ | --------- | --- |
| CD        | Monocylindre de 37,1 ci (608 cm3)          | 1921-1922 | Modèle construit à très peu d'exemplaires avec un moteur basé sur un seul cylindre du moteur des twins.                                                                                              |
| A, B et S | Monocylindre "21" IOE de 21,1 ci (345 cm3) | 1926-1934 | A= allumage par magnéto; B= allumage par générateur et feux électriques. AA/BA = modèles avec un moteur OHV. La version S est un modèle à moteur OHV destiné à la compétition surnommé "Peashooter". |
| C, CA, CB | Monocylindre "30" IOE de 30,1 ci (493 cm3) | 1929-1934 | C= modèle de base; CA= version avec un moteur OVH; CB= exemplaires montés dans un cadre de twin. Au total plus de 5000 unités produites.                                                             |

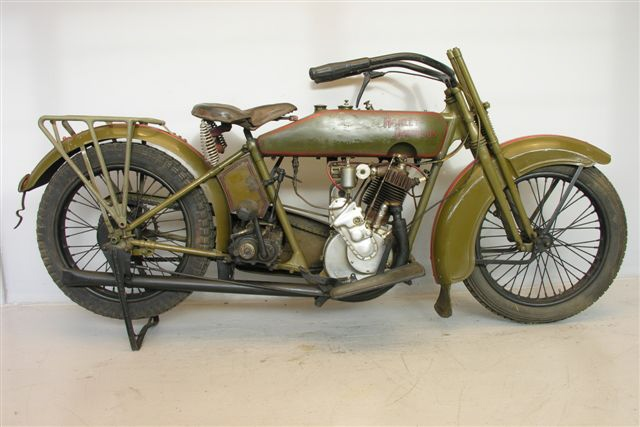
CD (1922)
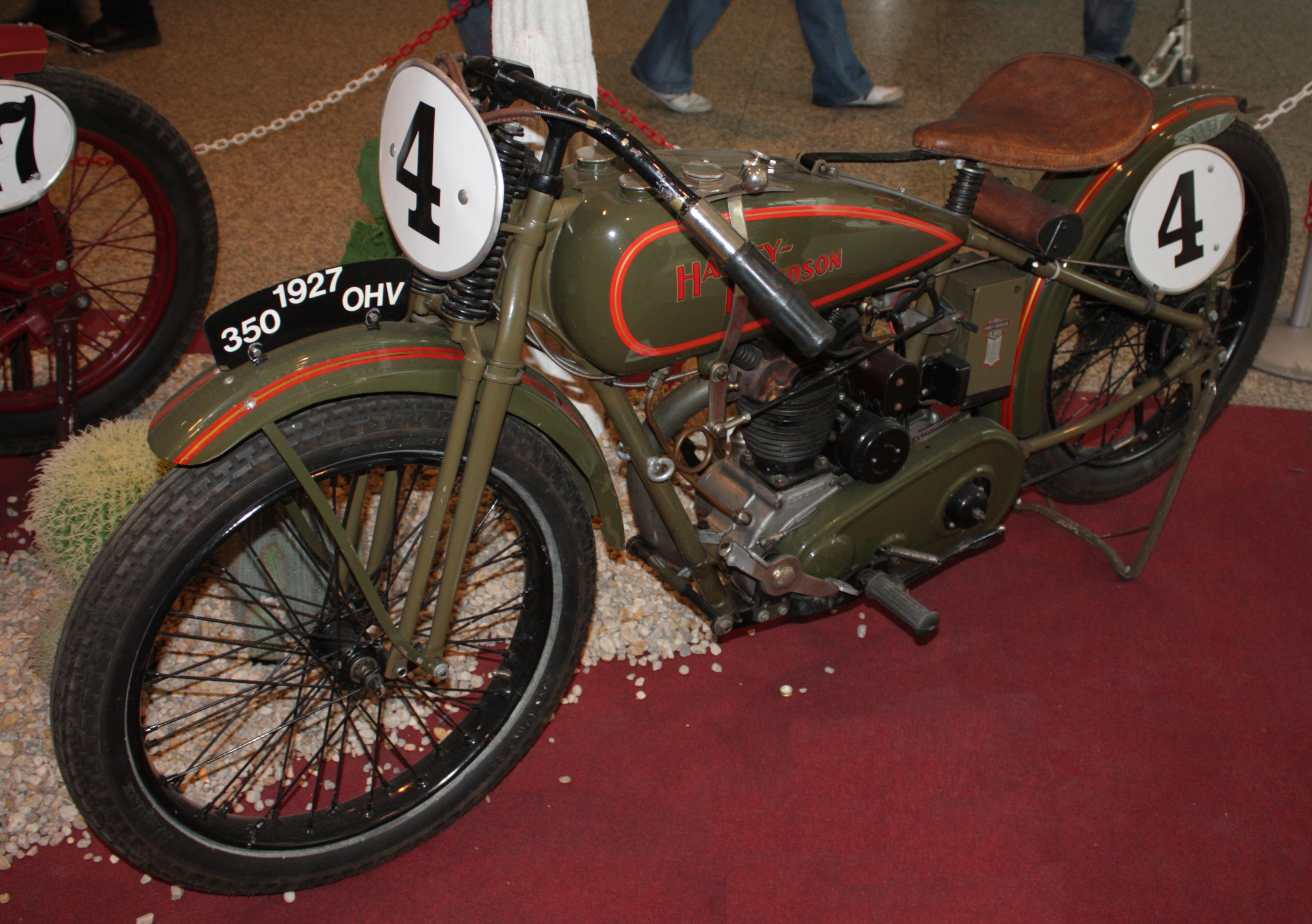
S Peashooter (1927)
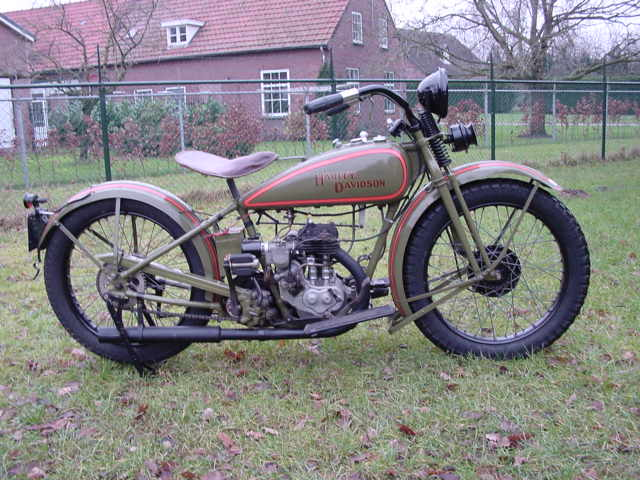
B (1928)

## American Lightweight
Monocylindres 2-temps de petite et moyenne cylindrée fabriqués aux États-Unis.
| Modèle      | Moteur                       | Années    | Notes |
| ----------- | ---------------------------- | --------- | --- |
| S 125       | 125 cm3 monocylindre 2-temps | 1948-1952 | Copie de la DKW RT 125 donné à Harley-Davidson comme réparations de guerre. Plus de dix mille exemplaires vendus la première année de production. |
| ST 165      | 165 cm3 monocylindre 2-temps | 1953-1959 | Remplacement du modèle 125, avec un moteur plus gros. Fourche télescopique légère, cadre arrière rigide, boîte 3 vitesses. |
| B Hummer    | 125 cm3 monocylindre 2-temps | 1955-1959 | Moteur « B » redessiné avec l’ancienne cylindrée de 125 cm3. Spécifications extrêmement basiques : pas de batterie, klaxon actionné par une poire en caoutchouc, pas de clignotants, pas de feu stop. Dernière 125 cm3 American Lightweight.                |
| BT Super 10 | 165 cm3 monocylindre 2-temps | 1960-1961 | En remplacement des modèles ST165 et Hummer avec une version 165 cm3 du moteur « B ». |
| AH Topper   | 165 cm3 monocylindre 2-temps | 1960-1965 | Seul scooter fabriqué par Harley. Carrosserie en fibre de verre, transmission à variation continue, frein de parking, coffre de rangement. |
| Ranger      | 165 cm3 monocylindre 2-temps | 1962      | Moto tout terrain sans feux ni garde-boue avant. Transmission extrêmement lente. Fabriquée seulement une année. |
| Pacer       | 175 cm3 monocylindre 2-temps | 1962-1965 | 175 cm3 en remplacement de la Super 10. Nouveau cadre avec suspension arrière introduit en 1963. |
| Scat        | 175 cm3 monocylindre 2-temps | 1962-1965 | Moto à double usage basée sur la Pacer. La transmission lente du Ranger était optionnelle. Moteur transféré sur le cadre suspendu du Pacer en 1963. |
| BTH Bobcat  | 175 cm3 monocylindre 2-temps | 1966      | Dernier American Lightweight, fabriqué seulement durant un an. Seuls les American Lightweight étaient fabriqués avec une selle double standard. Une carrosserie en résine ABS d'une pièce recouvrait le réservoir et le pneu arrière et soutenait le siège. |

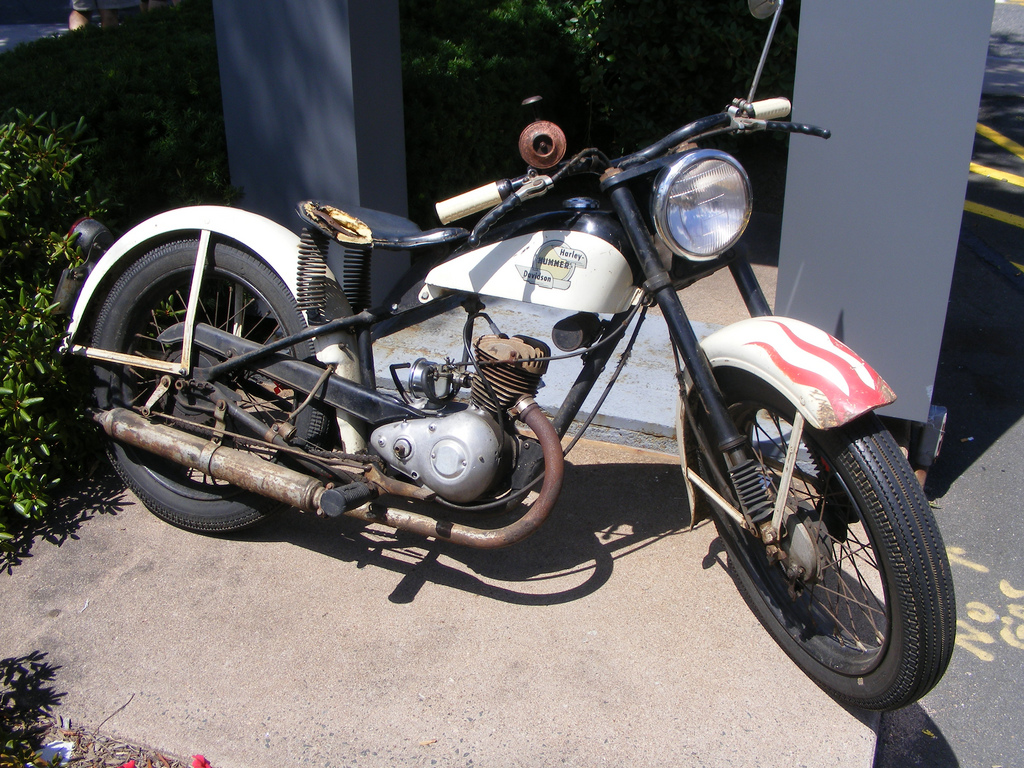
Hummer (vers 1955)
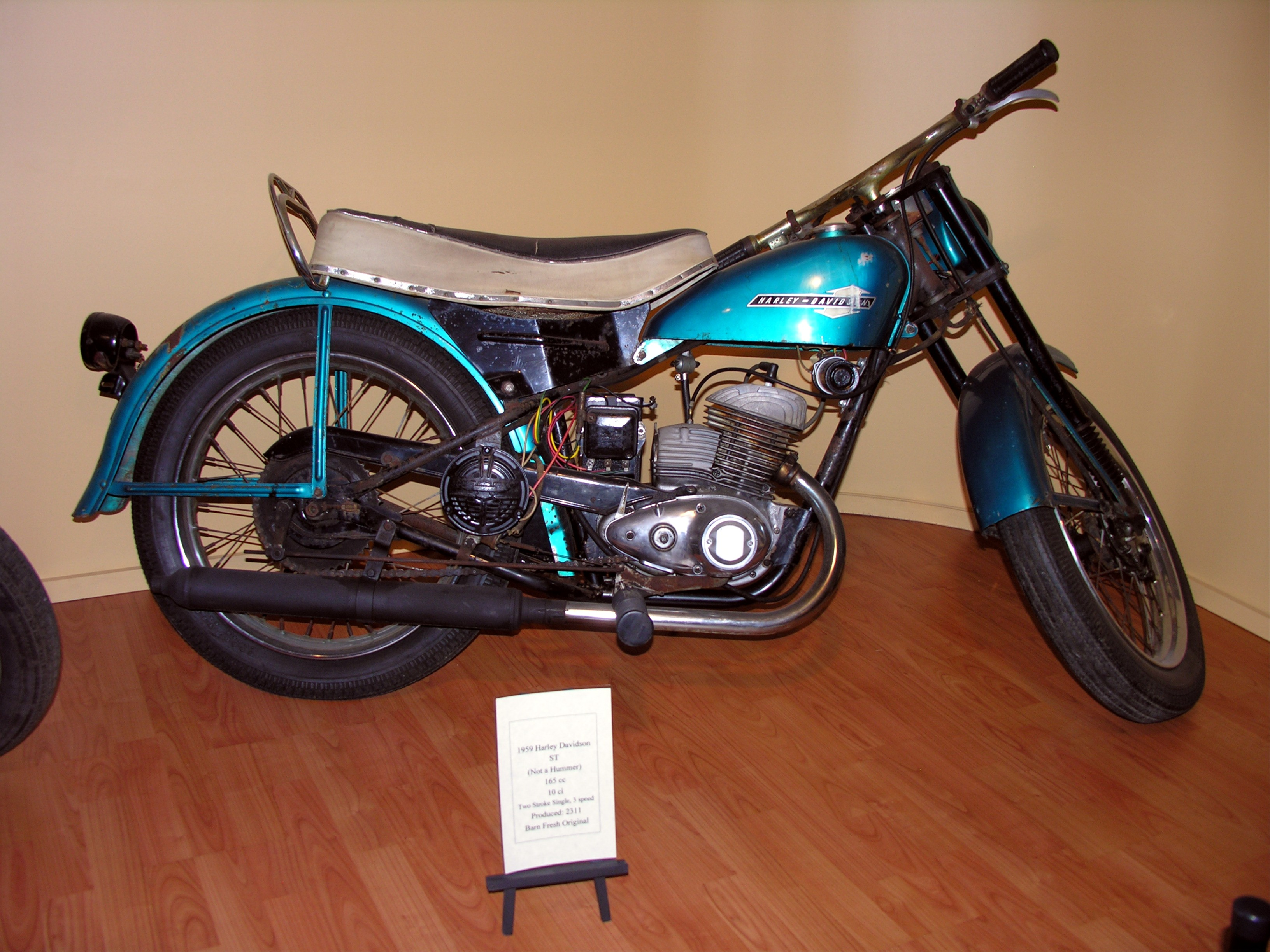
ST 165 (1959)
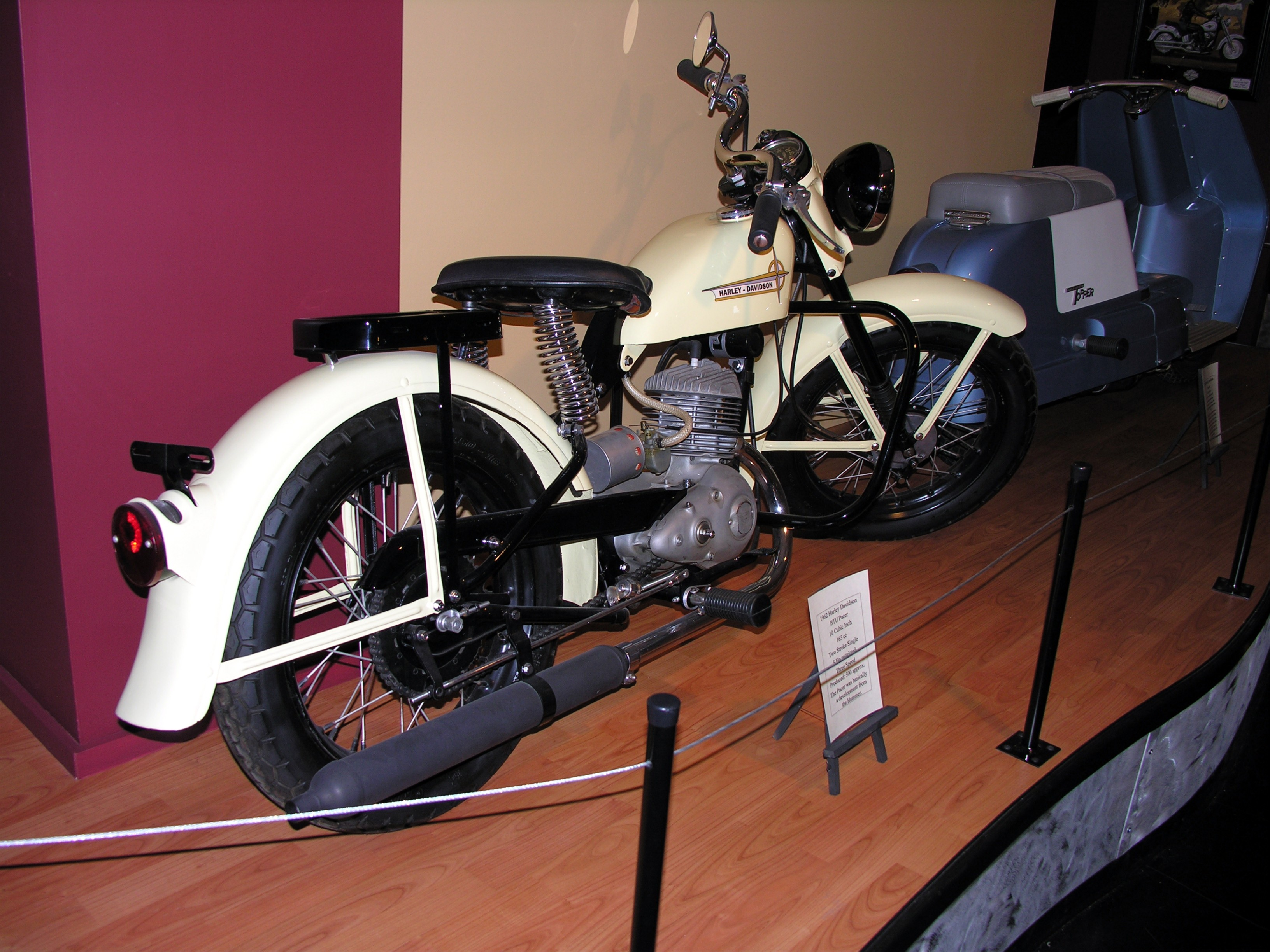
Pacer (1962)
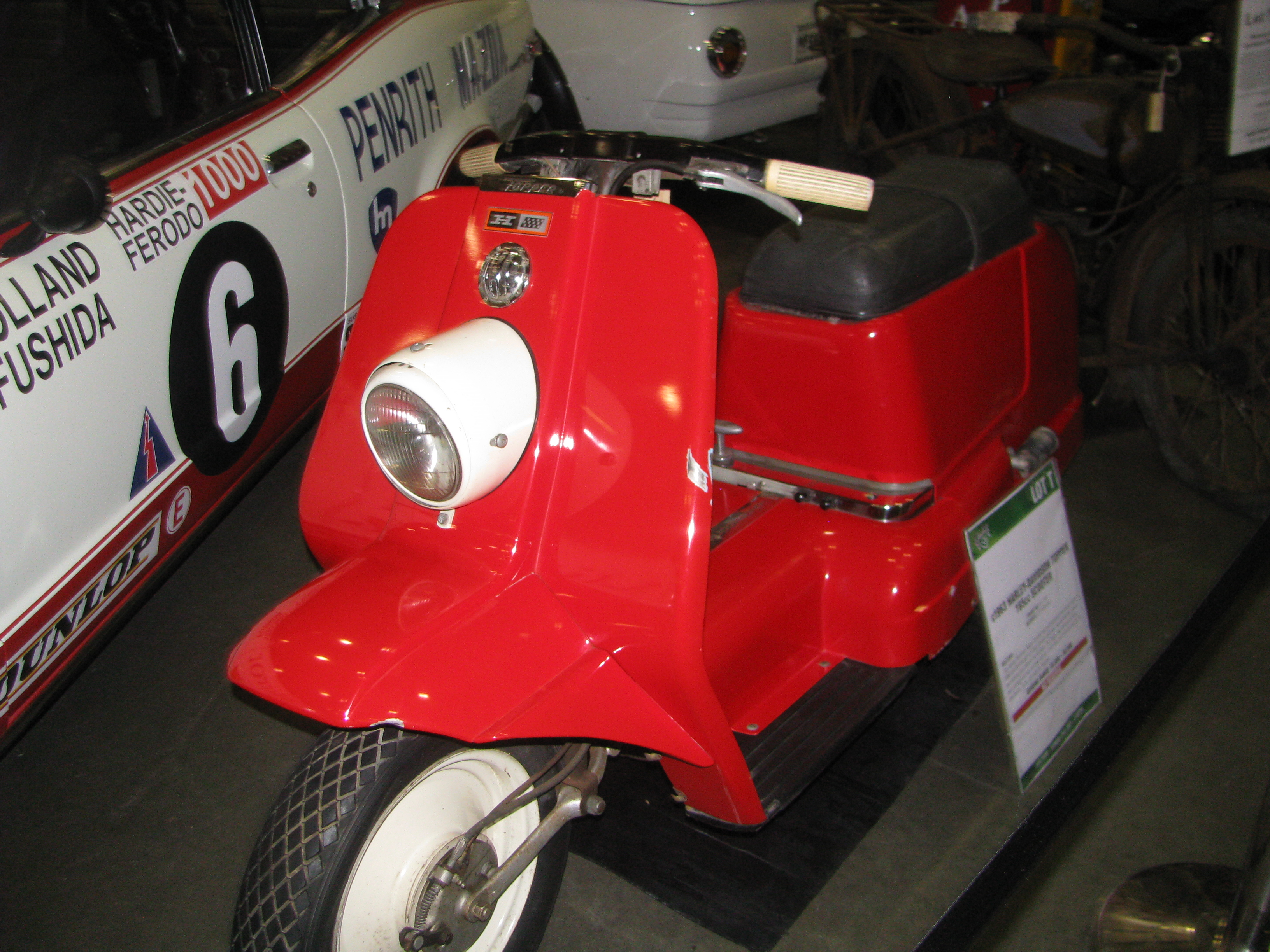
Topper (1963)
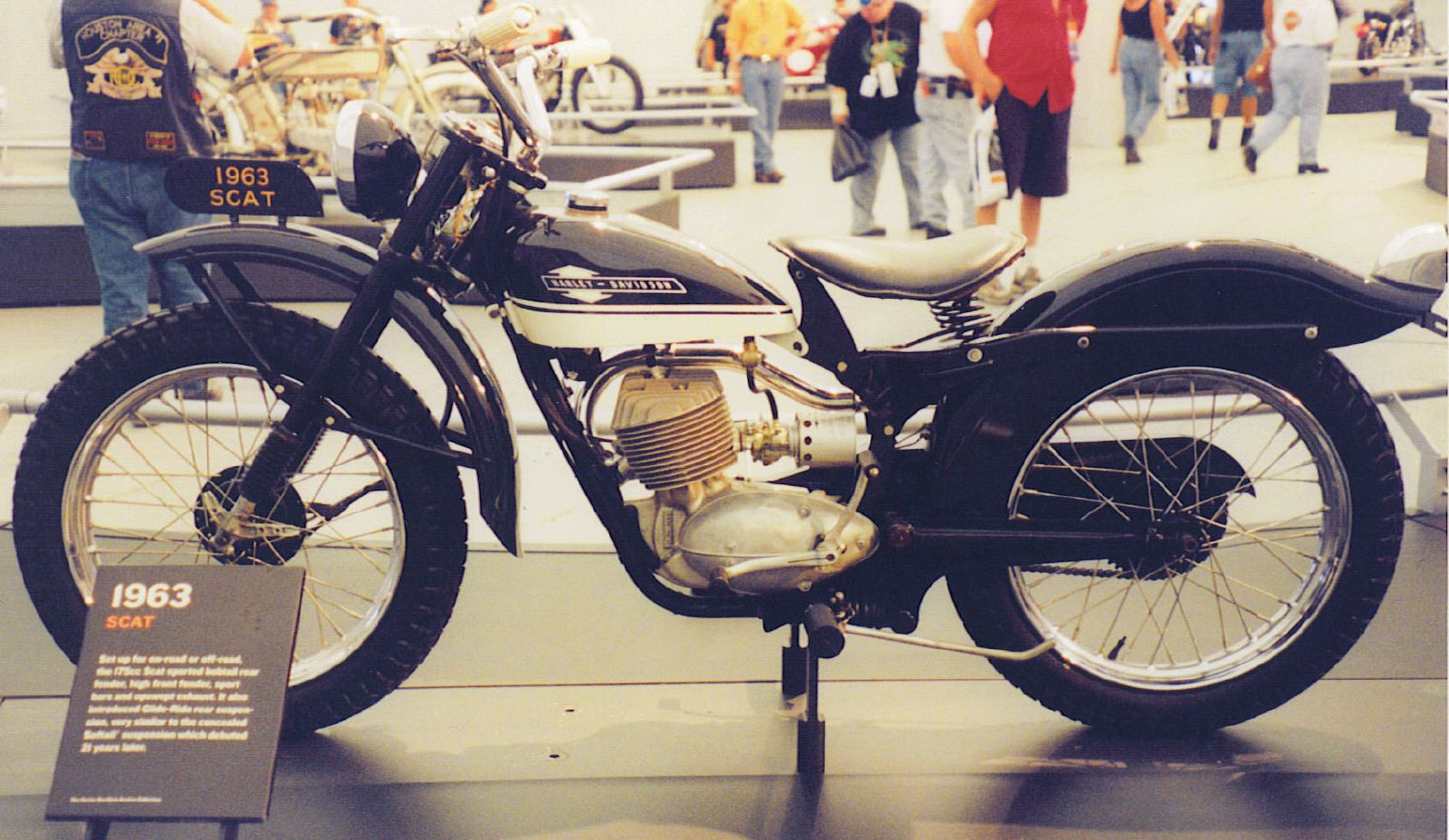
Scat (1963)

## Aermacchi vendues sous la marque Harley-Davidson
Modèles construits en Italie par Aermacchi commercialisés aux États-Unis avec le badge Harley-Davidson.
| Modèle          | Moteur                       | Années                             | Notes |
| --------------- | ---------------------------- | ---------------------------------- | --- |
| Sprint H et C   | 250 cm3 monocylindre OHC     | 1961-1968                          | Boîte à 4 vitesses; moteur monocylindre disposé horizontalement. H= version trail; C= version route.                                                           |
| Sprint SS et SX | 350 cm3 monocylindre OHC     | 1969-1974                          | Versions Sprint avec moteur plus puissant. SS= version routière. SX= version trail (à partir de 1971).                                                         |
| M-50 M-50 Sport | 50 cm3 monocylindre 2-temps  | 1965-1966 (M-50) 1966 (M-50 Sport) | Cyclomoteurs urbains à 3 vitesses. M-50=monoplace, cadre ouvert; M-50 Sport= selle double, cadre et réservoirs conventionnels.                                 |
| M-65 M-65 Sport | 65 cm3 monocylindre 2-temps  | 1967-1972                          | Versions des M-50 avec moteur de plus forte cylindrée. |
| MLS Rapido      | 125 cm3 monocylindre 2-temps | 1968-1972                          | Boîte 4 vitesses. |
| SS/SX 125       | 125 cm3 monocylindre 2-temps | 1973-1977                          | Successeur du Rapido. Boîte 5 vitesses. SS= version route; SX= version trail.                                                                                  |
| SS/SX 175       | 175 cm3 monocylindre 2-temps | 1974-1977                          | Boîte 5 vitesses. SS= version route; SX= version trail. |
| SS/SX 250       | 250 cm3 monocylindre 2-temps | 1975-1977                          | 2-temps en remplacement des 4-temps SS-350. SS= version routière; SX= version trail                                                                            |
| X-90 et Z-90    | 90 cm3 monocylindre 2-temps  | 1973-1974                          | X-90 dite "Shortster": cadre de très petite taille Z-90: cadre de taille classique Motos produites : 8 250 exemplaires en 1973, 7 019 en 1974 et 1 568 en 1975 |
| MSR MY Baja 100 | 100 cm3 monocylindre 2-temps | 1969 à 1972                        | Moto tout-terrain, boîte 5 vitesses. MSR= modèle de compétition; MY= modèle homologué pour usage sur route.                                                    |

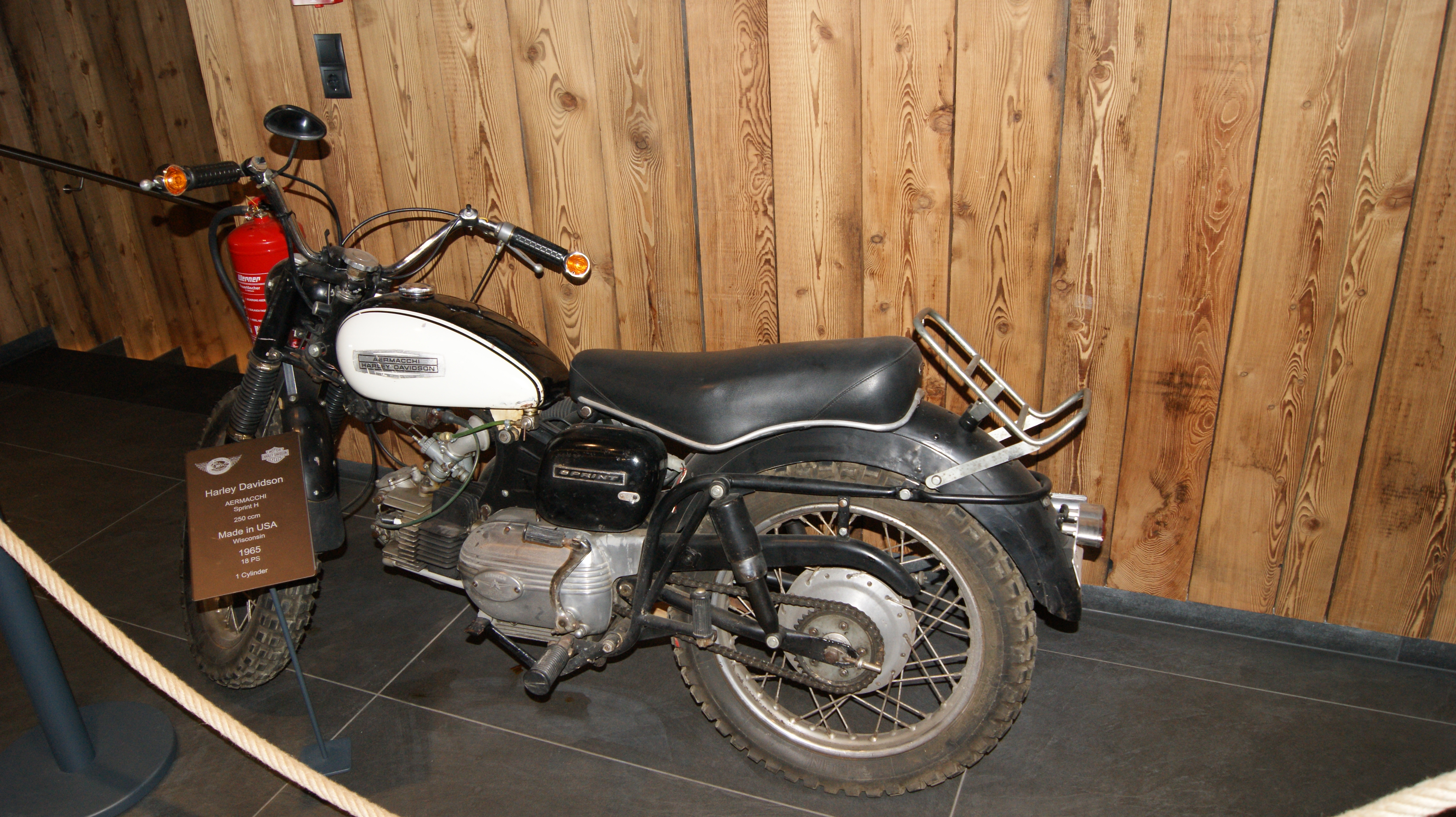
Sprint (1965)
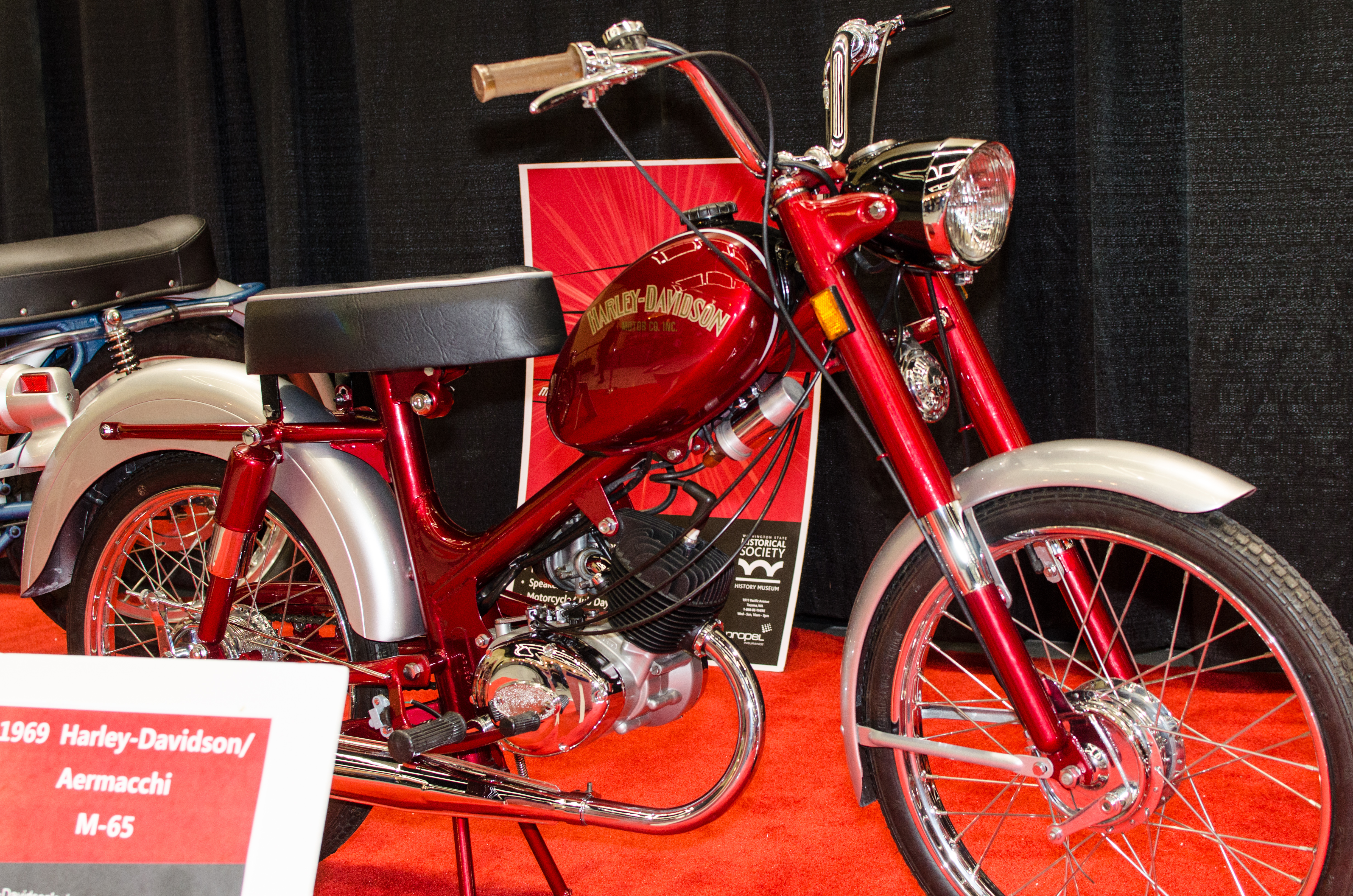
M-65 (1969)
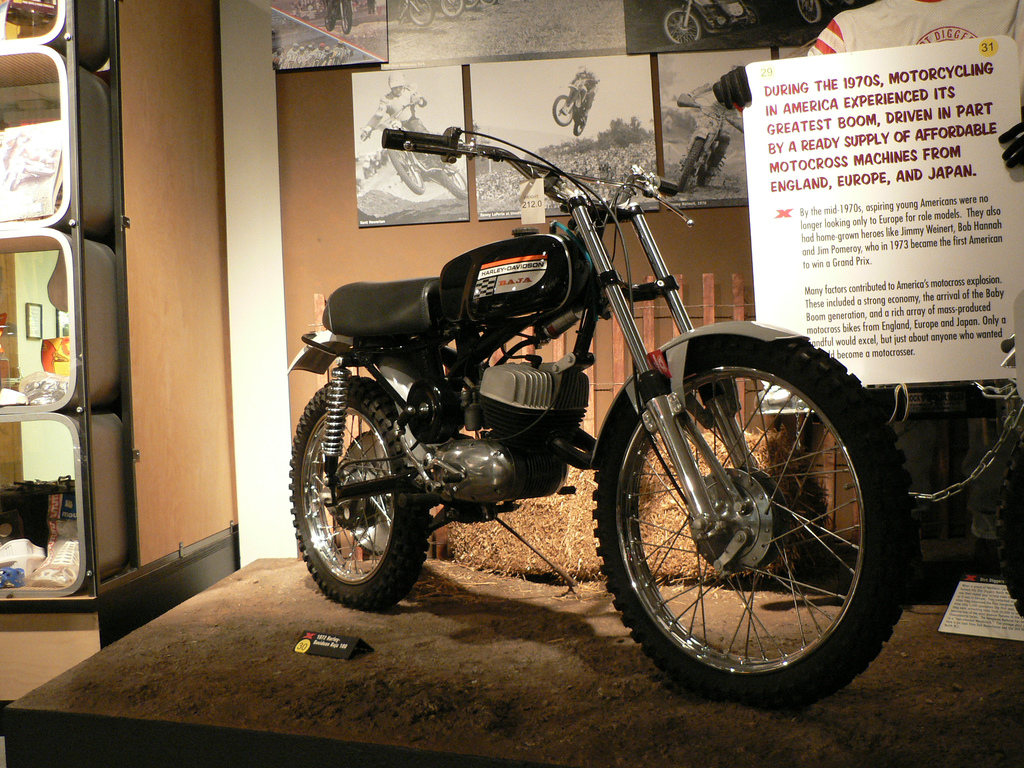
Baja (1972)
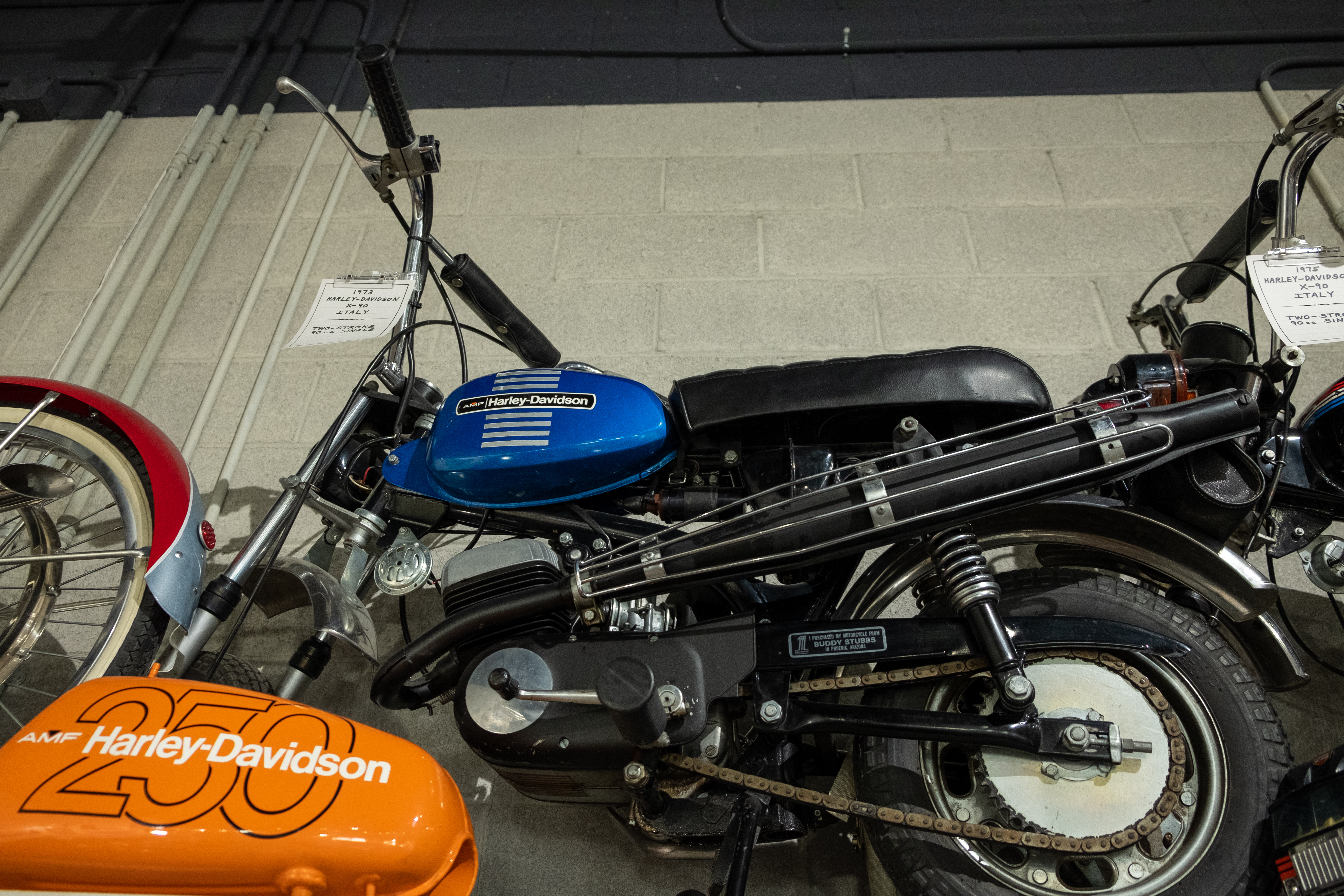
X-90 (1973)
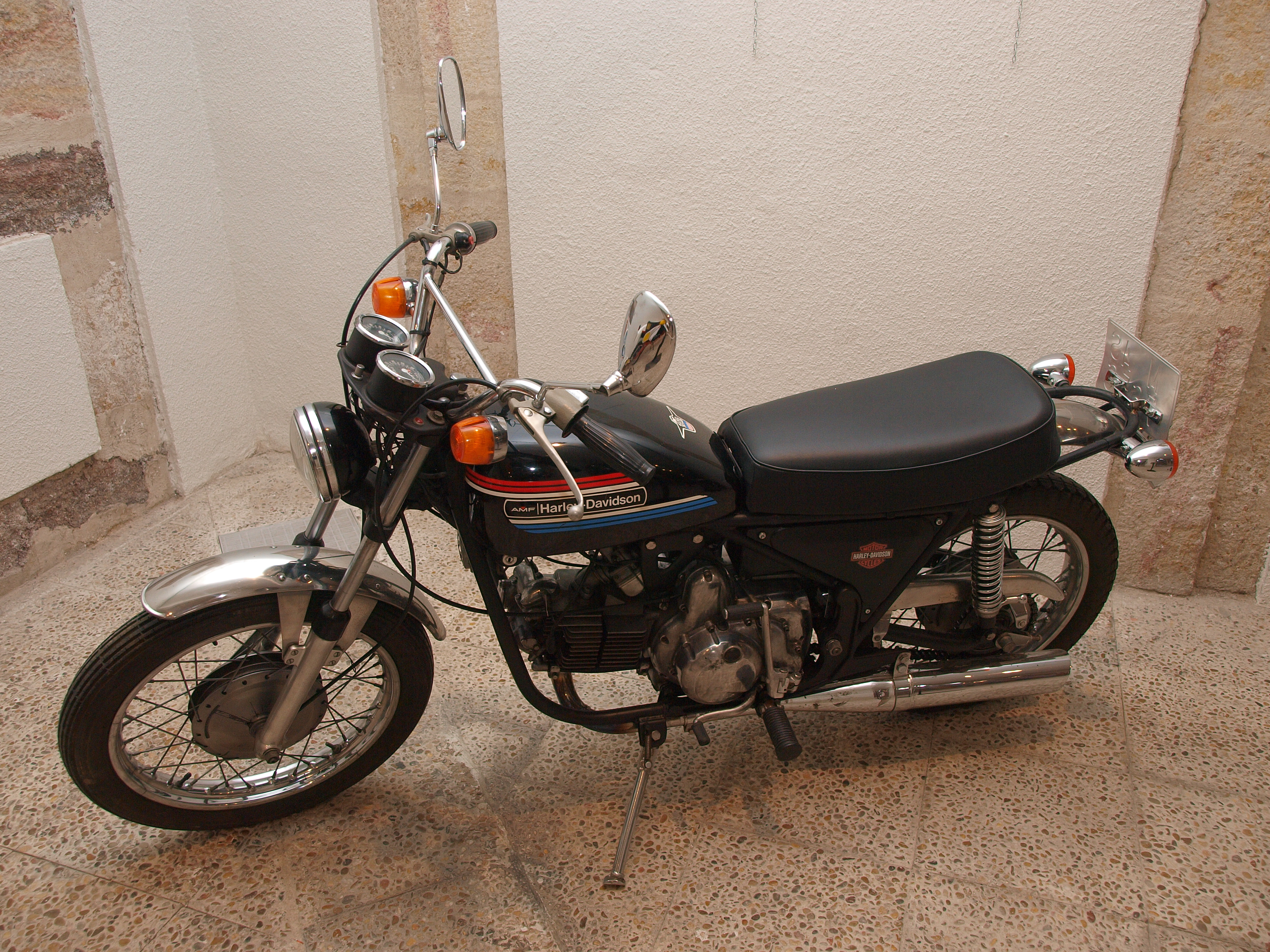
SS 350 (1974)

## Touring et prédécesseurs "big twins"
| Modèle                                                          | Moteur | Années              | Notes |
| --------------------------------------------------------------- | --- | ------------------- | --- |
| F et J                                                          | 61 ci (1 000 cm3) F-Head | 1916-1929           | Modèles 11F, 11J renommés dans la nouvelle méthode d'identification. J= modèle avec éclairage électrique. JS=version avec side-car. |
| FD et JD                                                        | 74 ci (1 213 cm3) F-Head | 1921-1929           | Modèles F et J avec un moteur de plus forte cylindrée. Premiers modèles avec un réservoir en goutte d'eau (1926) et un frein avant à (1928). FD=allumage par magnéto. JD= batterie et feux électriques. |
| JH et JDH                                                       | 60,2 ci (JH) et 74,2 ci (JDH) twin cam IOE                                                                                       | 1928-1929           | Rares modèles sur base J avec moteur Twin Cam. Freins avant et arrière, batterie et feux électriques, châssis spécifique type "roadster". |
| V, VL, VLE, VD et VF                                            | 74 ci (1 213 cm3) et 80 ci (1 310 cm3) Flat Head                                                                                 | 1930-1936           | Série des big twins à moteur Flat Head. VLE= version à haute compression. Option de moteur 80 ci à partir de 1935 (VLDD, VDDS). La série V est celle qui rencontre le plus grand succès commercial dans les années 1930. |
| E, EL, ES et ELF                                                | 61 ci (1 000 cm3) Knuckle Head puis Pan Head                                                                                     | 1936-1952           | Moteur Pan Head à partir de 1948. Fourche Springer à dureté réglable, cadre rigide à l'arrière, circuit de lubrification à recirculation, boîte à 4 vitesses, roues avant et arrière de 14 " interchangeables, réservoir "goutte d'eau". Passage en version Hydra Glide avec fourche hydraulique en 1949. Option de sélecteur de vitesses au pied en 1952 (version ELF). ES= version avec side-car. |
| U, UL,UH, UA et US                                              | 74 ci (1 213 cm3) et 80 ci (1 310 cm3) Knuckle Head                                                                              | 1937-1948           | Modèle E avec un moteur de plus forte cylindrée. UH avec moteur de 80 ci. UA= version pour l'armée et la marine américaines. US= version avec side-car. |
| F, FL et FS                                                     | 74 ci (1 213 cm3) Knuckle Head puis Pan Head                                                                                     | 1941-1948           | Premiers modèles de la très longue famille des FL. Moteur Pan Head en 1948. Fourche Springer, cadre rigide à l'arrière, boîte 4 vitesses. Option roue avant de 16 ". |
| FL, FLF, FLH et FLHF Hydra Glide                                | 74 ci (1 213 cm3) Pan Head | 1949-1957           | Premier modèle de "big twin" avec fourche hydraulique. Boîte 4 vitesses, cadre rigide à l'arrière, option de sélecteur de vitesses au pied à partir de 1952 (FLF) et 1955 (FLHF). Version "Super Sport" à haute compression à partir de 1955 (FLH, FLHF). |
| FL, FLF, FLH et FLHF Duo Glide                                  | 74 ci (1 213 cm3) Pan Head | 1958-1964           | Premier modèle de "big twin" avec fourche hydraulique et suspension arrière. Nouveau frein arrière hydraulique, fourche télescopique en aluminium, boîte 4 vitesses, pare-brise. |
| FLH, FLHB, FLHF, FLHS Electra Glide                             | 74 ci (1 213 cm3) (1965-1980), 80 ci (1 310 cm3) (1978-1993)                                                                     | 1965-1993           | Premiers modèles de la très longue famille Electra Glide. Premier "big twin" à démarreur électrique. Moteur Panhead durant la première année de production. Moteur Shovelhead à partir de la deuxième année de production, et moteur Evolution à partir de 1985. Une version avec pare-brise mais sans carénage est produite épisodiquement, sous le nom de Electra Glide Sport ou Sport Electra Glide (code FLHS ou FLHX). |
| FLT, FLTC, FLTCU Tour Glide                                     | 80 ci (1 310 cm3) | 1980-1996           | Nouveau cadre Touring plus grand que celui de l'Electra Glide avec moteur monté sur caoutchouc, transmission à cinq vitesses, géométrie de direction à angle de coupe faible, carénage monté sur le cadre et fourche montée derrière le carénage. Finition Classic (FLTC) ou Ultra Classic (FLTCU). |
| FLHT Electra Glide Standard                                     | 82 ci Evolution (1995-1998) 88 ci Twin Cam (1999-2006) 96 ci Twin Cam (2007-2010) 107 ci Milwaukee-Eight (2019-2020)             | 1995-2010 2019-2020 | Version de base de l'Electra Glide désormais montée dans le grand cadre Touring. Sacoches rigides, pare-brise, carénage Batwing, triple phare avant. Nouveau châssis en 2010. Interruption de commercialisation entre 2011 et 2018. Selle monoplace en 2019-2020. |
| FLHTC Electra Glide Classic, FLHTCU Electra Glide Ultra Classic | 82 ci (1998) 88 ci (1999-2006) 96 ci (2007-2010) 103 ci (2011-2016)                                                              | 1983-2016           | Versions de l'Electra Glide avec des équipements supplémentaires, notamment: siège passager avec dosseret, top case, protections additionnelles, carénage inférieur, revêtement de moteur noir poudré et un set de chrome « habillage complet ». À partir de 1996, l'injection est proposée en option (notée -I) avant de devenir un équipement standard. Plusieurs versions CVO (FLHTCUSE) durant la période, avec moteurs plus puissants et finition spéciale. |
| FLHR/I FLHRCI FLHRS/E FLHRXS Road King                          | 82 ci (1994-1998) 88 ci (1999-2006) 96 ci (2007-2010) 103 ci (2011-2016) 107 ci (2017-) 114 ci (2019-)                           | 1994-               | Très longue famille de modèles basés sur une version allégée de FLHT sans carénage. Injection de carburant proposée en option à partir de 1996 (-I). Version Classic (FLHRC), version personnalisée en usine avec différentes sacoches en cuir et petit pare-brise chromé (FLHRS) et édition Screaming Eagle encore plus personnalisée (FLHRSE). Version Special (FLHRXS) avec moteur de 1 870 cm3 depuis 2019. |
| FLTR, FLTRI, FLTRTX, FLTRXS, FLTRU, FLTRK, FLTRXST Road Glide   | 82 ci (1998) 88 ci (1999-2010) 96 ci (2010-2016) 107 ci Milwaukee Eight 107 (2017-2022) 117 ci Milwaukee Eight 117 (depuis 2022) | 1998-               | Modèle intermédiaire entre l'Electra Glide et la Road King. Carénage de type Tour Glide fixé sur le cadre. 1998 est la seule année où la Road Glide a été proposée avec le pack électrique sur la version à carburateur. Sur la période 1998-1999, le système électrique Ultra Electra Glide est livré en standard, ce qui permet des ajouts et des communications plug-and-play. En 2000, l’usine commence à utiliser le système électrique Electra Glide Classic. Des versions CVO (suffixe "SE") sont régulièrement proposées, avec des finitions supérieures et des moteurs de plus forte cylindrée que les modèles de la même année-modèle. |
| FLHX FLHXS FLHXST Street Glide                                  | 88 ci (2006) 96 ci (2007-2010) 103 ci (2011-2016) 107 ci (2017-2019) 114 ci (2020-)                                              | 2006-               | Version « allégée » de l'Electra Glide, avec un pare-brise coupé, aucune garniture de garde-boue avant, aucun Tour Pack et une suspension arrière à réglage pneumatique. La Street Glide conserve tous les éléments de conforts des Electra Glide, comme le système audio Harman Kardon, le régulateur de vitesse et l'option ABS et sécurité. La version de base (FLHX) disparait en 2019. Version Street Glide Special (FLHXS) à partir de 2015 avec système de sécurité et ABS standard, système d'info-divertissement de 4,3" (FLHX) ou 6.5GT (FLHXS) avec écran tactile et GPS, suspension arrière à réglages manuels, garnitures et peinture différentes. Version Sport Touring (FLHXST) depuis 2022 avec finition noire. Plusieurs versions CVO (FLHXSE) au cours de la période avec moteurs plus puissants et finitions spéciales. Versions spéciales "115ème anniversaire" en 2018 (couleur bleue, médaillon commémoratif). |
| FLHTK Ultra Limited                                             | 103 ci Twin Cam (2010-2016) 107 ci Milwaukee-Eight (2017-2018) 114 ci Milwaukee-Eight (2019-)                                    | 2010-               | Haut de gamme juste en dessous des versions CVO. Moteur monté souple dans le cadre afin de limiter les vibrations, ligne d’échappement modifiée pour limiter la dissipation thermique vers les occupants, boîte à 6 rapports limitant le bruit mécanique, jantes à 28 branches chromées, peinture bi-ton, ABS, poignées chauffantes, équipement Tour-Pak, système audio Harman-Kardon et régulateur de vitesse. À partir de 2019 : moteur à 4 soupapes par cylindre, double allumage, refroidissement partiellement liquide, arbre d'équilibrage. |

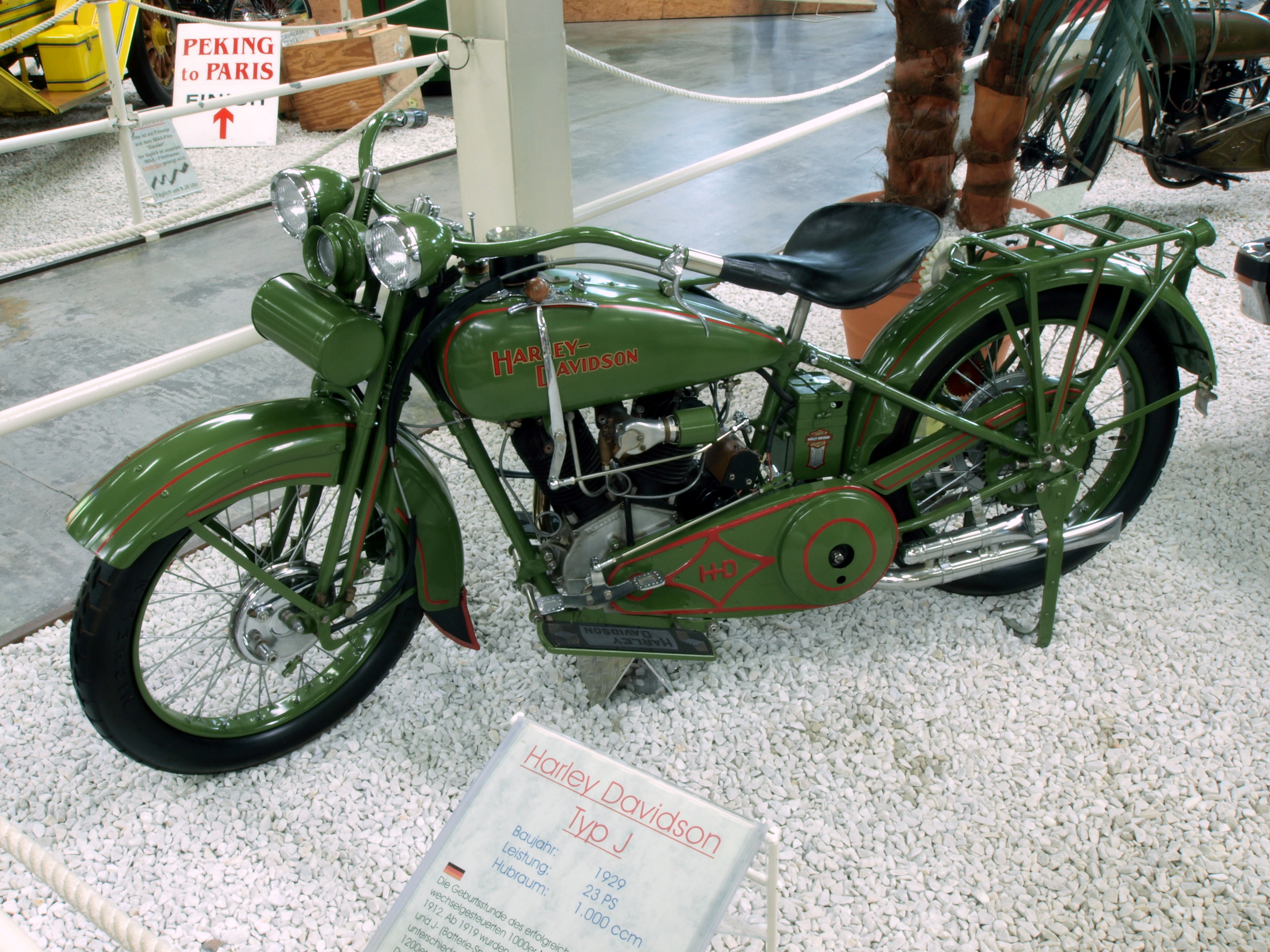
J (1929)
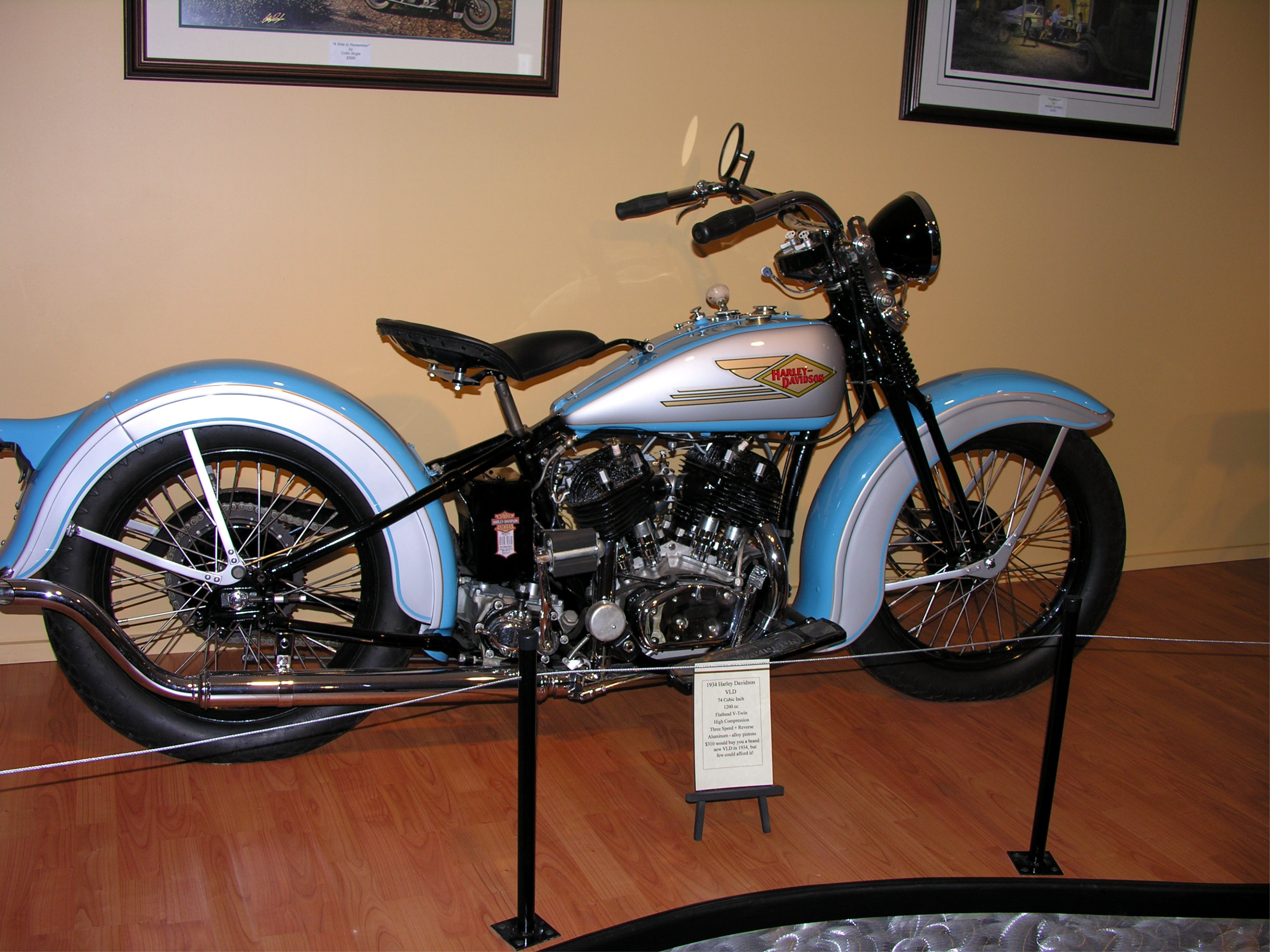
VLD (1934)
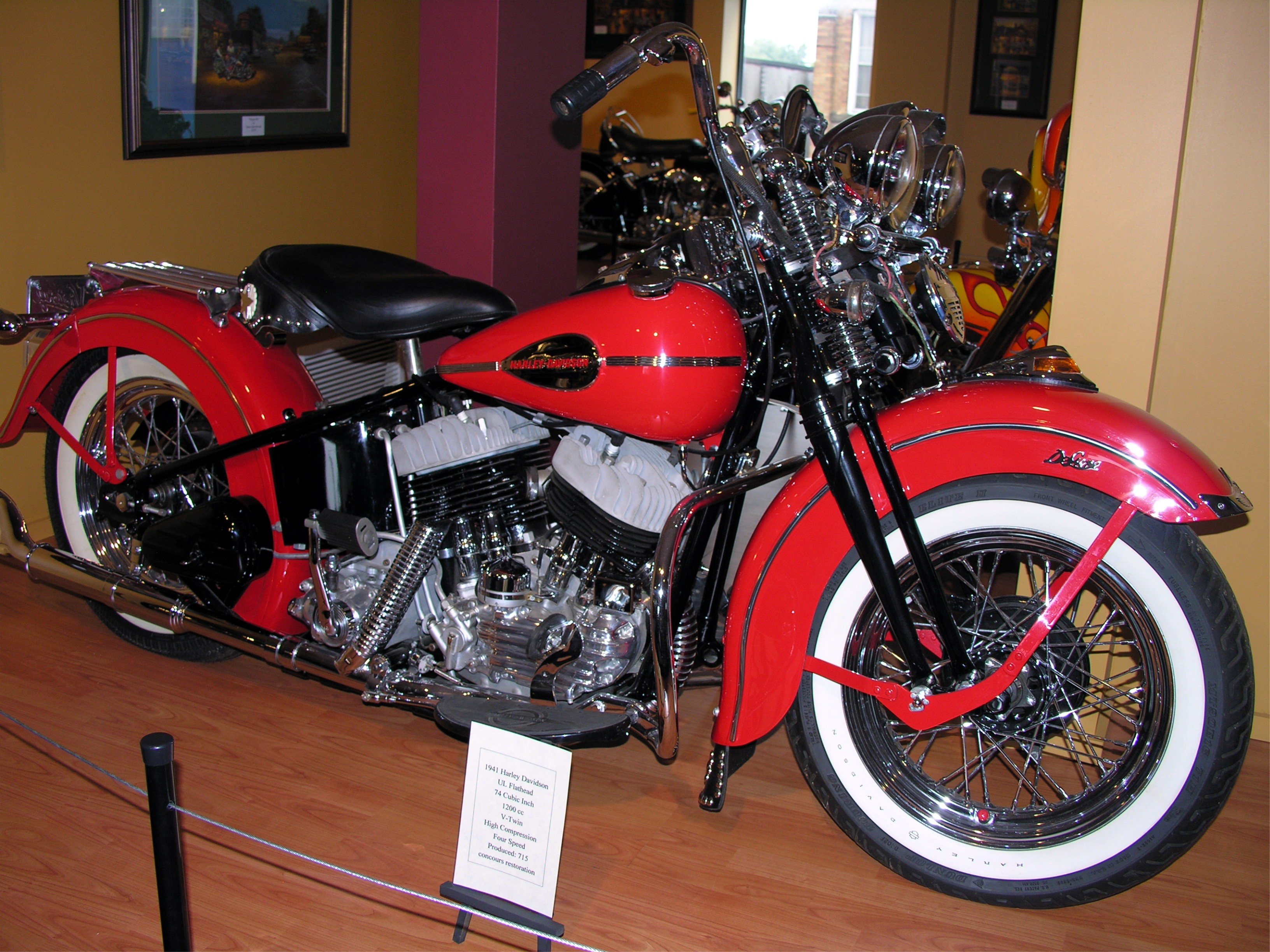
UL (1941)
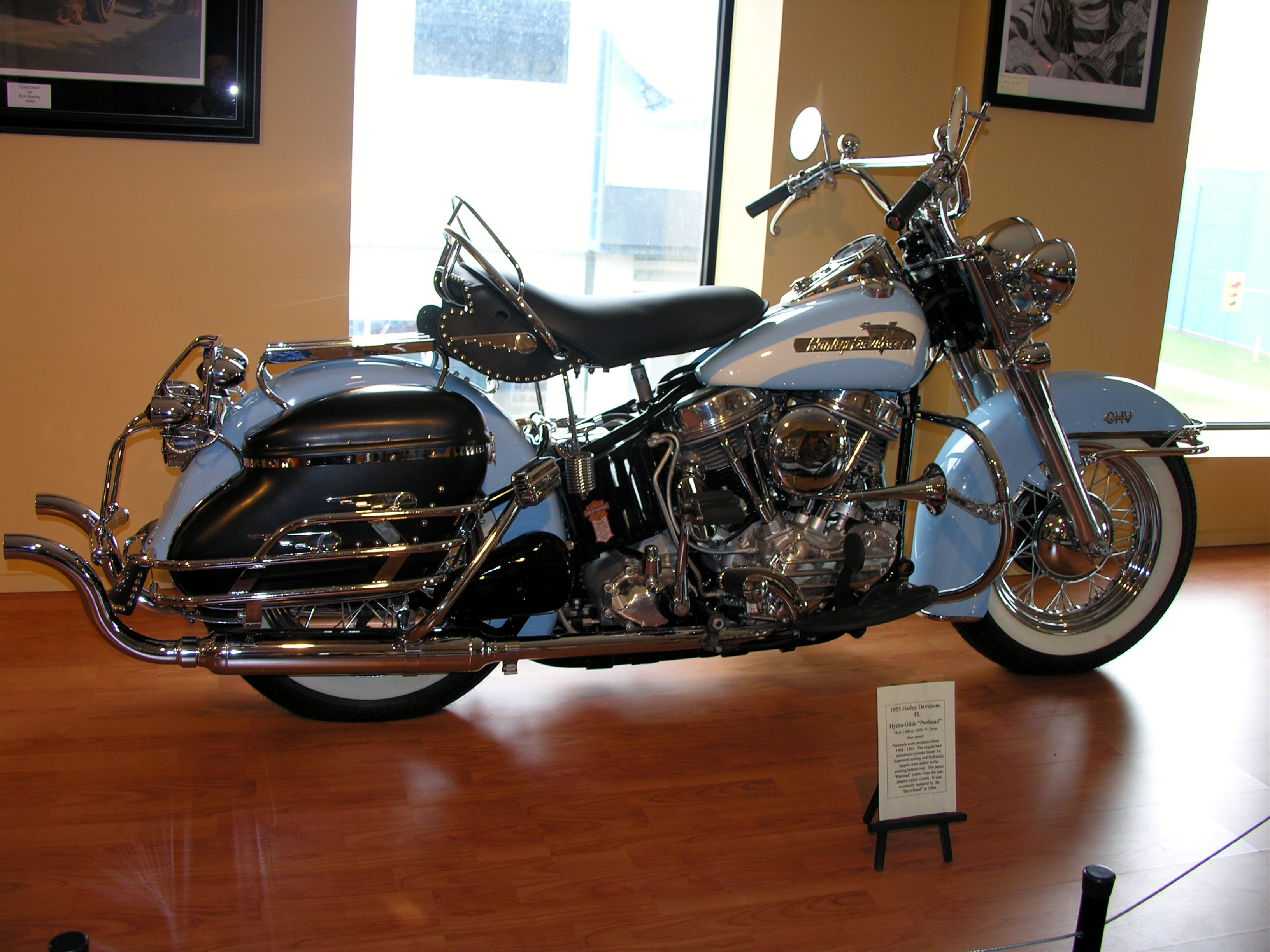
Hydra Glide FL (1955)
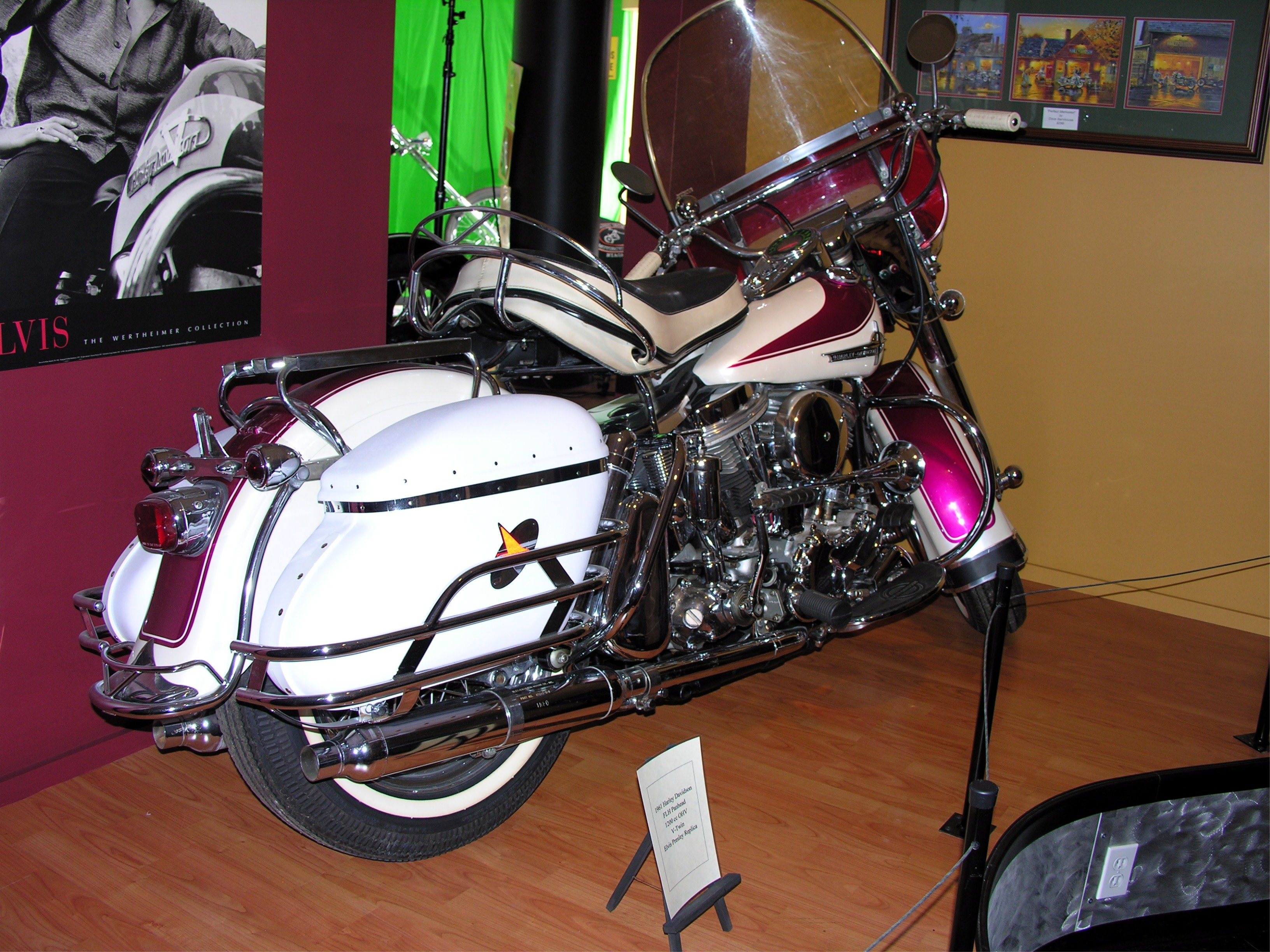
Duo Glide FLH (1961)

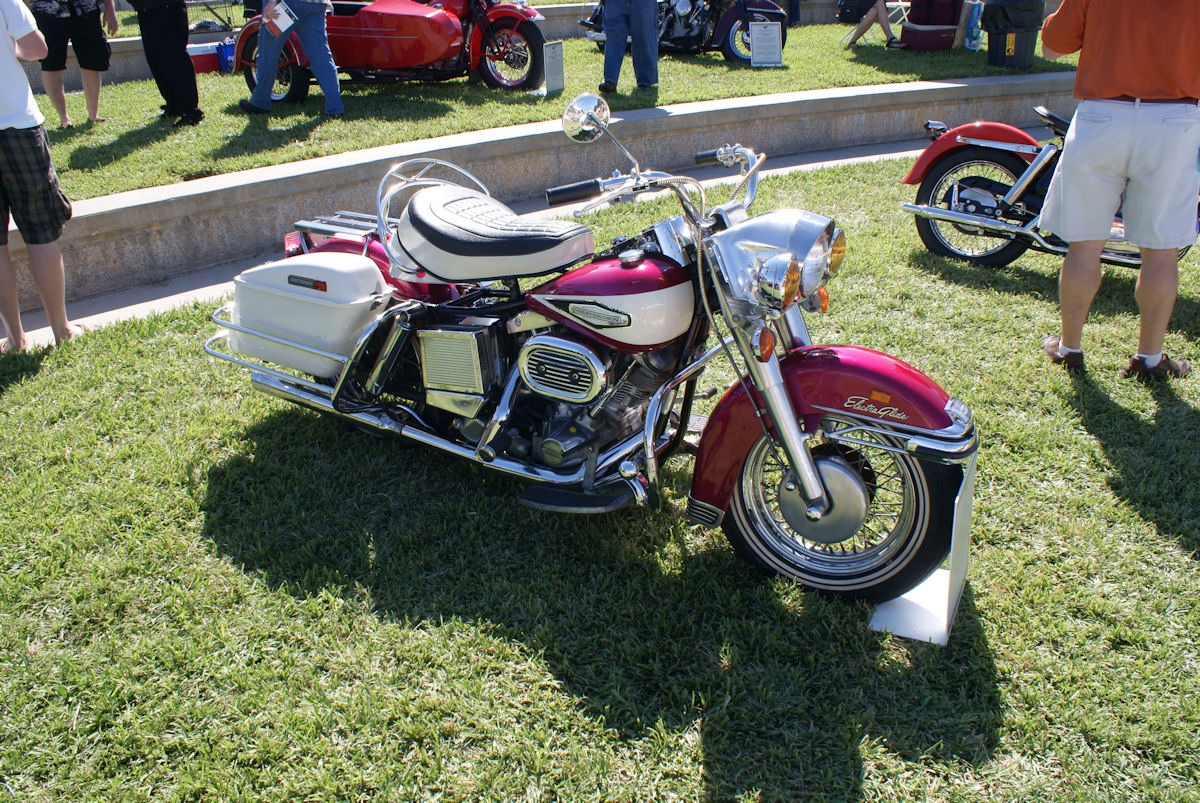
Electra Glide (1970)
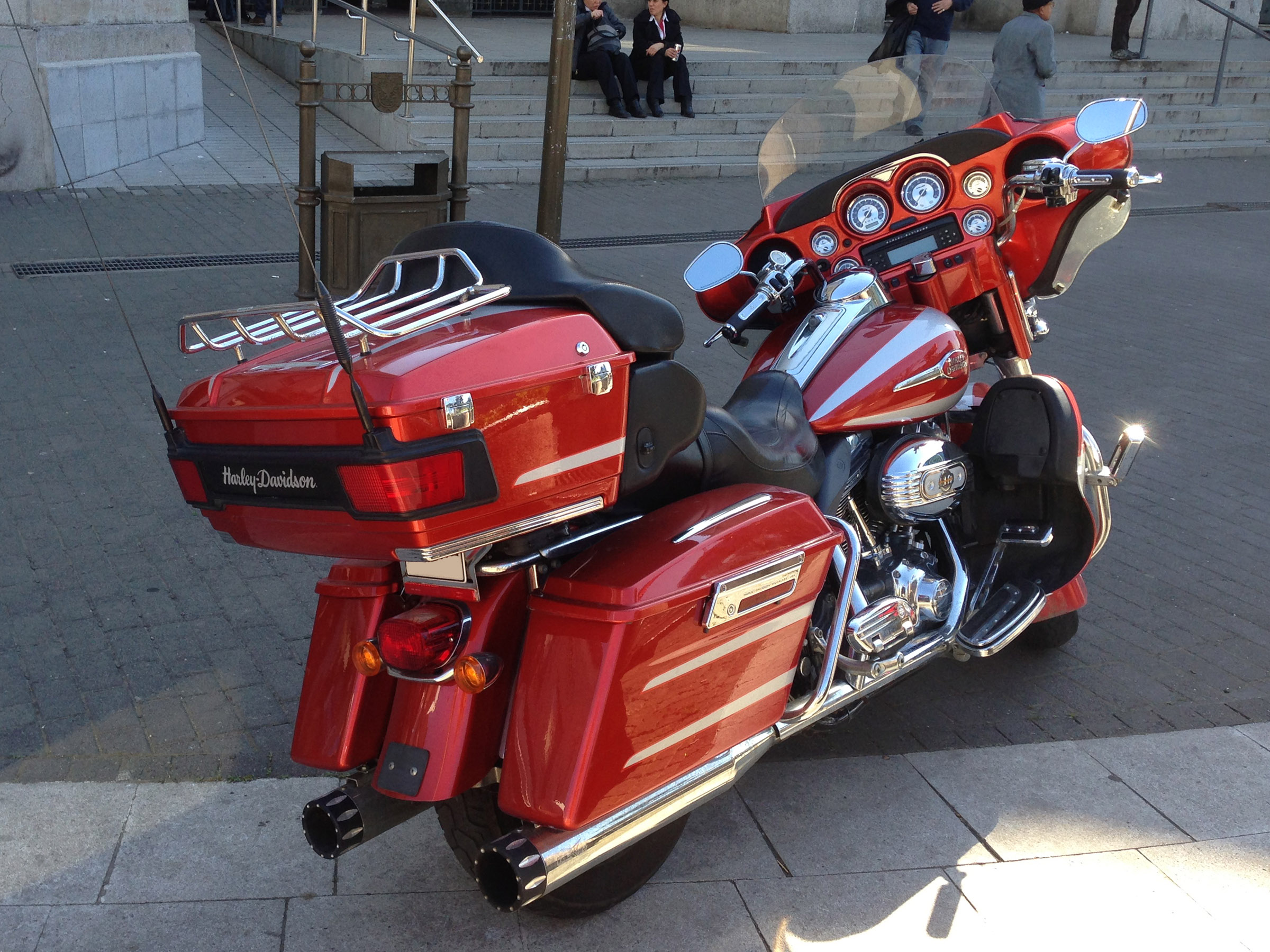
Electra Glide FLHT Screaming Eagle (2008)
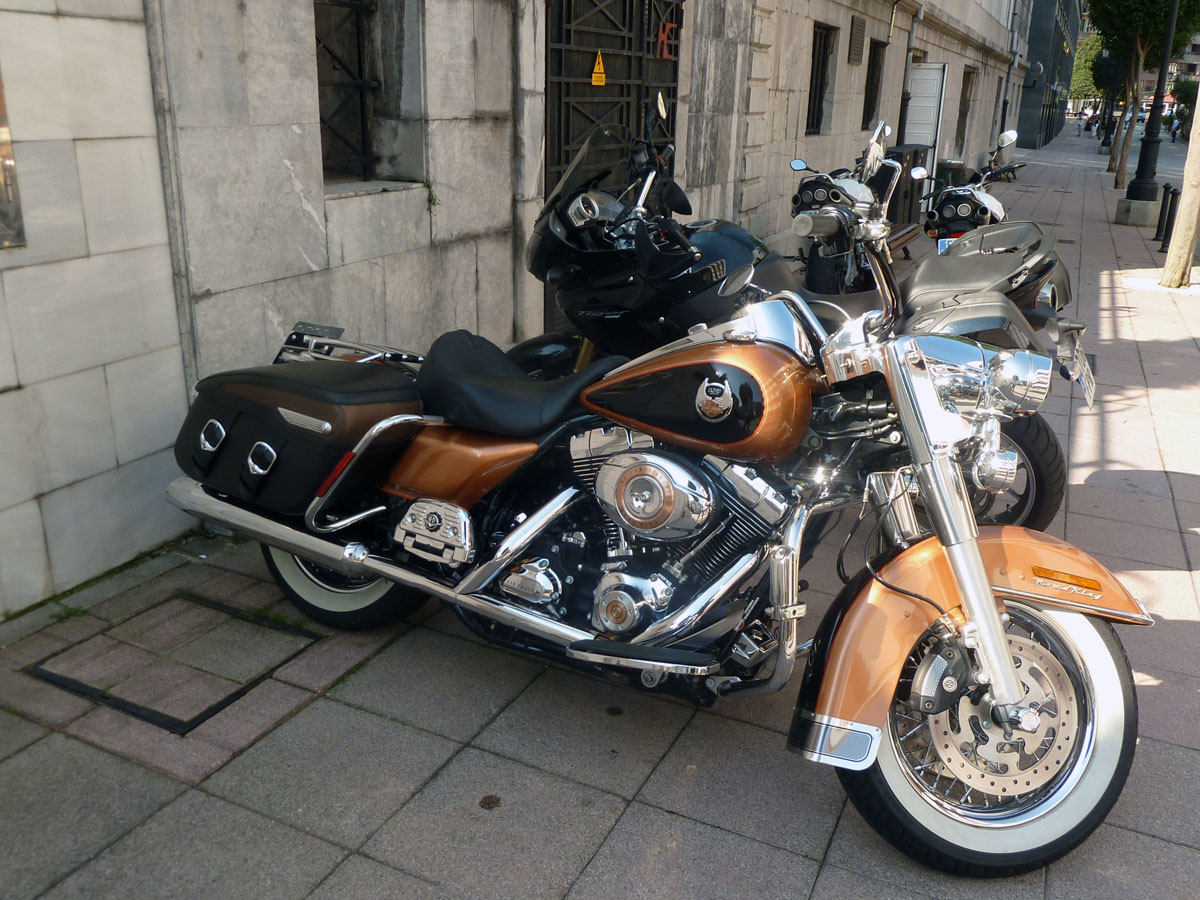
Road King (2008)
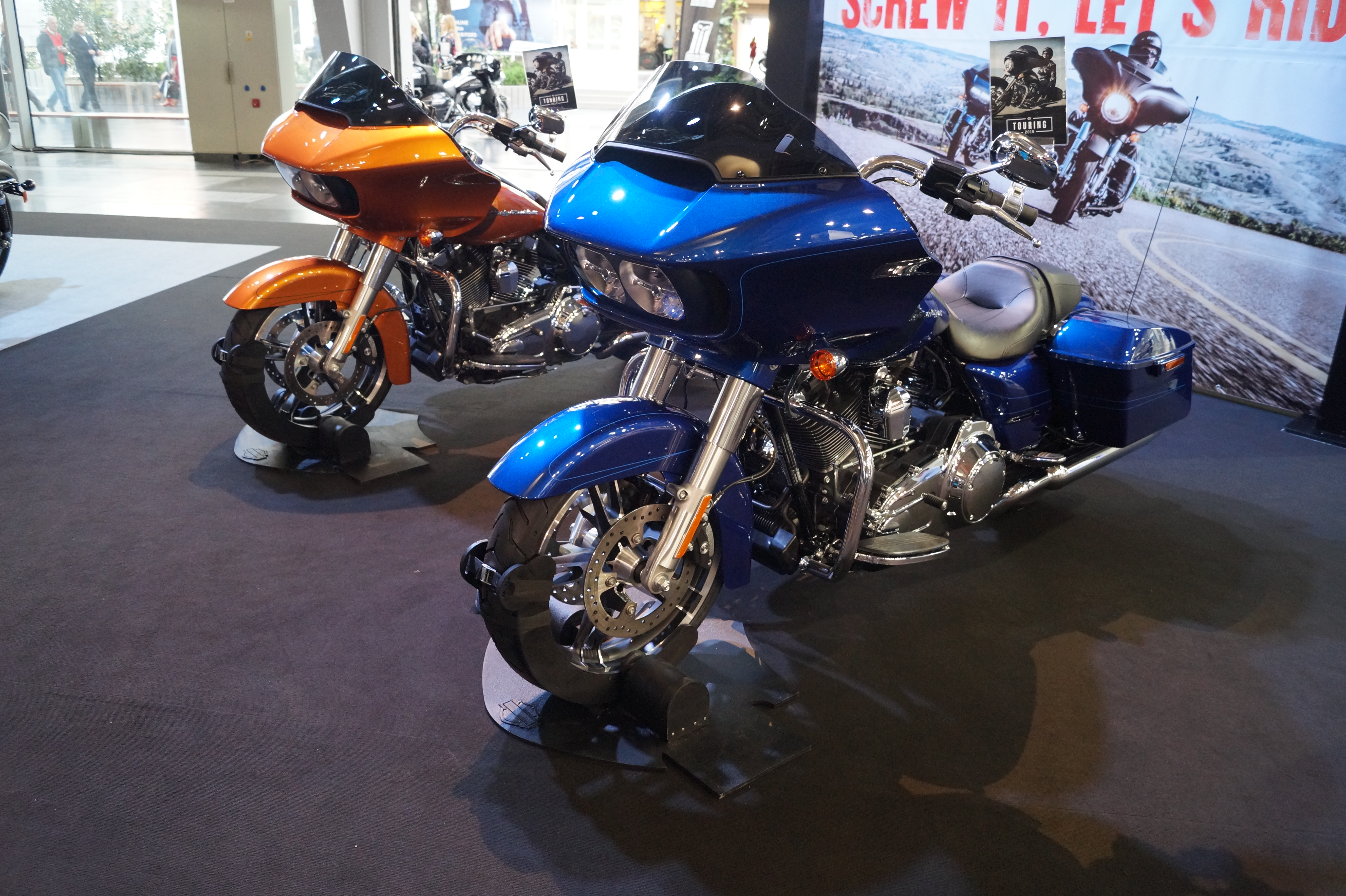
Road Glide (2015)
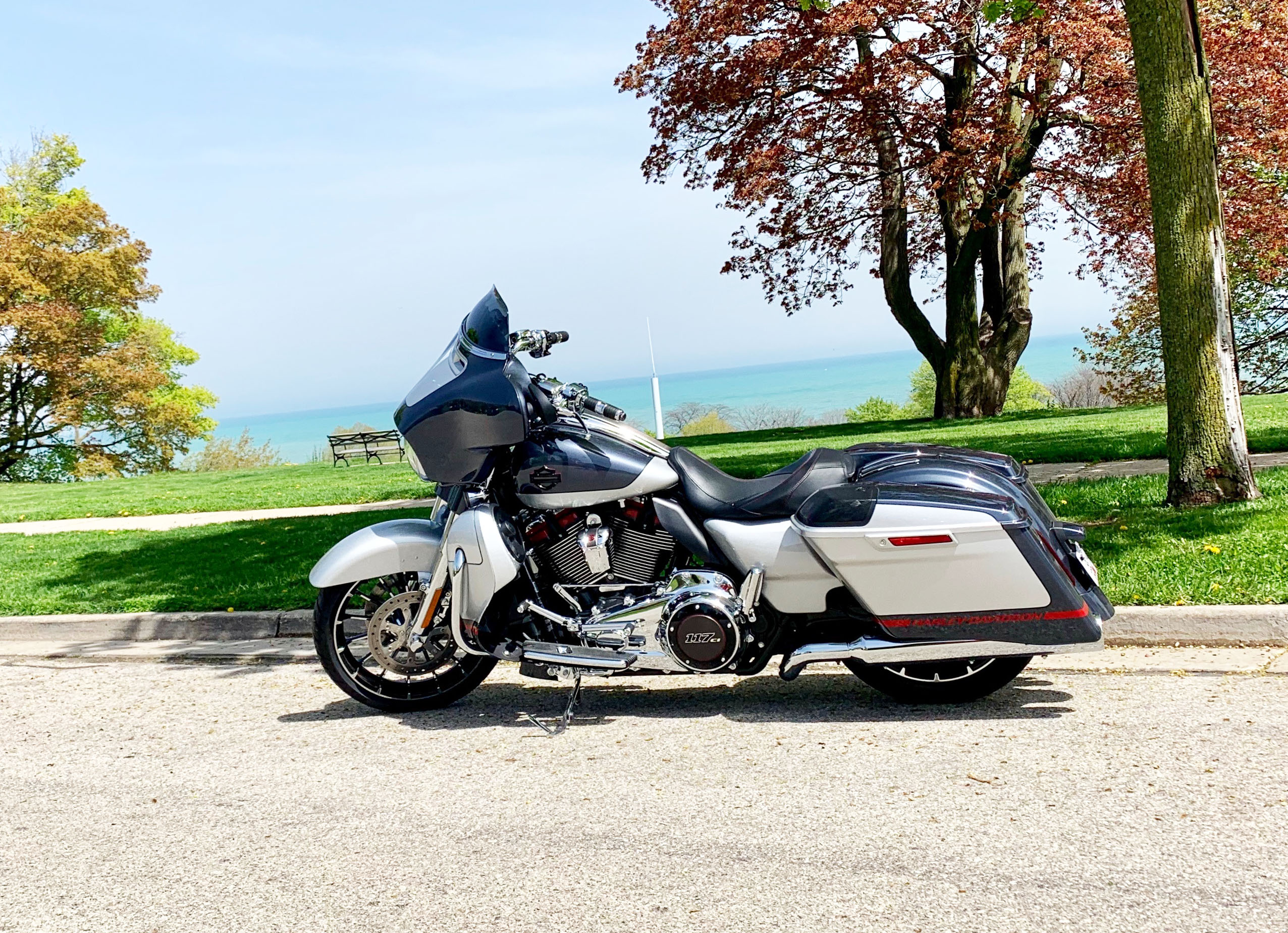
Street Glide CVO (2019)

## Bicylindres légers (modèles W / 45 / K-series / Sportster)
| Modèle                           | Moteur                                             | Années                  | Notes |
| -------------------------------- | -------------------------------------------------- | ----------------------- | --- |
| Model W"Sport Twin"              | 584 cm3 flathead flat-twin                         | 1919-1923               | Premier des deux seuls modèles Harley-Davidson flat-twin mis en production. Première moto flathead (soupapes latérales) Harley-Davidson. Fourche à lames. |
| D, DS, DL, DLD "45 solo"         | 45,3 ci (742 cm3) V-twin flathead                  | 1929-1932               | Première moto Harley-Davidson de 45 ci. Première moto V-twin flathead Harley-Davidson. DS= avec side-car; DL= haute compression Sport Solo; DLD= DL Special. |
| R, RS, RL, RLD "45 solo"         | 45,3 ci (742 cm3) V-twin flathead                  | 1933-1936               | Seconde série de 45 solo. Pistons en aluminium, boîte 3 vitesses, nouveau système de lubrification et nouveau cadre. RL/RLD= versions à haute compression; RS= version avec side-car. |
| W/WL/WS WLD/WLDR WLA/WLC WR/WRTT | 45,3 ci (742 cm3) V-twin flathead                  | 1937-1952               | Système de recirculation d'huile, admission d'air revue, esthétique alignée sur celle des "big twins", réservoir "goutte d'eau" supportant l'instrumentation, fourche Springer, cadre rigide à l'arrière, roues avant et arrière interchangeables. Boîte à 4 vitesses à partir de 1938. W et WL= modèles civils avec variantes sportives (WLD/WLDR Sport Solo), ou side-car (WS) WLA et WLC= modèles militaires (à partir de 1940) WR= modèle de compétition flat track; WRTT=modèle de compétition sur circuit                                                                             |
| K et KK                          | 45,3 ci (742 cm3) V-twin flathead                  | 1952-1953               | Dernier modèle de route en 45 ci, tout nouveau moteur, premier modèle civil Harley-Davidson avec suspension avant et arrière. Esthétique modernisée, influencée par celle de la compétition anglaise. |
| KR et KRTT                       | 45,3 ci (742 cm3) V-twin flathead                  | 1952-1969               | Modèles dérivés du modèle K pour la compétition. KR pour les courses de Flat Track avec cadre rigide à l'arrière. KRTT pour les courses sur route et circuit avec suspension arrière. |
| KH et KHK                        | 55 ci (900 cm3) V-twin flathead                    | 1954-1956               | Même alésage que la Série K mais avec une course plus longue. |
| XL Sportster Ironhead            | 888 cm3 et 1 000 cm3 (1972-1985)                   | 1957-1985               | Première année du Sportster, développement du KH avec moteurs à soupapes en tête et culasses en fonte. XLH= version haute compression de la XL; XLC= version tout terrain de la XL; XLCH= version tout terrain de la XLH; XLR= version compétition flat track de la XL; XLRTT=version compétition pour course sur route et circuit. |
| XR-750                           | 750 cm3V-twin OHV                                  | 1970-1985               | Modèle de compétition. Culasses en acier (1970-1971), culasses en alliage (1972-1985). Version XRTT pour les courses sur circuit. Une version "hill-climbing" à bras de suspension allongé a également existé. |
| XLCR 1000 Cafe Racer             | 1 000 cm3                                          | 1977-1978               | Modèle conçu par Willie G. Davidson. Arrêt après trois ans de production et 3 133 exemplaires. Moteur à soupapes en tête, culasses en acier, selle solo, échappements snake, commandes reculées. |
| XR 1000                          | 1 000 cm3                                          | 1983-1984               | Modèle Street utilisant des culasses de compétition et d'autres pièces du moteur XR de compétition. |
| XL Evolution                     | 883 cm3 1 100 cm3(1986–1987) 1 200 cm3 (1988-2023) | 1986-2023               | Première année du Sportster disposant du nouveau moteur à soupapes en tête Evolution à culasses en alliage (connu sous le nom d'Evo). |
| XL 883N                          | 883 cm3                                            | 2009-2023               | Iron 883, version réduite de la Nightster 1200, livrée avec plus de noir et des jantes moulées à bâtons. |
| XR 1200 XR 1200 X                | 1 200 cm3                                          | 2008-2010 2010-2012 (X) | Modèle inspiré de la XR 750 avec un cadre redessiné, fourche à glissière, freins améliorés, moteur hautes performances et peinture orange évoquant la XR750 de compétition. Modèle X équipé de suspensions entièrement réglables à l'avant et à l'arrière, de nouvelles culasses, d'un refroidissement optimisé, d'une admission améliorée, d'un arbre à cames plus pointu, d'un taux de compression augmenté et d'un vilebrequin issu de la Buell XB-12. |
| XL 1200 C Sportster Classic      | 1 200 cm3                                          | 2005-2020 (Europe)      | Commandes avancées et allure "custom" avec un guidon plus courbé que celui de Sportster S. C= version de base. CA= peinture bicolore, guidon Drag Bar, moteur partiellement noir. CB= couleur "Black Denim", guidon "mini hape", moteur principalement noir mat. ABS de série à partir de 2014, suspensions réglables à partir de 2016. |
| XL 1200 X Sportster Forty-Eight  | 1 200 cm3                                          | 2010-2020 (Europe)      | Réservoir "peanut" de 7,9 l. Fourche et amortisseurs réglables à partir de 2018. Une série limitée "Legend Blue Denim" a été commercialisée en 2018 pour le 115e anniversaire de marque. |
| XG 500 XG 750 Street             | 500 cm3 750 cm3                                    | 2014-2020 (Europe)      | Modèles légers (206 kg) à vocation plutôt urbaine. Nouveau bicylindre en V à 60 °à refroidissement liquide proposé en deux cylindrées. Boîte à 6 rapports, saute vent, soufflets de protection des tubes de fourche, roues à bâtons. Fabriqué aux États-Unis pour le marché nord américain, en Inde pour les autres marchés. Seul le 750 est commercialisé en France. Série spéciale 750 Street Rod en 2017 avec un moteur plus puissant et double disque à l'avant. |
| XL 1200 NS Sportster Iron        | 1 200 cm3                                          | 2018-2020 (Europe)      | Proche de la version 883 avec un capot de phare avant noir, guidon mini-ape, des commandes centrales et jantes noires en alliage Mag Wheels à 9 branches. Décoration spécifique du résevoir reprenant le graphisme des années AMF. |
| 1250 S Sportster                 | 1 252 cm3                                          | 2021-                   | Modèle entièrement nouveau. Moteur V-Twin Revolution Max de 1 252 cm3, dérivé de celui du trail Panamerica, avec refroidissement liquide, système de calage variable des soupapes, balancier d’équilibrage, distribution par double arbre à cames en tête, et côtes supercarrées (alésage supérieur à la course) privilégiant le couple à bas et moyens régimes. Gros pneus, frein avant simple disque, ABS actif en virage, contrôle de traction, anti-wheeling, régulateur de vitesse, 5 modes de conduite, selle monoplace, gardes-boue minimalistes, roues à bâtons, écran TFT couleur. |
| RH 975 T Nightster               | 975 cm3                                            | 2022-                   | Moteur V-Twin Revolution Max de 975 cm3avec refroidissement liquide, système de calage variable des soupapes d’admission, balancier d’équilibrage, distribution par double arbre à cames en tête, et côtes supercarrées (alésage supérieur à la course) privilégiant les montées en régime. Frein avant simple disque, ABS, contrôle de traction, 3 modes de conduite, selle monoplace, saute-vent, roues à bâtons. |

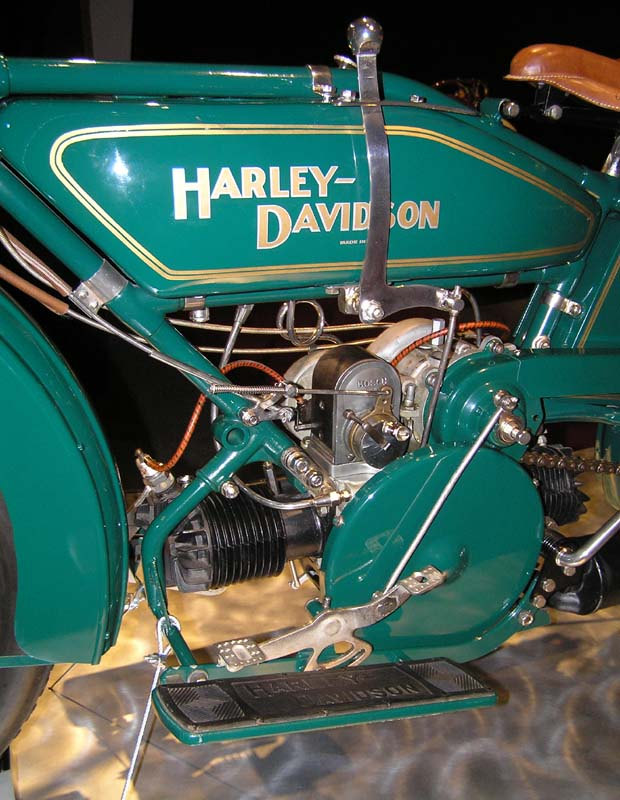
Sport Twin W détail (1919)
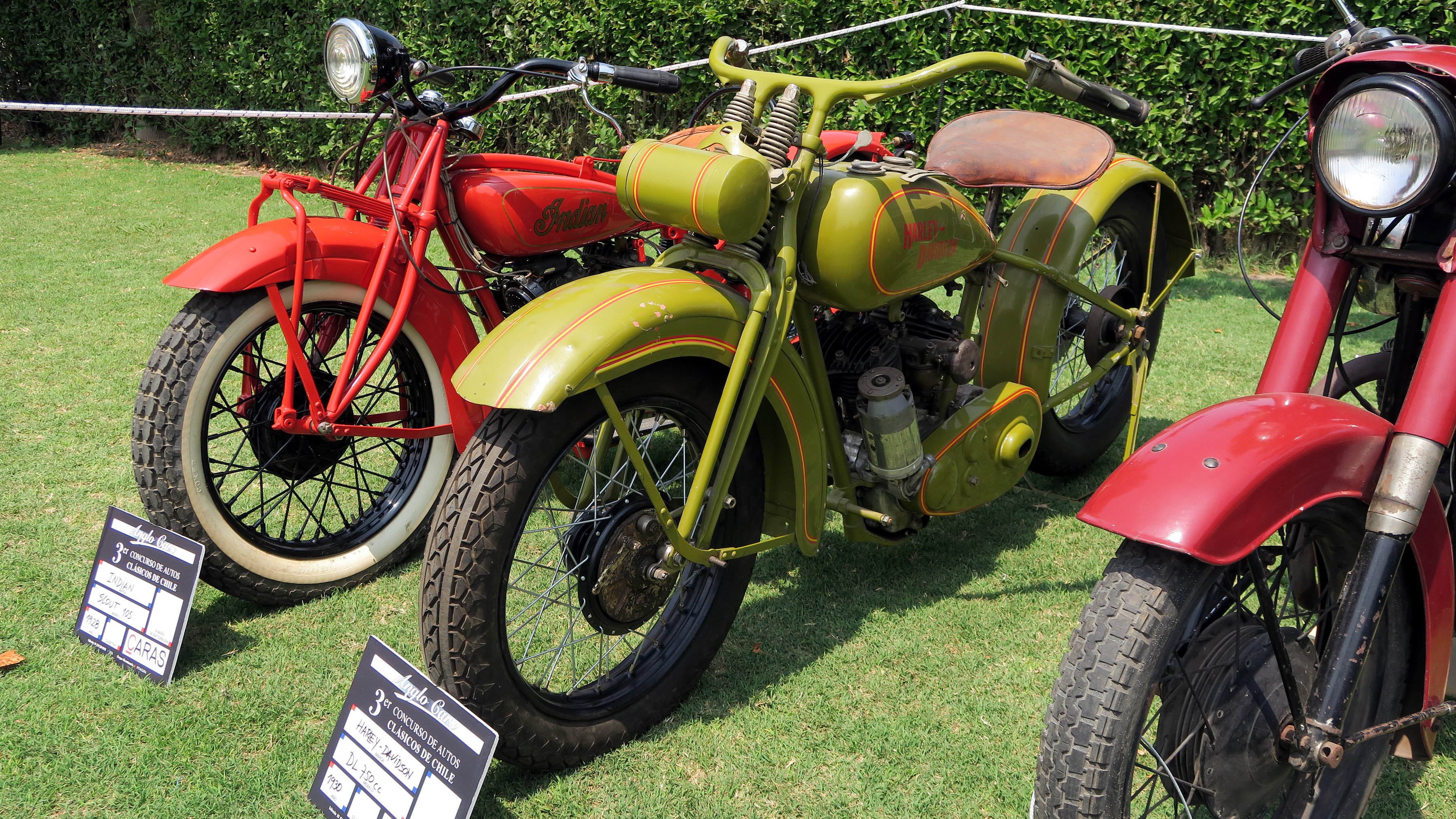
DL (1930) devant une Indian Scout (1928)
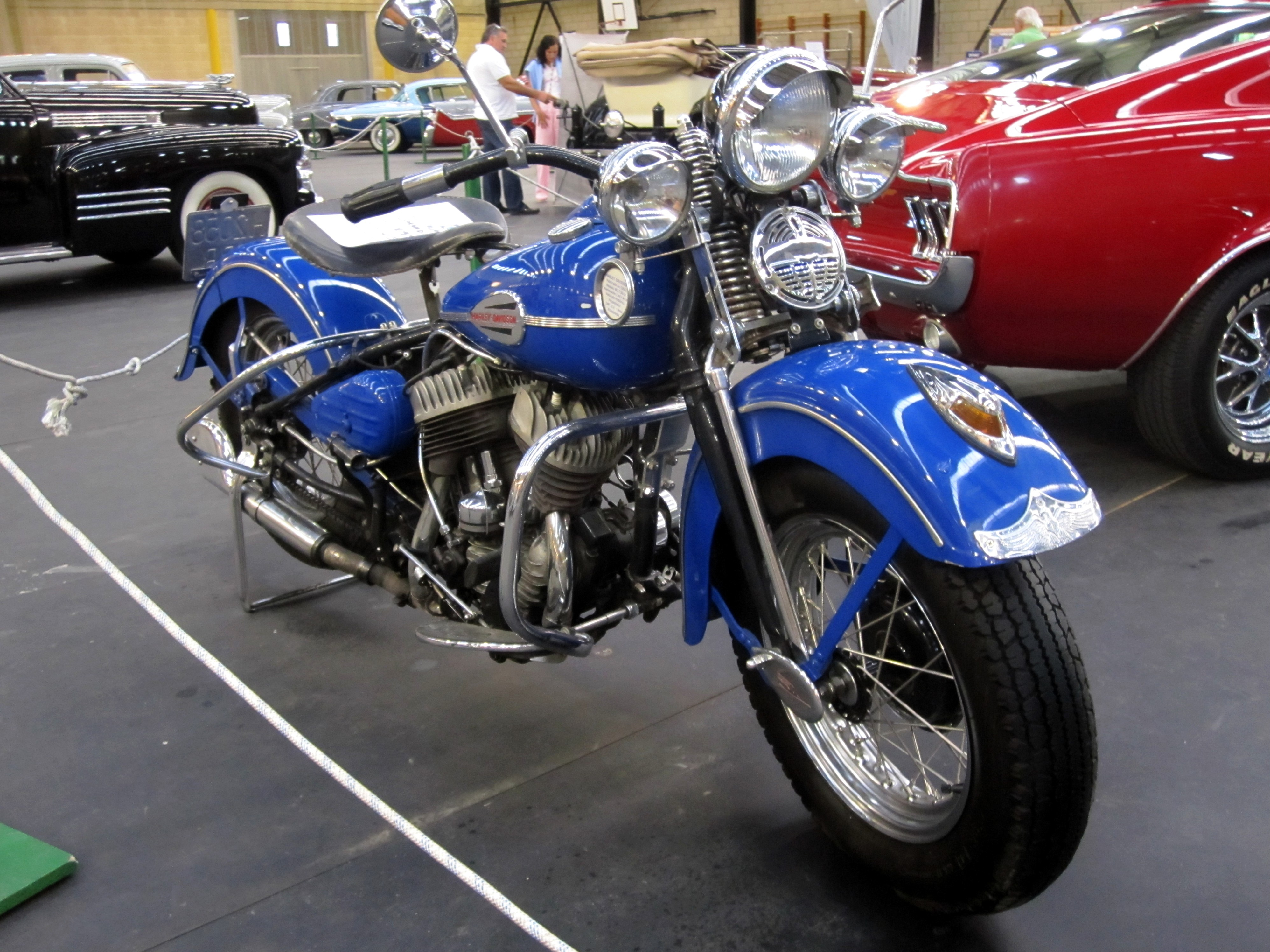
WL (1941)
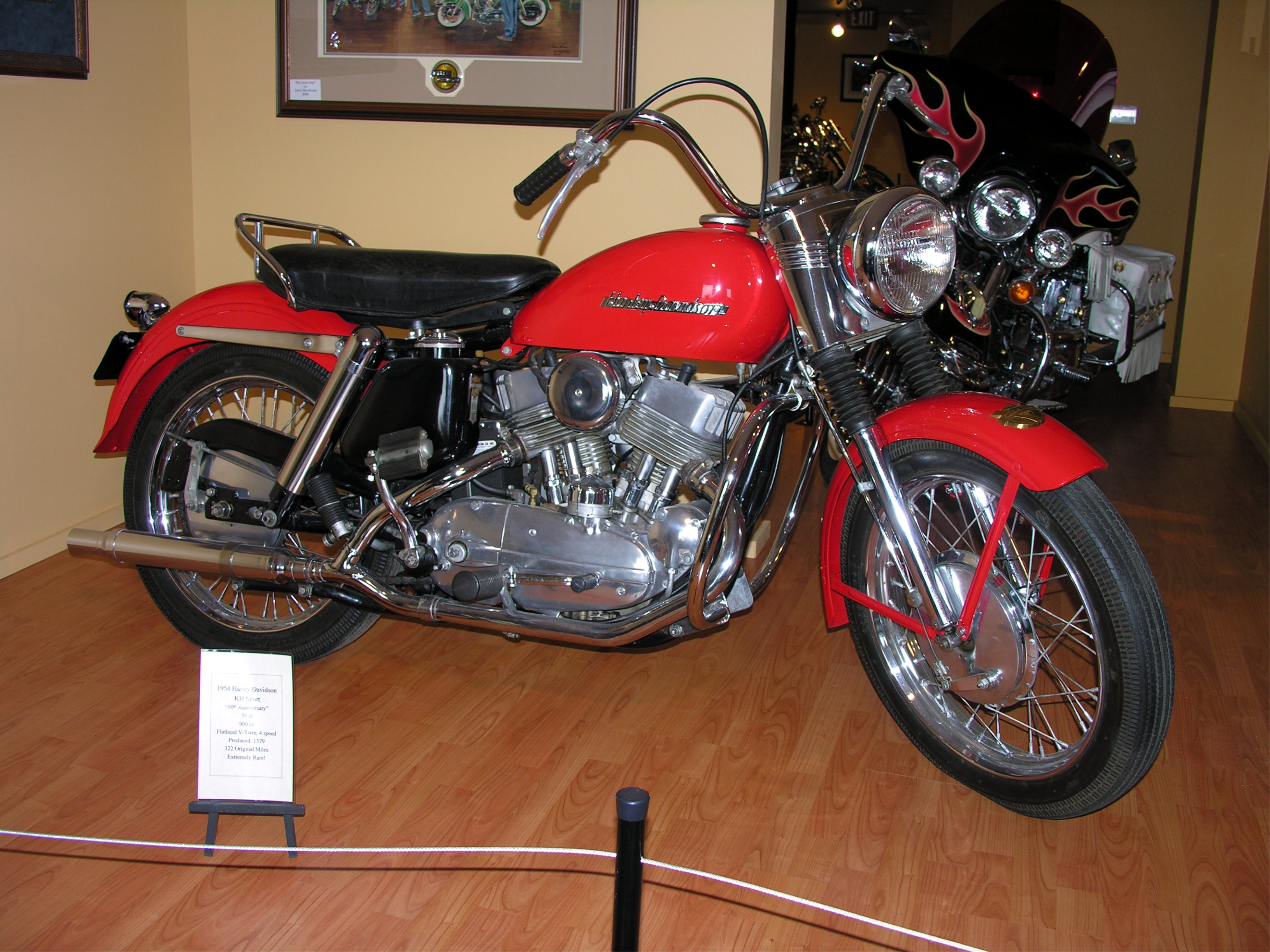
KH série limitée 150ème anniversaire (1954)

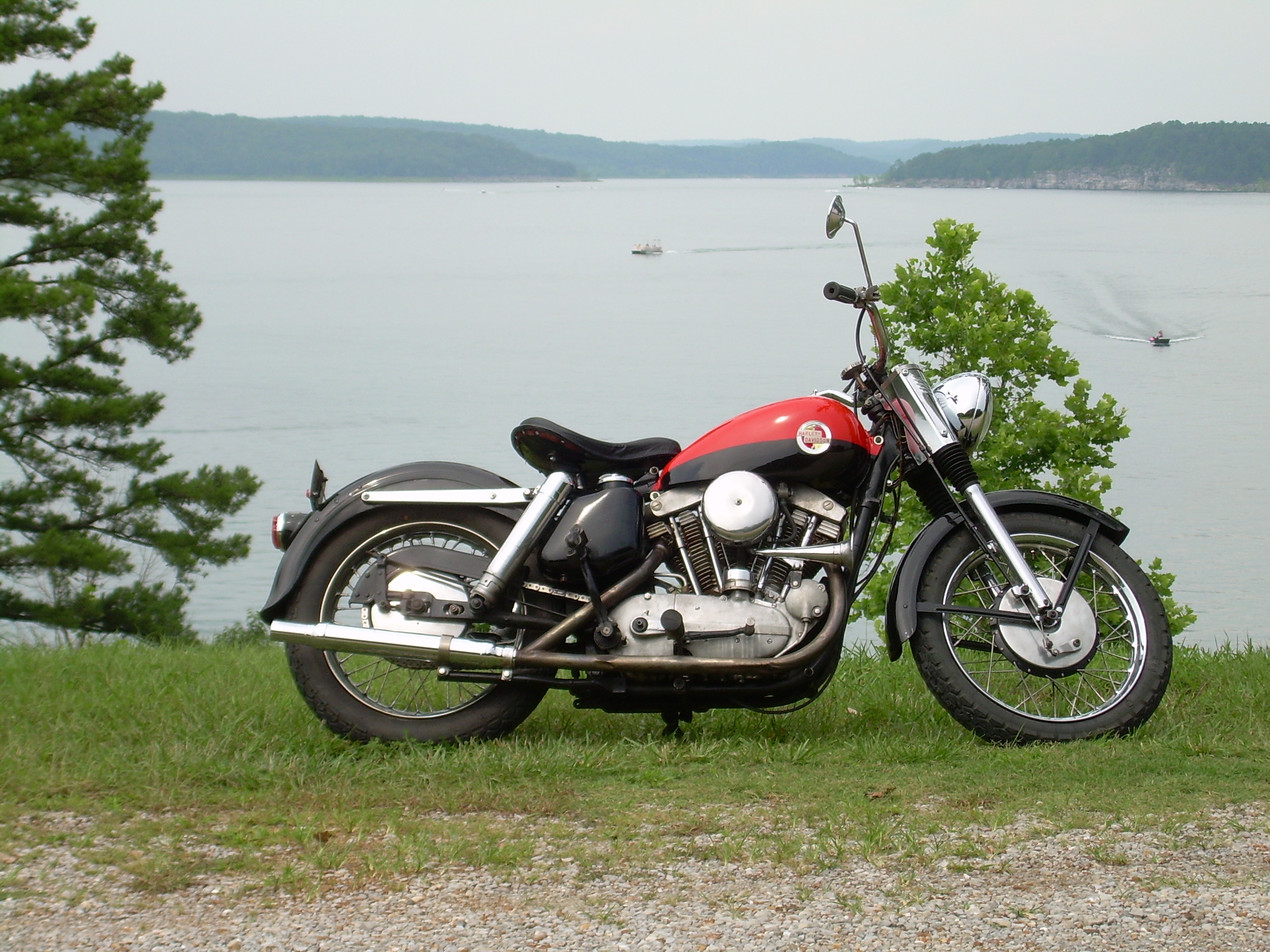
XL 883 (1957)
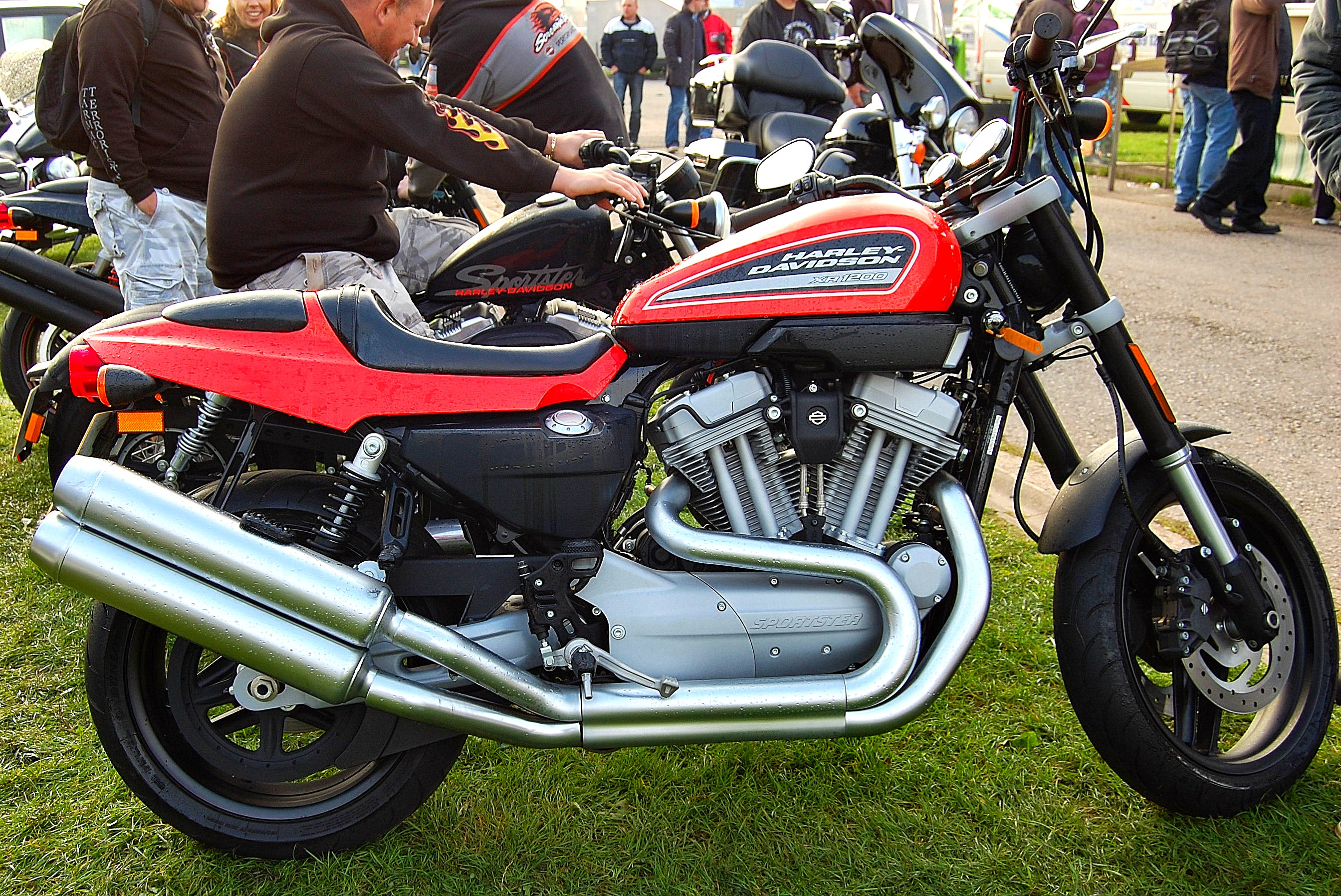
XR 1200 (2010)
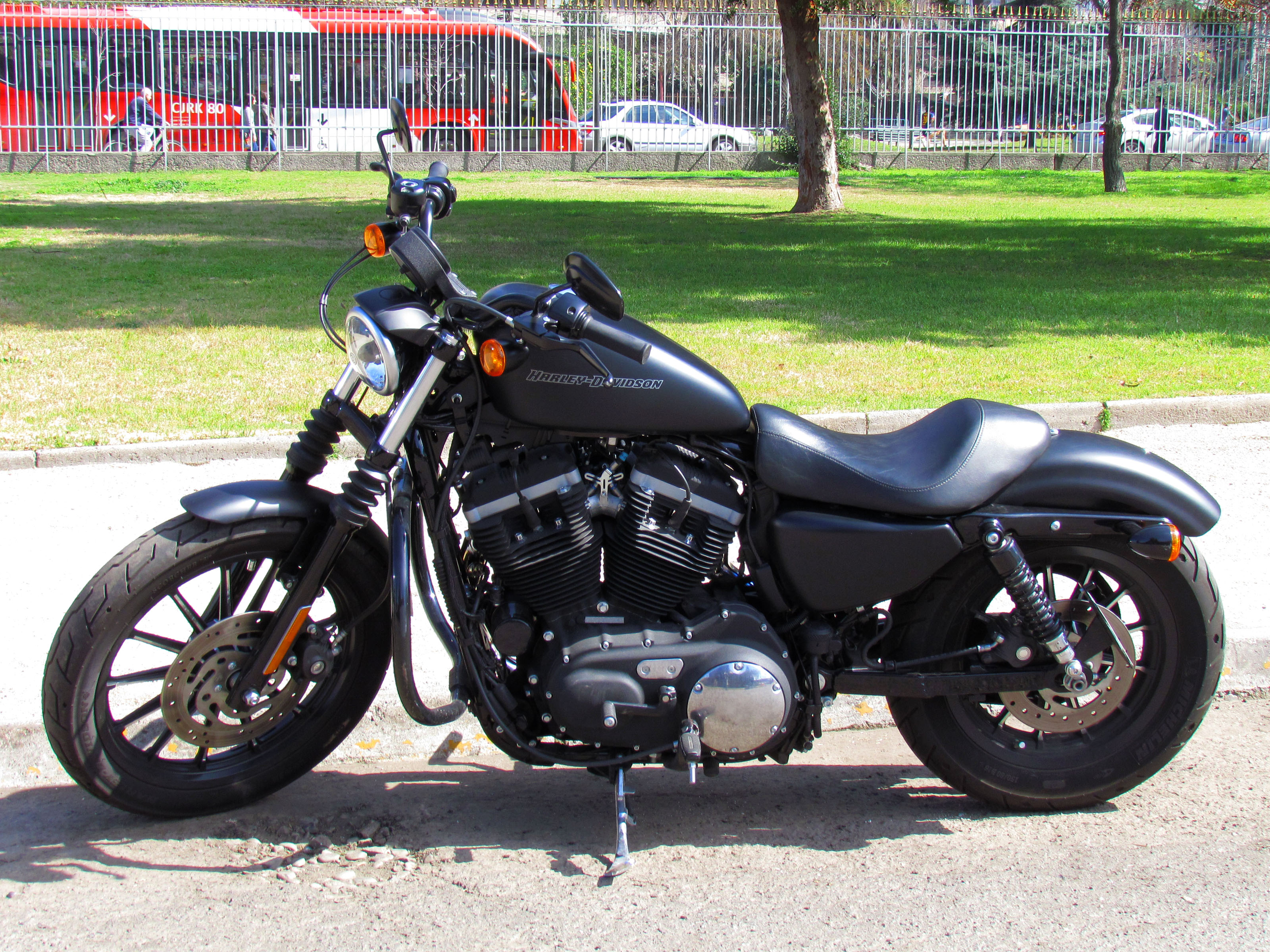
XL 883 N Iron (2011)
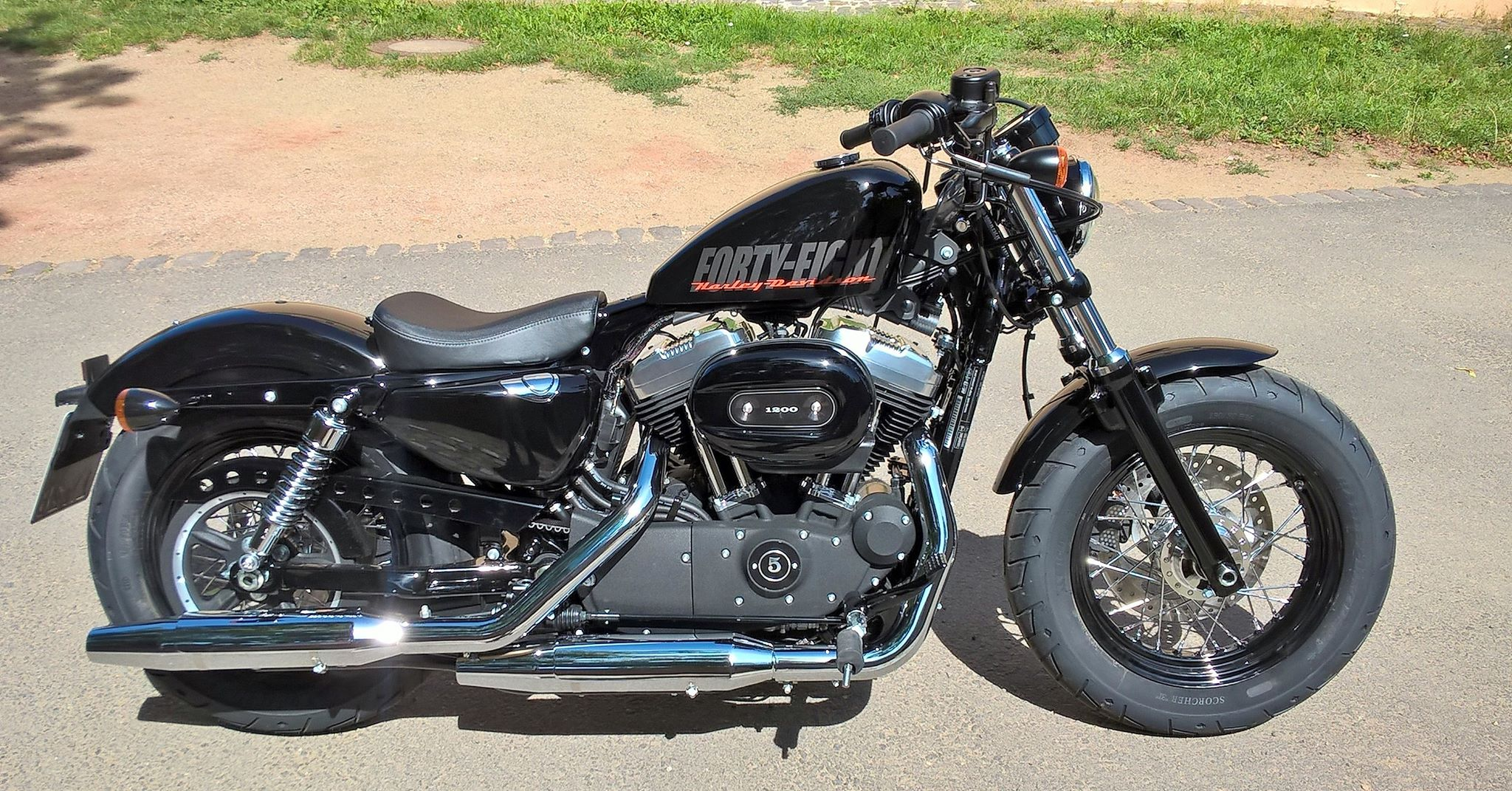
Forty-Eight XL 1200 X (2015)

## Super Glide et Dyna (séries FX), FLD
Modèles big twin utilisant un cadre dérivé de celui des modèles Touring avec une partie avant (fourche et roue) dérivée de celle des Sportsters.
Cette famille disparait en 2018. Les modèles poursuivis par Harley passent en format Softail.
| Modèle                                                                 | Moteur                                                                                      | Années    | Notes |
| ---------------------------------------------------------------------- | ------------------------------------------------------------------------------------------- | --------- | --- |
| FX FXE, FXB, FXS, FXSB, FXB Sturgis, FXWG, FXDG, FXEF Super Glide      | 74 ci (1971-1980) 80 ci (1979-1986)                                                         | 1971-1986 | La FX Super Glide est le premier custom conçu par Willie G. Davidson, qui inaugure une très longue famille de "Glide". Conception de big twin pour le moteur et le châssis avec partie avant reprise des modèles Sportsters. FXE (1974-1985): démarreur électrique FXS (1977-1985): premier Low Rider avec selle basse et roues à bâtons. FXEF (1979-1985): Fat Bob. Seul modèle avec moteur Evolution en 1985. FXB Sturgis (1980) : premier modèle avec transmission primaire et finale par courroie dentée (B pour "Belt"). FXWG (1980-1986): Wide Glide. Version de Super Glide avec fourche large et allongée de 41 mm, roue avant de 21", commandes au pied avancées. Modèle de 1980 proposé uniquement avec une peinture flammée. FXDG (1983-1985): Disc Glide avec roue arrière pleine. |
| FXR FXLR,FXRS, FXRP, FXRT, FXRDG, FXRC, FXRD, FXRSDG Super Glide II    | 80 ci                                                                                       | 1982-1994 | Deuxième génération des Glide avec un nouveau cadre "Tri Mount" et moteur monté sur caoutchouc (R pour "Rubber"). FXR (1982-1994): modèle de base. FXLR (1982-1994): Low Glide qui devient Low Rider après l'arrêt du FXS. FXRT (1983-1992): Sport Glide. Version de type Touring avec suspensions réglables, carénage fixé sur le cadre et bagages rigides. FXRSDG (1984): Low Glide avec roue arrière pleine et pack "Full Chrome". |
| FXD, FXD35 FXDG, FXDB, FXDC, FXDS, FXDX, FXDL, FXDLS, FXDF, FXDWG Dyna | 80 ci (1991-1998) 88 ci (1999-2006) 96 ci (2007-2013) 103 ci (2013-2017) 110 ci (2016-2017) | 1991-2017 | Troisième génération des Glide désormais regroupée sous le nom Dyna. Très longue et très variée famille de modèles utilisant le nouveau châssis Dyna (D). FXDB (1991), FXDS (1992): premiers modèles dénommés Sturgis (1991) et Daytona (1992). FXDC (1992-2013): Dyna Glide Custom. FXDL (1993-2017): Dyna Low Rider. FXDWG (1993-2007; 2010-2017): Dyna Wide Glide. Custom de style chopper avec large fourche. FXD (1995-2009): modèle de base. FXDS (1995-2000): Convertible. Attaches rapides pour le pare-brise et les sacoches souples permettant une transformation esthétique facile. FXDX (1998-2005): Sport. FXDX-T équipé d'une pare-brise réglable et de sacoches souples. FXDB (2006-2017): Street Bob. Modèle dépouillé, selle monoplace et guidon "ape hanger". Apprécié pour son esthétique et ses possibilités de customisation. FXDI 35 (2006): édition limitée de 3500 exemplaires célébrant les 35 ans de la première Super Glide. Moteur Twin Cam 88 ci à injection, transmission à six vitesses. FXDF (2008-2017): Fat Bob. Guidon "drag bar", double optique à l'avant, fourche large, pneu avant large. Moteur 110 ci Screamin' Eagle uniquement sur Low Rider S (FXDLS) pendant deux ans. Pneu arrière plus large et fourche de plus gros diamètre à partir de 2006 ; réservoir Fat Bob à partir de 2007. |
| FLD Switchback                                                         | 103 ci                                                                                      | 2012-2016 | Modèle intermédiaire entre les FXD et les FL. Seule Dyna à avoir une dénomination commençant pat FL. Attaches rapides pour le pare-brise et les sacoches rigides permettant une transformation esthétique facile. |

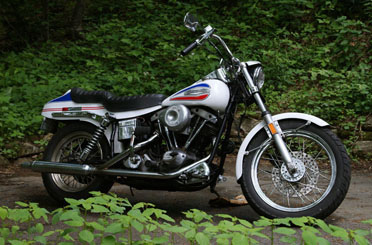
Super Glide FX (1971)
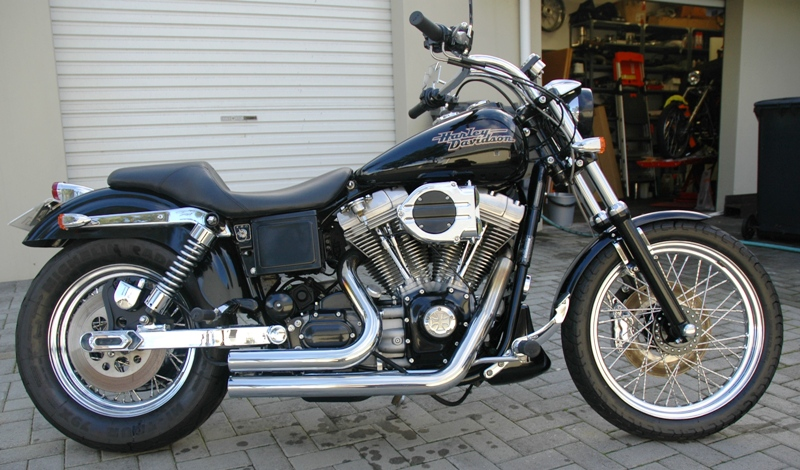
Super Glide FXD (1999)
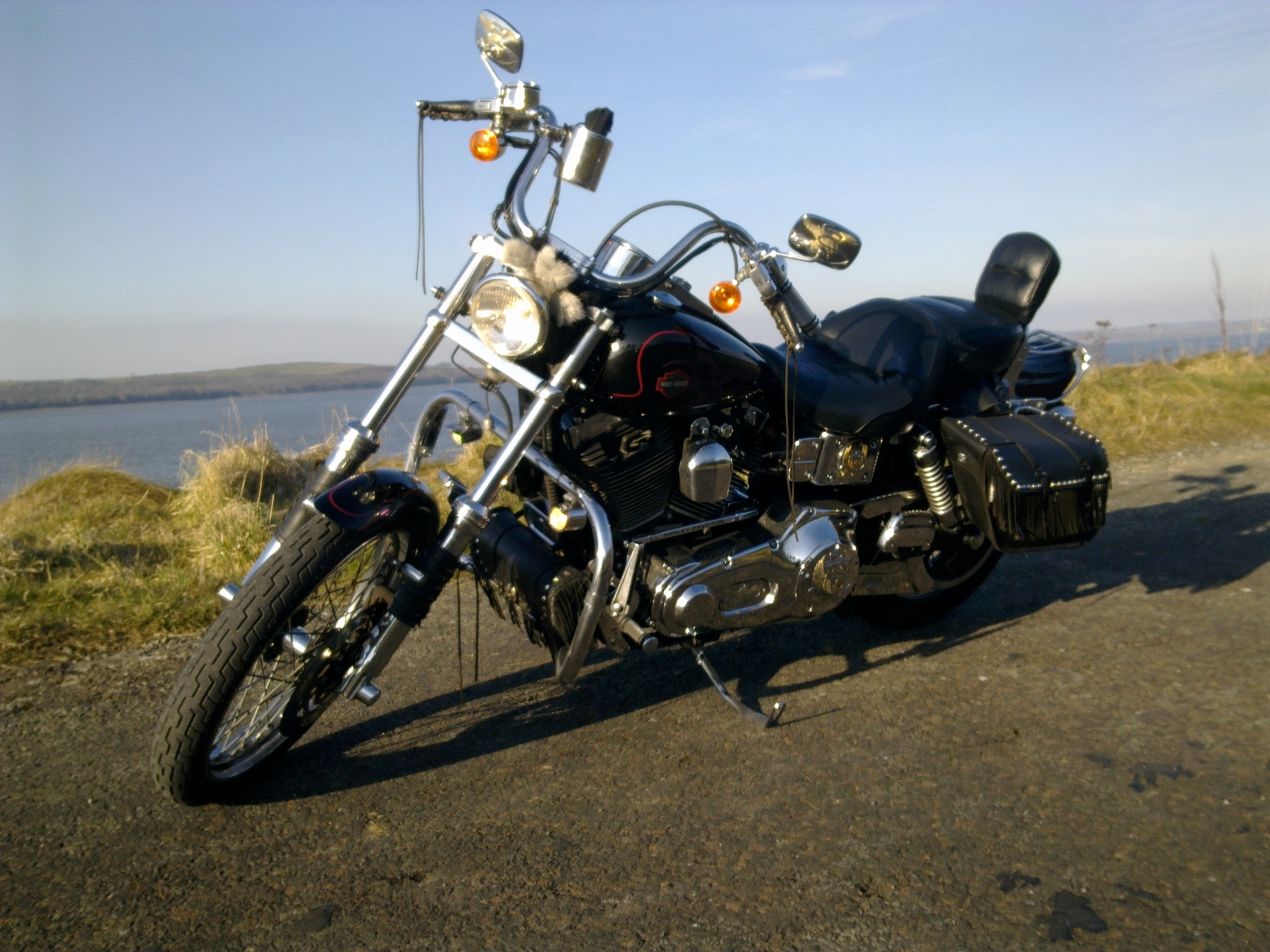
Wide Glide (2002)
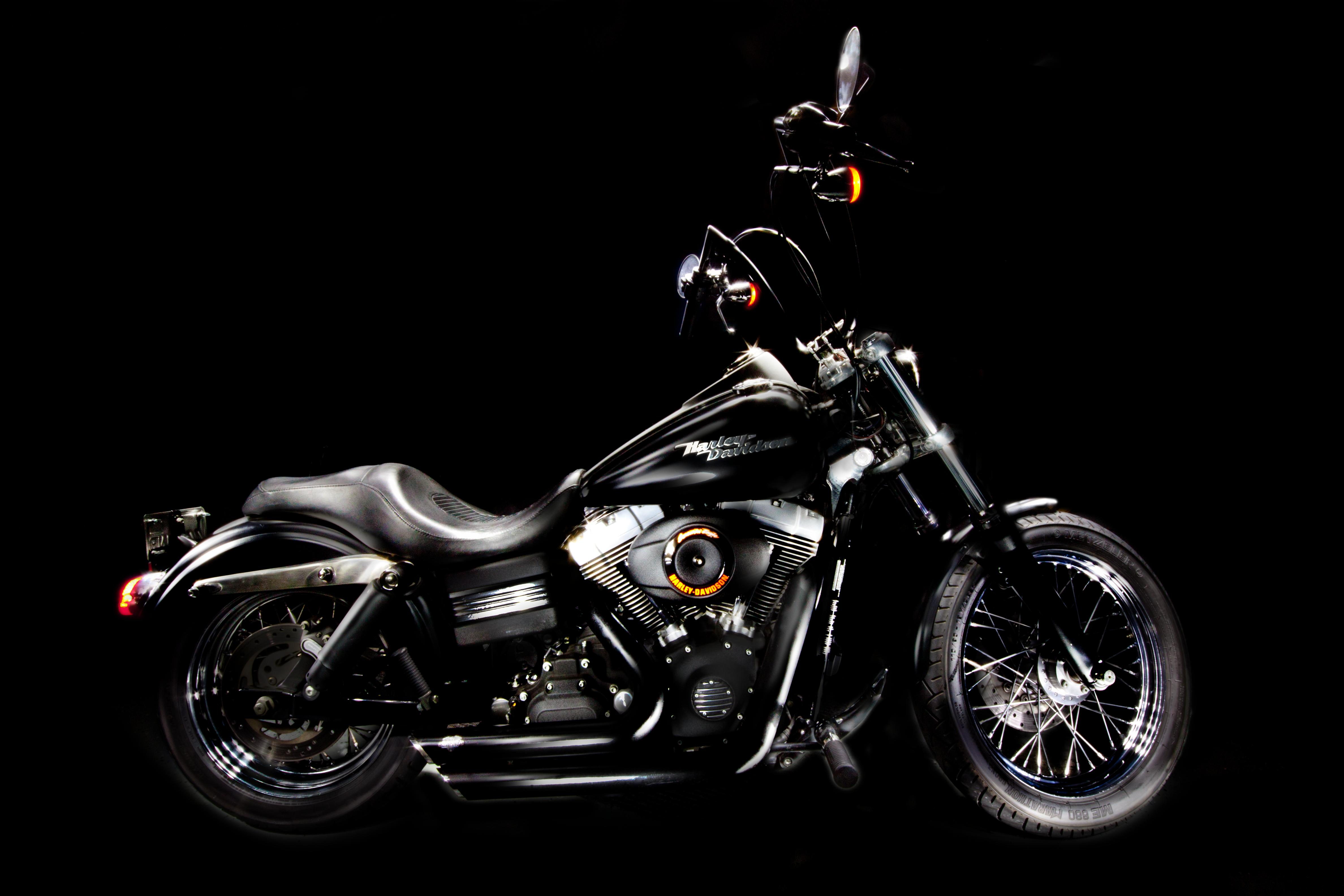
Street Bob (2007)
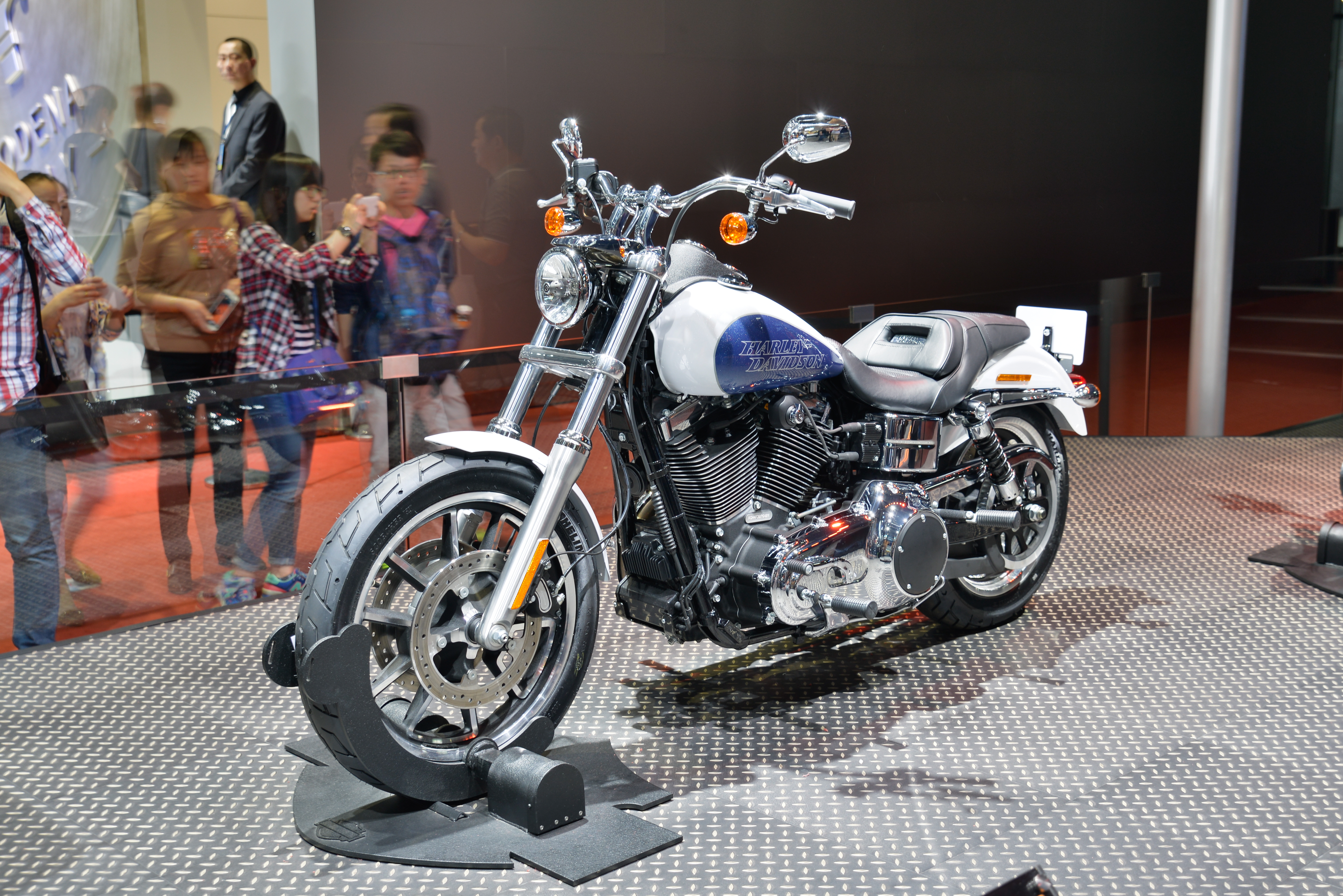
Low Rider (2015)

## Softail
Modèles dont la partie arrière du cadre semble rigide mais dissimule une suspension.
| Modèle                                           | Moteur | Années          | Notes |
| ------------------------------------------------ | --- | --------------- | --- |
| FXST, FXSTB, FXSTC, FXSTD, FXSTS, FXSTSB Softail | 80 ci (1984-1999) 88 ci (2000-2006) 96 ci (2007-2009; 2011-2013) 107 ci (2020-)                            | 1984-           | FXST (1984-): Standard, modèle de base, premier de la famille Softail avec partie avant dérivée de celle des Sportsters. FXSTC (1986-1999): Custom (C). Fourche plus longue avec angle de chasse plus ouvert, roue avant de 21 pouces à rayons, jante arrière pleine de 17 pouces et pneu de 200 mm à l'arrière. Garde boue arrière Bobtail court. Selle à deux niveaux et dosseret. FXSTB (2000-2009): Night Train. Cadre et moteur peints en noir. Injection à partir de 2002. Pneu arrière de 200 mm à partir de 2005. Boite 6-vitesses à partir de 2007. FXSTS (1988-2006): Springer avec fourche Springer (S). Version Bad Boy FXSTSB avec finition noire (1995-1996). FXSTD (2000-2005): Deuce. Roue arrière pleine. Injection progressivement introduite à partir de 2000. |
| FLST, FLSTS, FLSTN, FLSTSB Softail               | 88B ci (1990-2005) 96B ci (2005-2018)                                                                      | 1986-2017       | FLST (1986-1990): premier modèle Softail avec partie avant dérivée de celle des modèles Touring. FLSTN (2005-2008 ; 2011-2017): De Luxe avec pare-boues enveloppants, accessoires chromés, pneus à flancs blancs et triple phare avant. FLSTSB (2008-2011): Cross Bones avec fourche Springer, selle monoplace, guidon Ape-Hanger. |
| FLSTC, FLHC Heritage Classic                     | 80 ci (1987-1999) 88 ci (2000-2006) 96 ci (2007-2011) 103 ci (2012-2017) 114 ci (2018-)                    | 1987-           | Heritage Classic avec pare-brise, gardes boue enveloppants, roues à rayons, pneus à flancs blancs sur certaines versions, triple phare avant, instrumentation sur le réservoir, dosseret passager et sacoches en cuir cloutées. Boîte à 6 rapports depuis 2007. ABS de série depuis 2011. Régulateur de vitesse depuis 2016. Changement de dénomination en FLHC en 2018 avec l'arrivée d'un nouveau cadre et du moteur Milwaukee-Eight. |
| FLSTF, FLSTFI, FLSTFBS FLFB, FLFBS Fat Boy       | 80 ci (1990-1999) 88 ci (2000-2006) 95 ci (2007-2011) 103 ci (2012-2017) 107 ci (2018-2020) 114 ci (2018-) | 1990-           | Longue famille Fat Boy à l'esthétique très particulière avec notamment fourche de forte section, jantes pleines, pneus larges, gros phare avant et guidon "cornes de vache". En vedette dans les films Terminator 2 et Terminator Genisys, Série spéciale FLSTFI en 2005 (15e anniversaire de la Fat Boy), en finition Screaming Eagle avec injection. FLSTFBS (2010-2011): version spéciale en finition noire, y compris pour les roues, guidon moins large et selle creusée. En 2018, passage à l'appellation FLFB avec l'arrivée d'un nouveau cadre et du moteur Milwaukee-Eight. FLFBS: version avec moteur 114 ci. Support de séries spéciales en 2018 (115e anniversaire de Harley; couleur Legend Blue) et 2020 (30e anniversaire de la Fat Boy).                          |
| FXCW Rocker FXCWC Rocker C                       | 96 ci | 2008-2011       | Selle très basse (solo sur le Rocker et transformable en duo sur la version C), commandes avancées, instrumentation inclinée sur le réservoir, roues chromées à bâtons, injection. |
| FXS Blackline                                    | 96 ci | 2011-2013       | Remplace la FXSTB Night Train. Finition noire (châssis, moteur), selle très basse, roues à rayons, injection. |
| FLS, FLSS Softail Slim                           | 103 ci (2012-2017) 107 ci (2018-2021)                                                                      | 2012-2021       | Selle monoplace très basse, traitement noir rehaussé de chromes, roues noires à rayons, guidon à renfort transversal, injection. FLSS (2016): version Special avec moteur de 110 ci et finition (couleur, insigne) rappelant la WLA de la seconde guerre mondiale. |
| FXSB, FXCBSE FXBRS Breakout                      | 103 ci (2013-2017) 107 ci et 114 ci (2018-)                                                                | 2013-2017 2018- | FXSB (2013-2017): selle très basse, roues à bâtons noir/brillant, garde-boues tronqués, guidon noir, instrumentation sur console au guidon, injection. FXSBSE (2013-2014): version CVO avec moteur 110 ci. FXBRS (depuis 2018): moteur plus puissant proposé en deux cylindrées, nouveau bloc optique, cadre allégé, suspensions améliorées. |
| FXFB, FXFBS Fat Bob                              | 107 ci (2018-2020) 114 ci (2018-)                                                                          | 2018-           | Successeur du Fat Bob Dyna (FXDF). Fourche inversée, gardes boue minimalistes, feu avant rectangulaire, guidon plat, boîte 6 rapports, gros pneus (avant 150/80-16; arrière 180/70-16). FXFBS avec moteur 114 ci. |
| FXBB Street Bob                                  | 107 ci (2018-2020) 114 ci (2020-)                                                                          | 2018-           | Successeur du Street Bob Dyna (FXDB). Modèle dépouillé de type bobber, guidon "mini ape hanger", soufflets de fourche, finition sombre, roues à rayons, gardes boue allégés, instrumentation au guidon. |
| FXLR, FXLRS, FXLRST Low Rider                    | 107 ci (2018-2020) 114 ci (2020-2021) 117 ci (2022-)                                                       | 2018-           | Successeur du Low Rider Dyna (FXLD). FXLR (2018-2020): modèle de base, pare boue avant léger, roues à bâtons, simple disque avant, boîte 6 rapports, injection. FXLRS (2020-): finition sombre, fourche inversée, double disque avant, selle monoplace, saute-vent. FXLRST (2022-): version tourer de la FXLRS avec sacoches rigides, carénage supérieur et petit pare-brise. |
| FLSB Sport Glide                                 | 107 ci (2018-)                                                                                             | 2018-           | Successeur du Switchback Dyna (FLD). Finition sombre, roues à bâtons, simple disque avant, boîte 6 rapports, instrumentation sur le réservoir, sacoches rigides amovibles, carénage mini batwing amovible, réservoir à 2 orifices. |

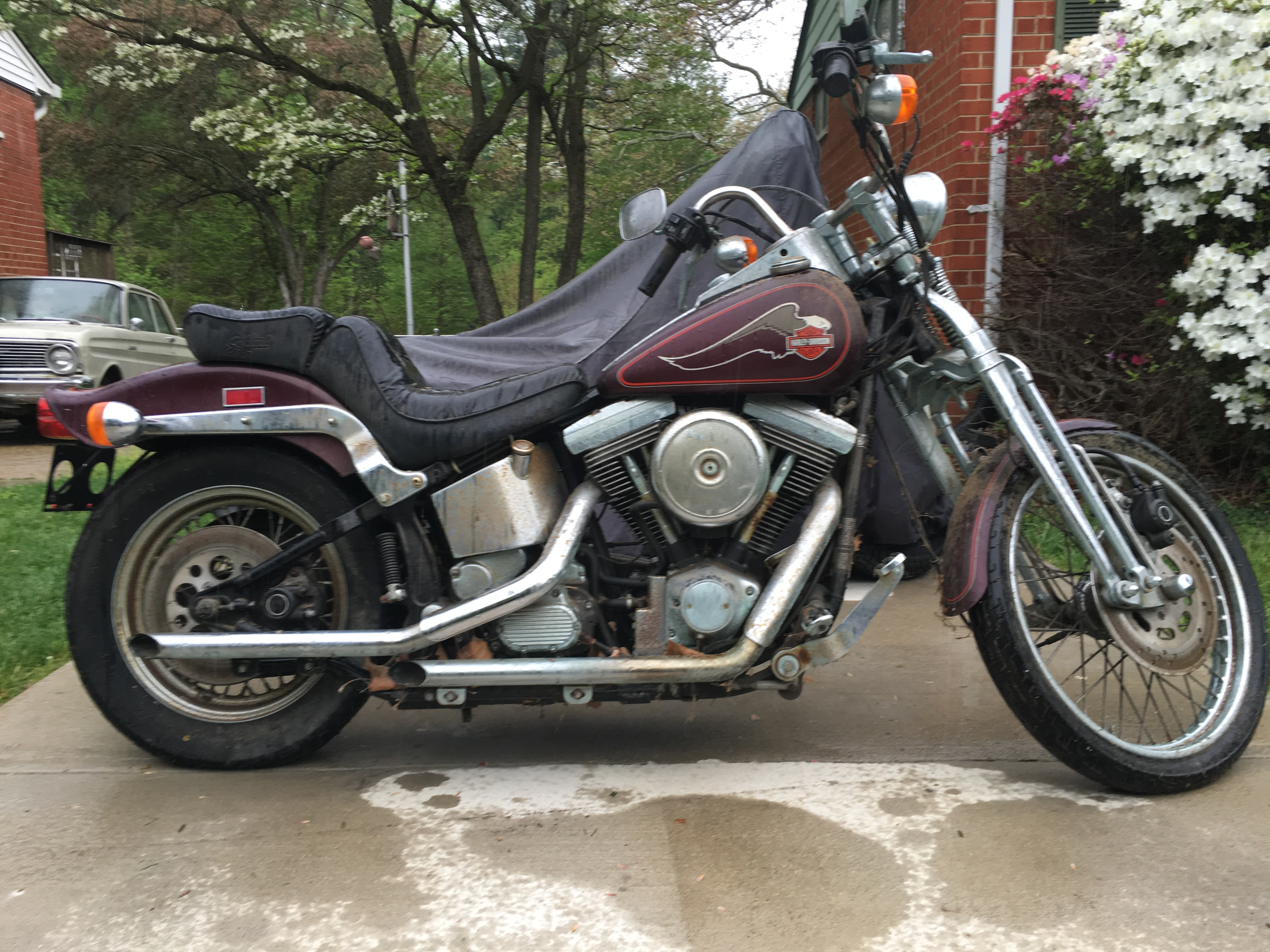
Softail Springer (1989)
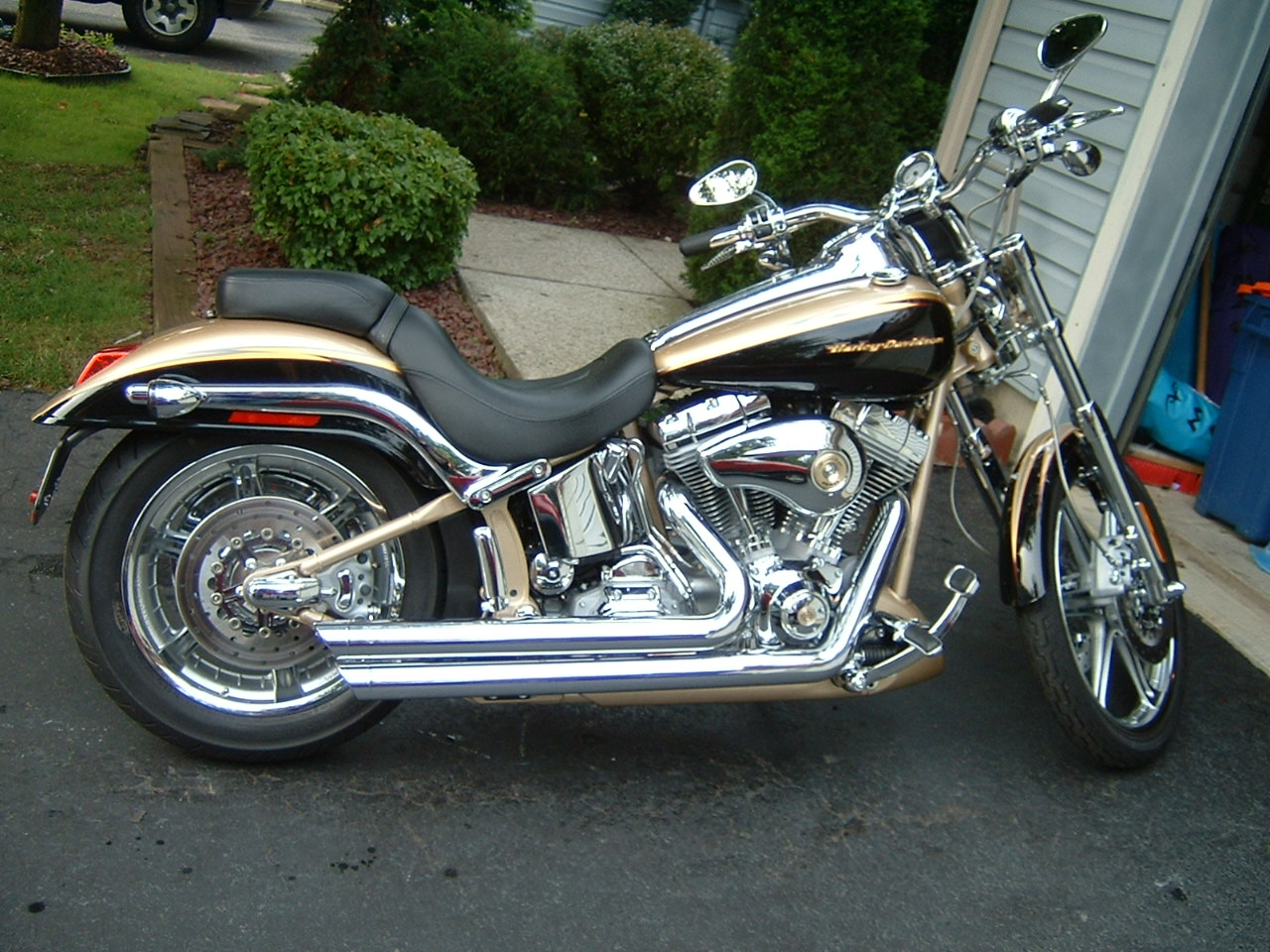
Softail Deuce (2000)
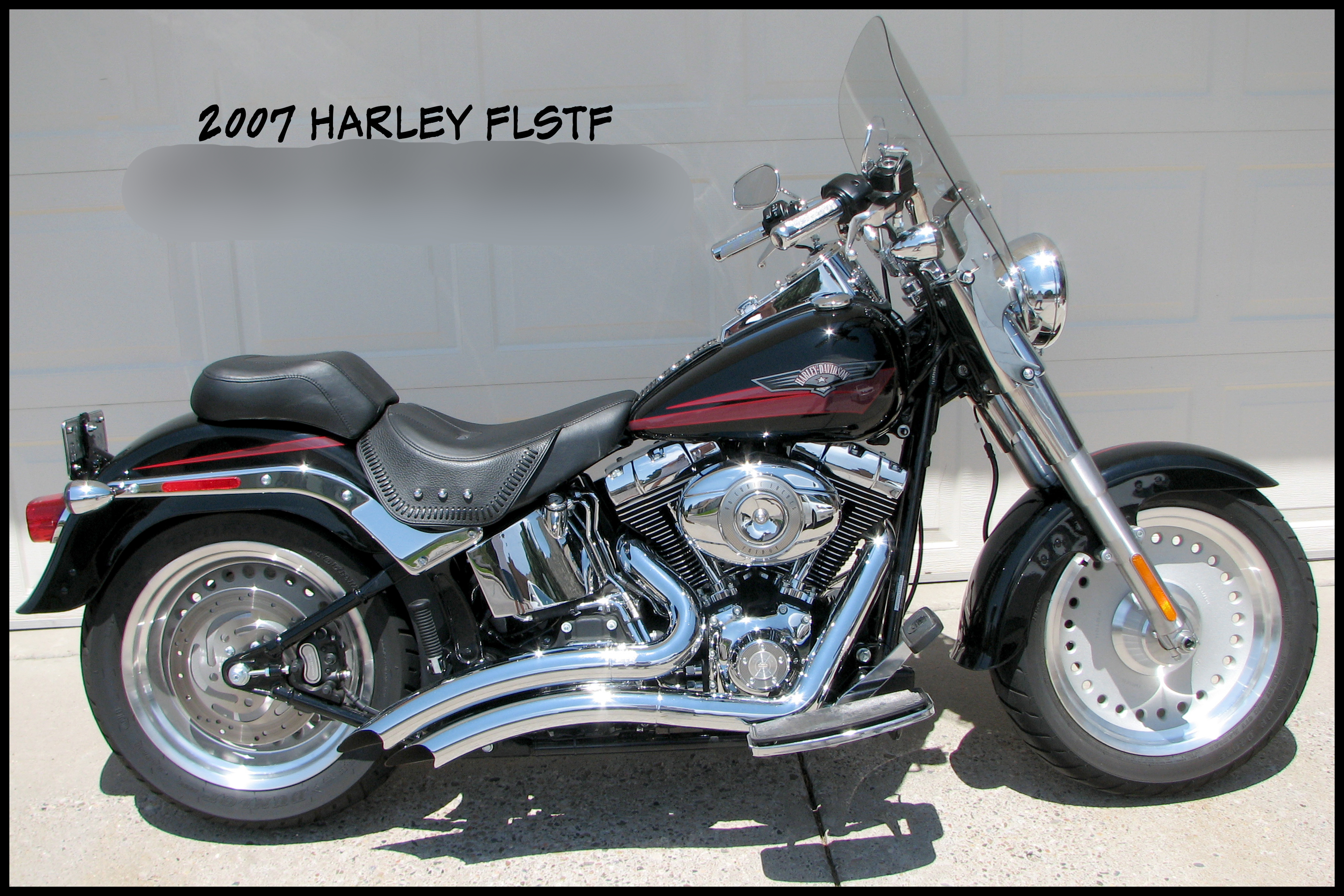
Fat Boy (2007)
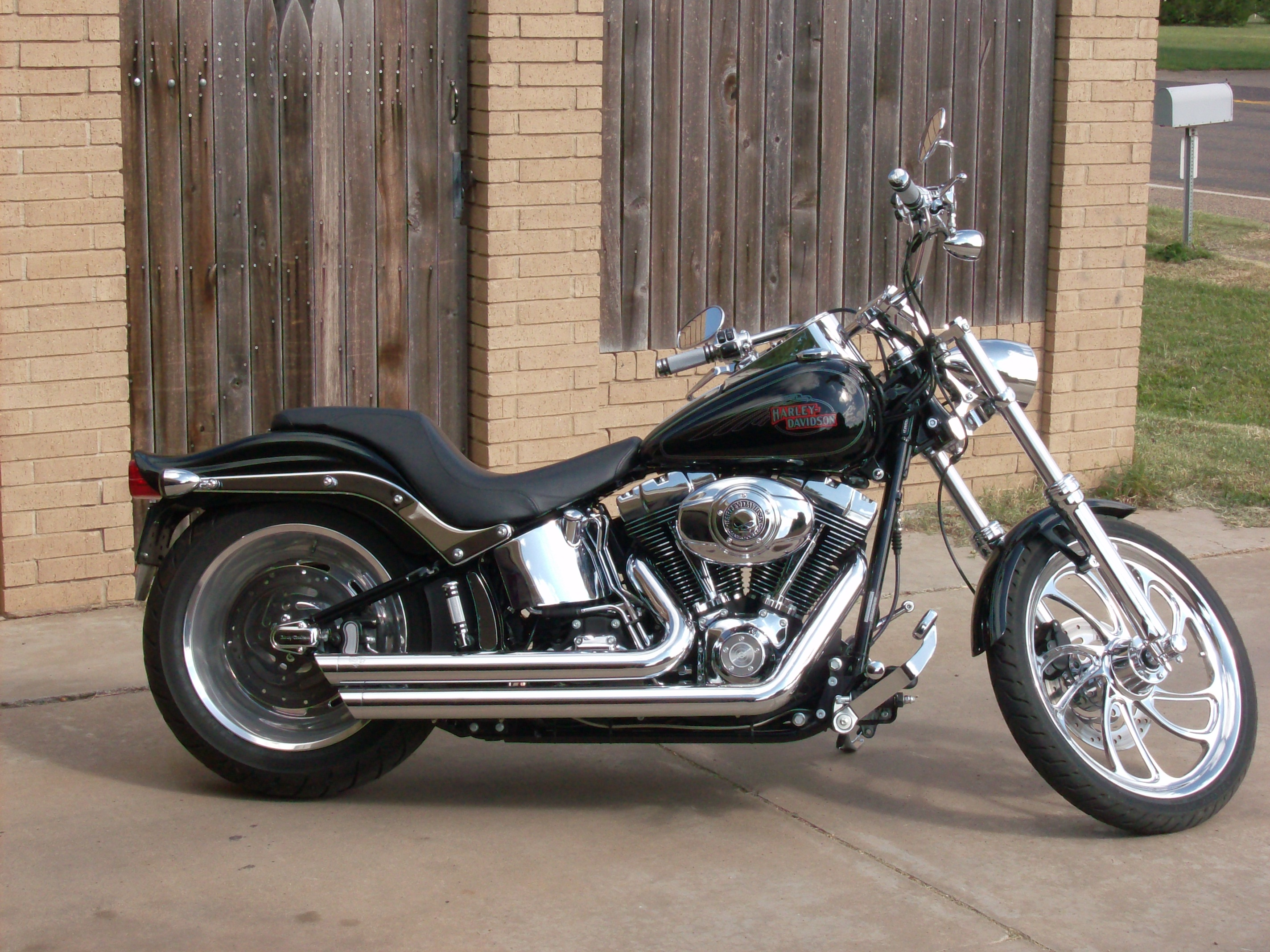
Softail Custom (2008)

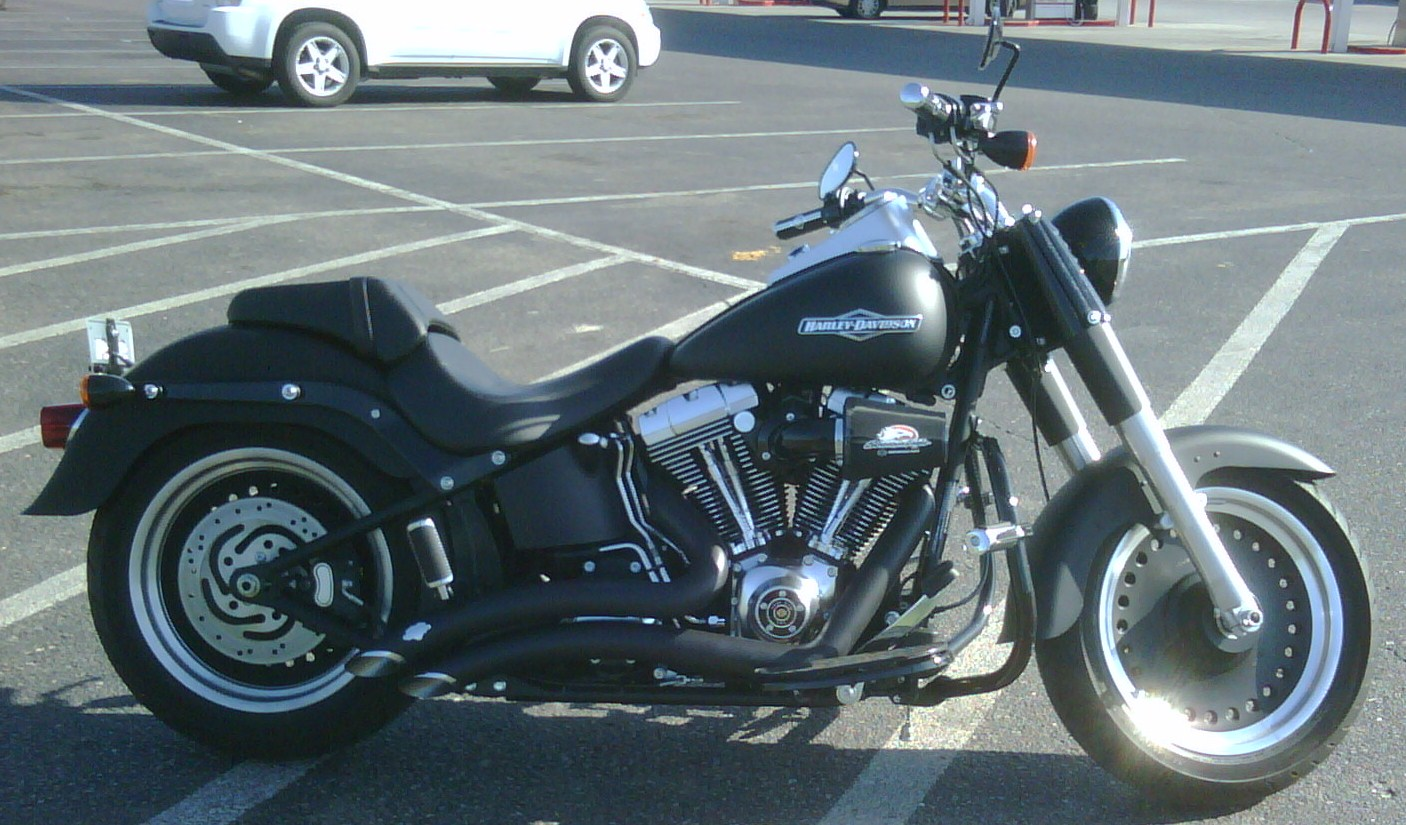
Fat Boy Lo (2010)
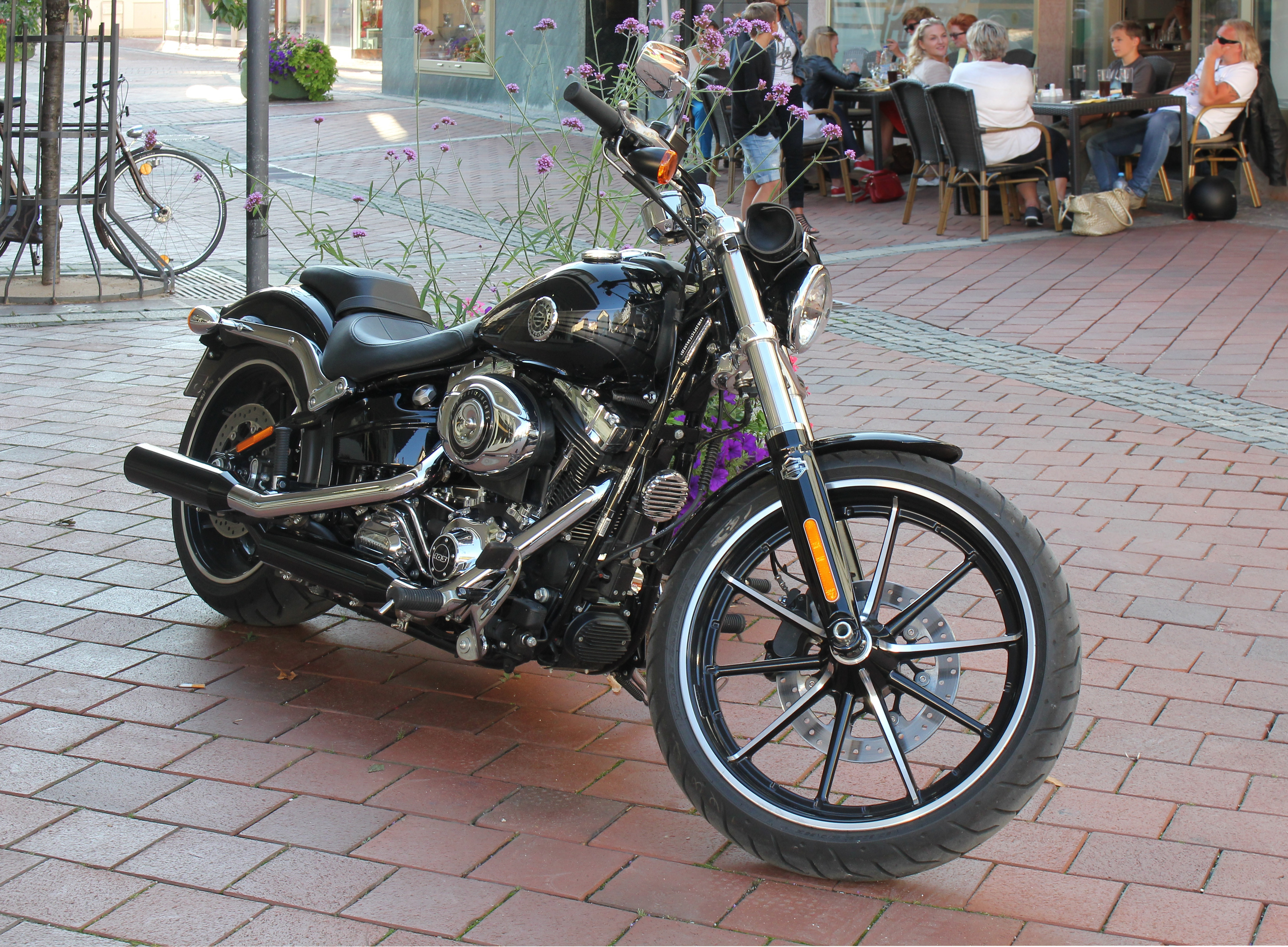
Breakout (2015)
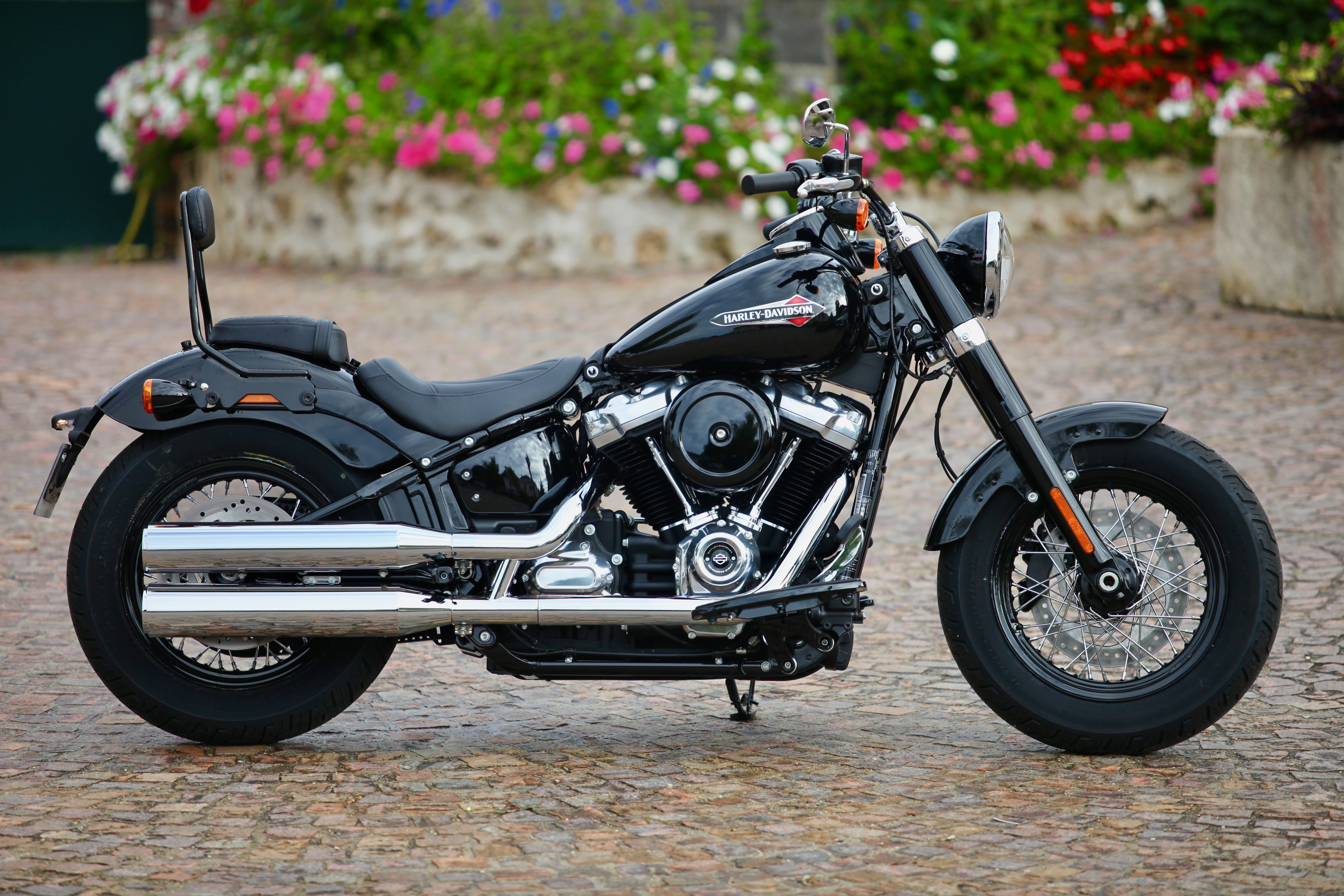
Softail Slim (2018)
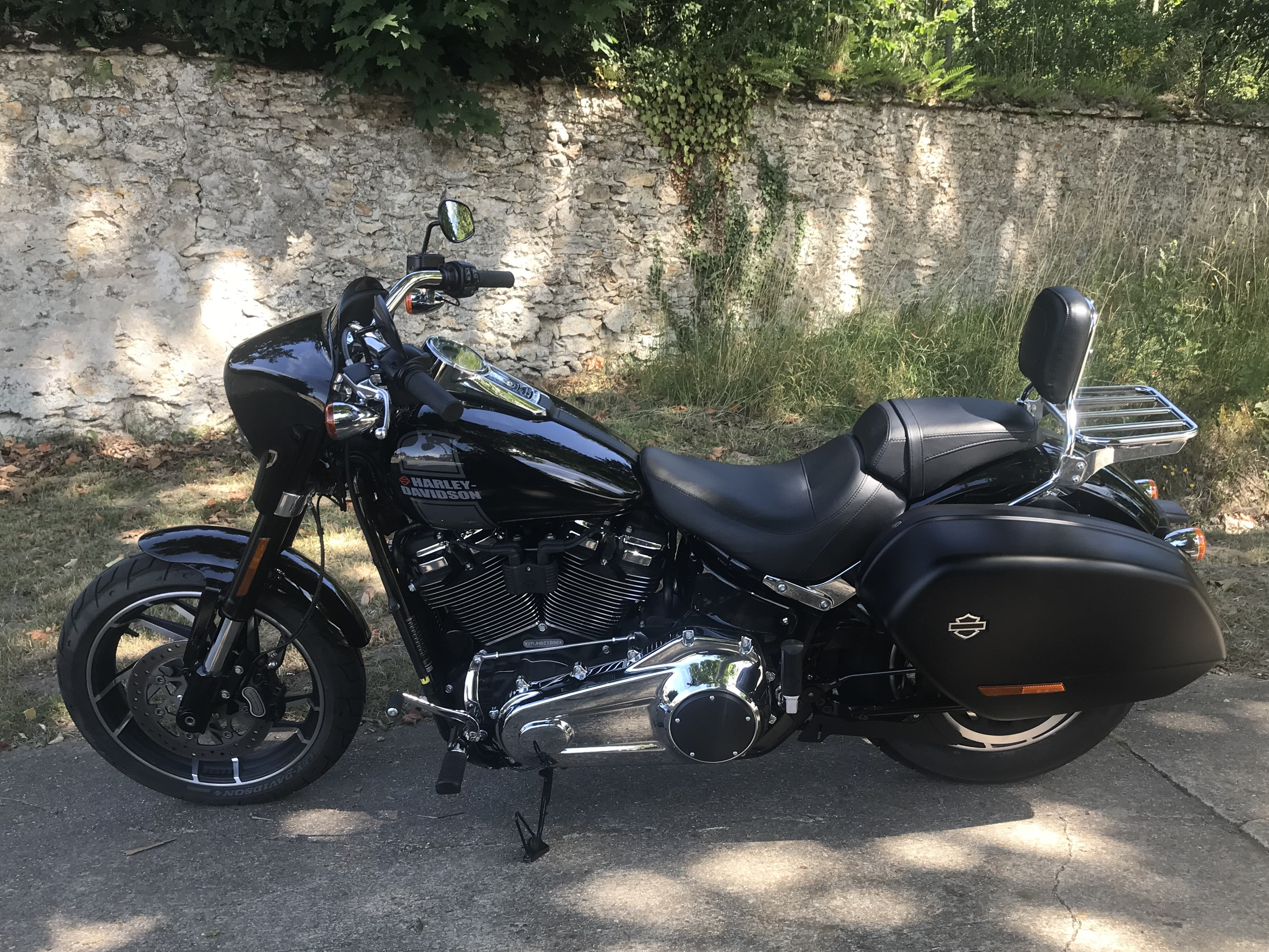
Sport Glide (2022)

## V-Rod
| Modèle                      | Moteur                          | Années      | Notes |
| --------------------------- | ------------------------------- | ----------- | --- |
| VRSCA V-Rod                 | 1 130 cm3 bicylindre en V à 60° | 2001 - 2007 | Premier bicylindre en V à refroidissement liquide de la marque. Appelé Revolution il est conçu en partenariat avec Porsche. |
| VRSCB V-Rod Black           | 1 130 cm3 bicylindre en V à 60° | 2004 - 2005 | Moto un peu moins bien finie que la première version. Les différences esthétiques comprennent un cadre noir, un moteur en aluminium poli et un revêtement poudré noir, ainsi qu'une coque, un boîtier d'instrument et un guidon légèrement différents. Le VRSCB n'est proposé qu'avec des commandes avancées. |
| VRSCSE Screamin' Eagle CVO  | 1 250 cm3 bicylindre en V à 60° | 2004 - 2005 | Édition limitée, avec un moteur de 1 250 cm³, par augmentation de l'alésage de 5 mm |
| VRXSE Destroyer             | 1 300 cm3 bicylindre en V à 60° | 2004-2007   | Version non utilisable sur route avec beaucoup de modifications pour courir en courses de dragsters. 646 exemplaires produits. La cylindrée est portée à 1 300 cm³ pour 165 chevaux pour un poids de 239 kg. Les cotes d'alésage et de course du moteur passent respectivement à 105 et 75 mm. |
| VRSCR Street Rod            | 1 130 cm3 bicylindre en V à 60° | 2005-2007   | Fourches inversées Showa, guidon plus haut. Premier modèle équipé de freins Brembo. |
| VRSCSE2 Screamin' Eagle CVO | 1 250 cm3bicylindre en V à 60°  | 2007        | Le VRSCSE2 était le premier modèle V-Rod avec un pneu arrière de 240 mm |
| VRSCAW V-Rod                | 1 130 cm3 bicylindre en V à 60° | 2007        | Version de base à partir de l'année 2007. Elle adopte le pneu arrière de la Night Rod Special (240/40x18) |
| VRSCAW V-Rod                | 1 250 cm3 bicylindre en V à 60° | 2008 - 2010 | Pour l'année modèle 2009, le VRSCAW a remplacé le VRSCD en tant que "modèle de base" |
| VRSCD Night Rod             | 1 130 cm3 bicylindre en V à 60° | 2006-2007   | Enjoliveur de phare de la couleur de la moto |
| VRSCDX Night Rod Special    | 1 130 cm3 bicylindre en V à 60° | 2007        | Couleur noir mat et pneu arrière en 240/40x18, hauteur de selle descendu à 640 mm et silencieux d'échappement en finition acier brossé et embouts noirs. |
| VRSCDX Night Rod Special    | 1 250 cm3 bicylindre en V à 60° | 2008 - 2016 | Pour l'année 2012, Harley-Davidson a lancé une version dixième anniversaire du Night Rod Special |
| VRSCX V-Rod                 | 1 250 cm3 bicylindre en V à 60° | 2008        | Peinture bi-ton orange et aluminium, pneu arrière de 240 mm, réservoir d'essence de 5 gallons et commandes avancées. Ce modèle pouvait également recevoir une peinture similaire au V-Rod d'origine et un pare-brise à visière fumé. 1400 exemplaires ont été construits. |
| VRSCF V-Rod Muscle          | 1 250 cm3 bicylindre en V à 60° | 2009 - 2016 | Contrairement aux autres modèles de la gamme VRSC, la Muscle avait un échappement droit de chaque côté de la moto, contrairement à l'échappement 2 en 1 en 2 que l'on trouve sur les autres modèles. La Muscle fut présentée avec une boîte à air équipée de vérins pneumatiques comme ceux que l'on trouve sur des voitures américaines de sport. Sur la version de production les vérins pneumatiques étaient seulement cosmétiques. |

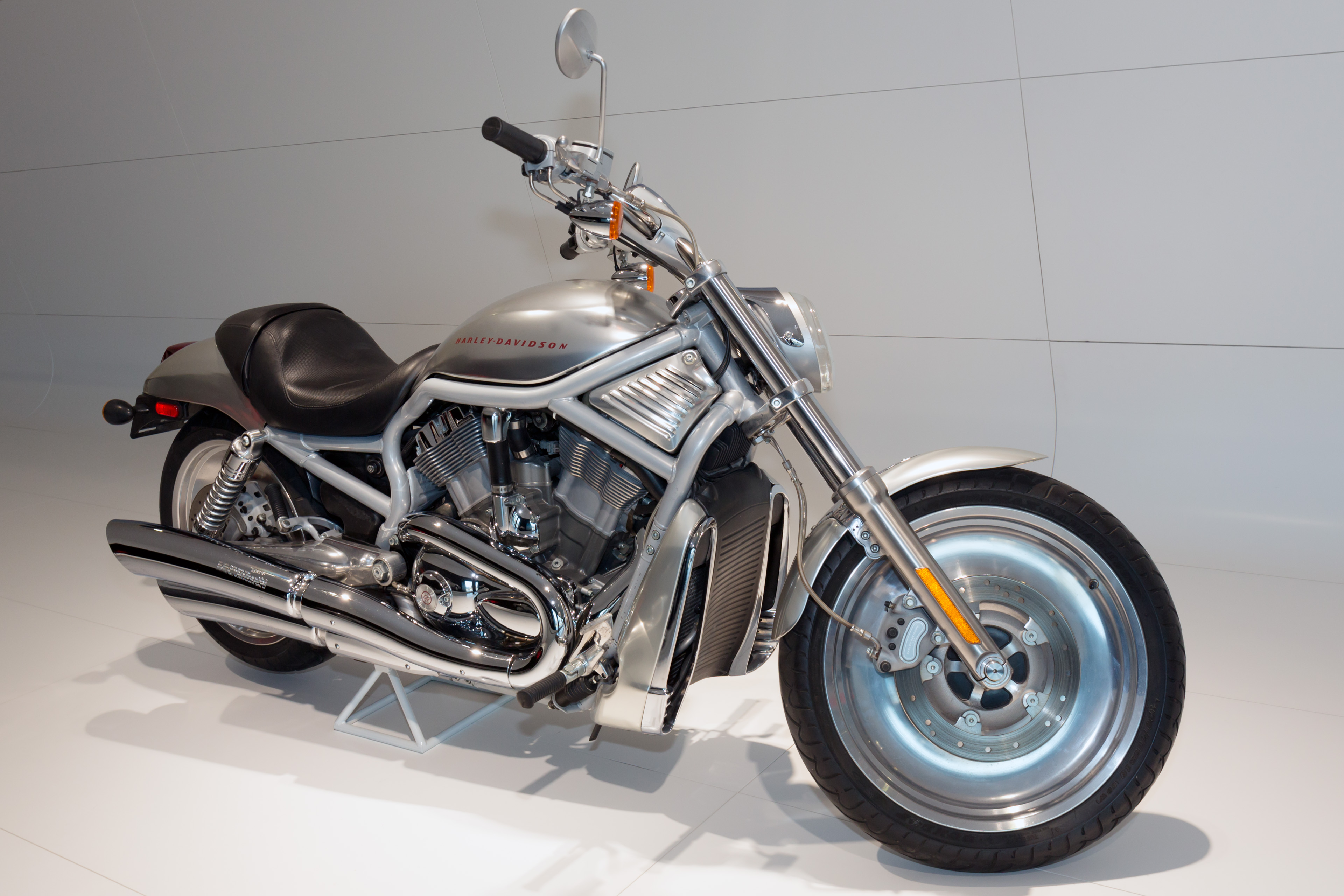
VRSC A (2001)
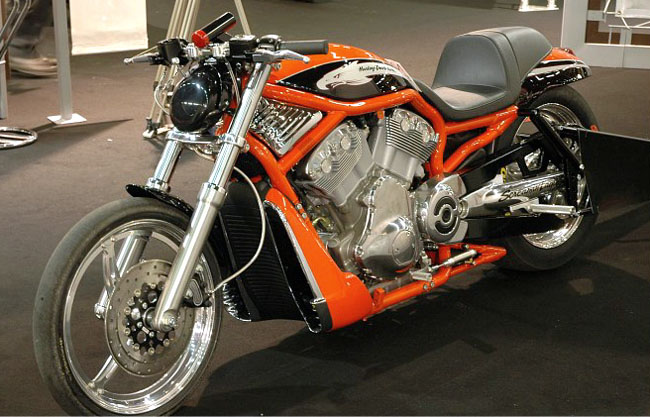
VRXSE Destroyer (2004)
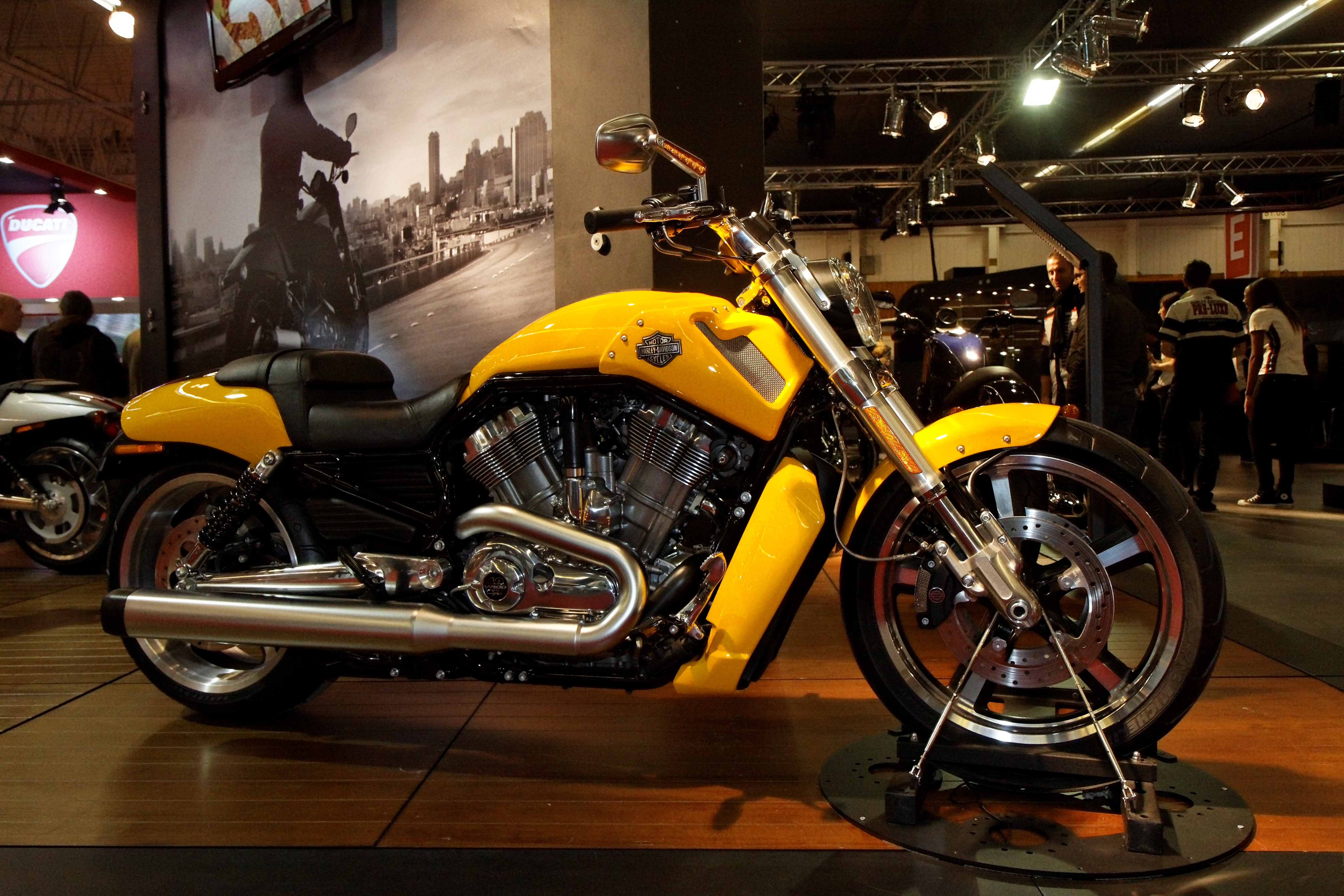
VRSCF Muscle (2011)
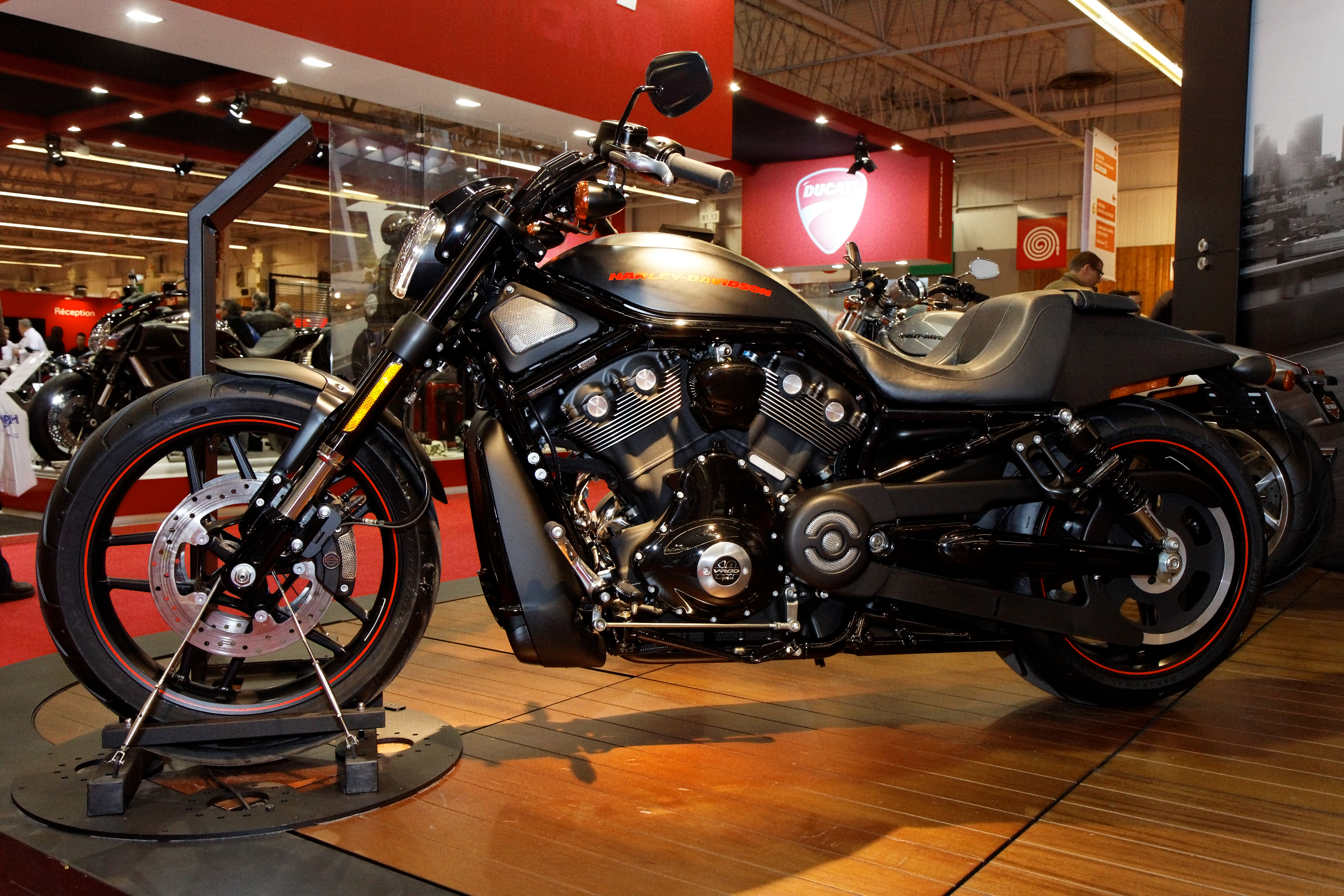
VRSCDX Night Rod (2011)

## Militaire
| Modèle     | Moteur                         | Années               | Notes |
| ---------- | ------------------------------ | -------------------- | --- |
| WLA et WLC | 45 ci (740 cm3) V-Twin         | 1940-1945, 1949-1952 | WLA: version de l’armée américaine basée sur le modèle WL civil, livrée également aux alliés (hormis Canada), y compris aux forces soviétiques. Plus de 80000 unités produites. WLC: version de l'armée canadienne. |
| XA         | 45 ci (740 cm3) Flat-twin      | 1942                 | Moto tactique pour la guerre dans le désert. Fortement inspirée des conceptions BMW et Zündapp. Modèle bicylindre à plat avec vilebrequin longitudinal, pédale de changement de vitesse, arbre de transmission et suspension arrière à piston. Environ mille exemplaires produits pour les tests. Non utilisée en combat ni commandée en volume. |
| MT350E     | Rotax 348 cm3 Monocylindre OHC | 1993-2000            | Développement de la moto militaire à double usage Armstrong MT500. |

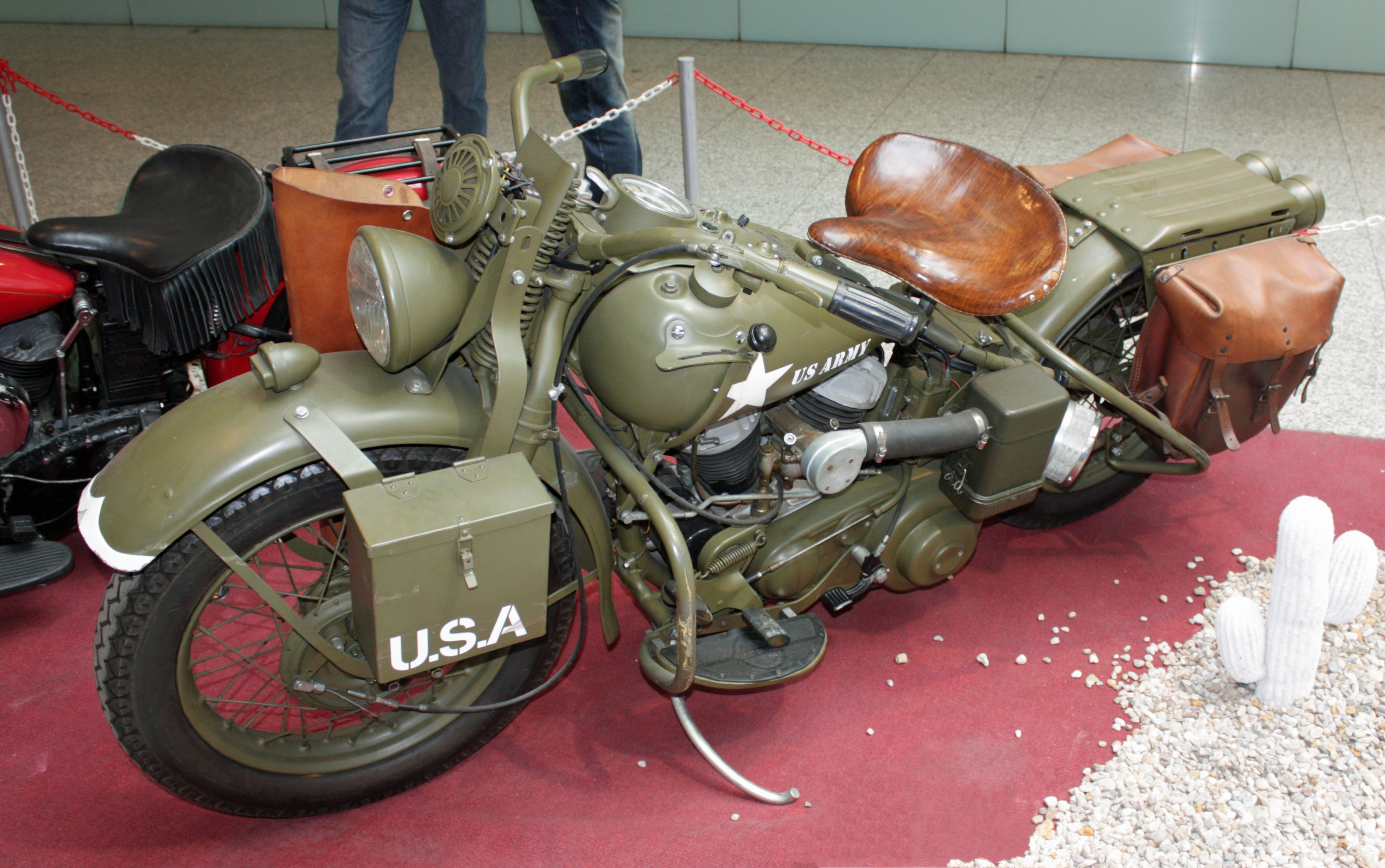
WLA (1942)
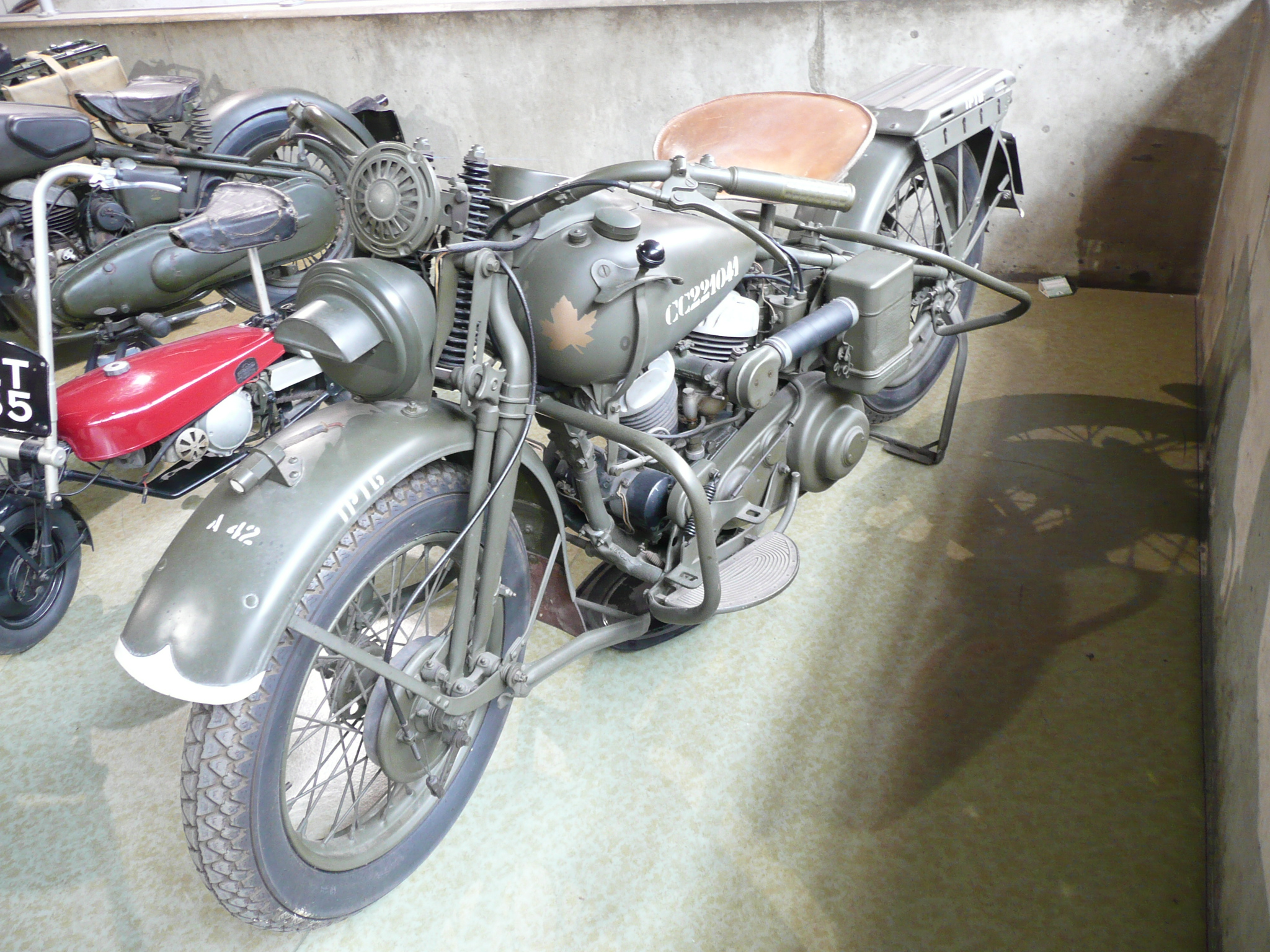
WLC (1942)
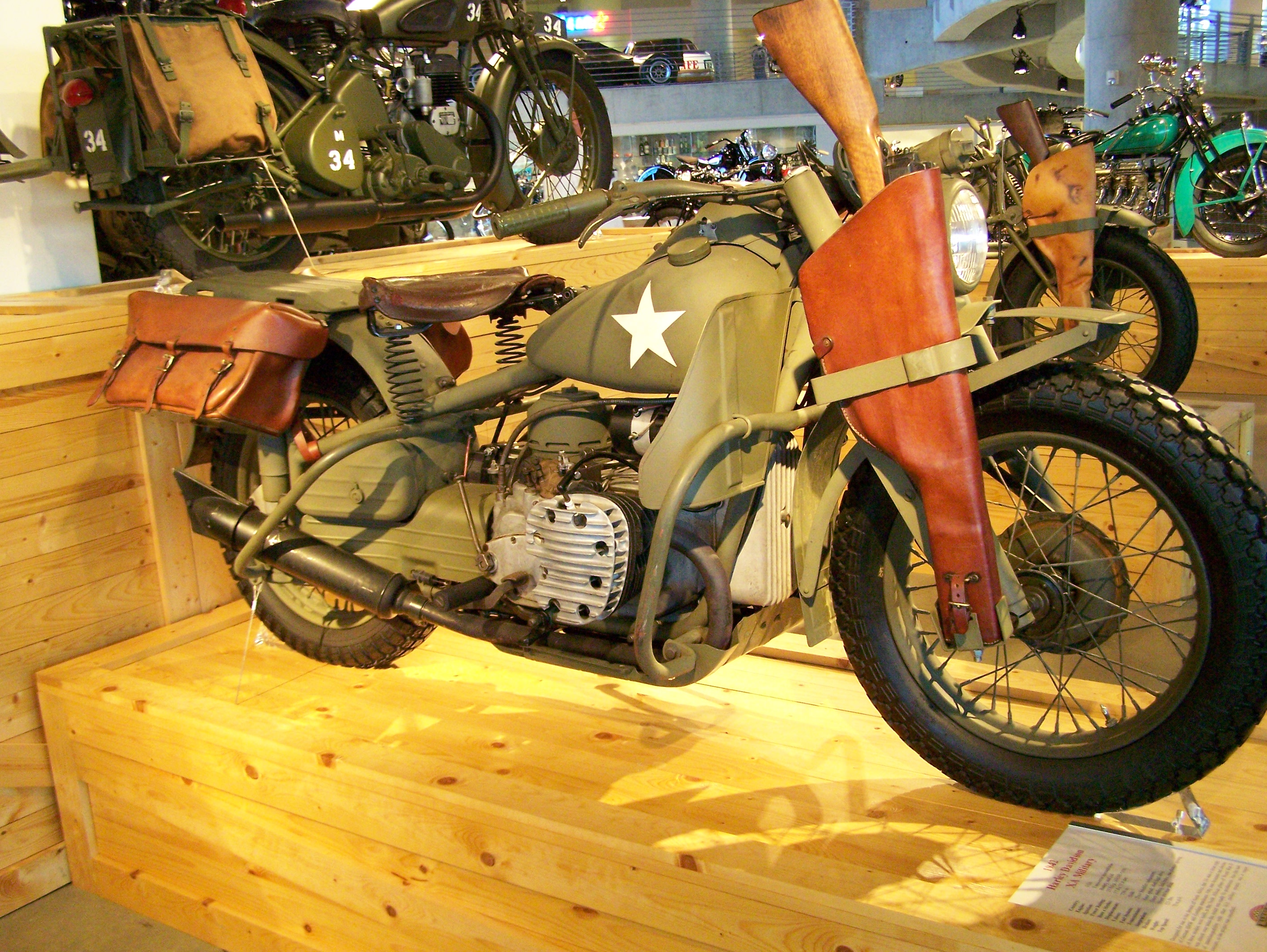
XA (1942)
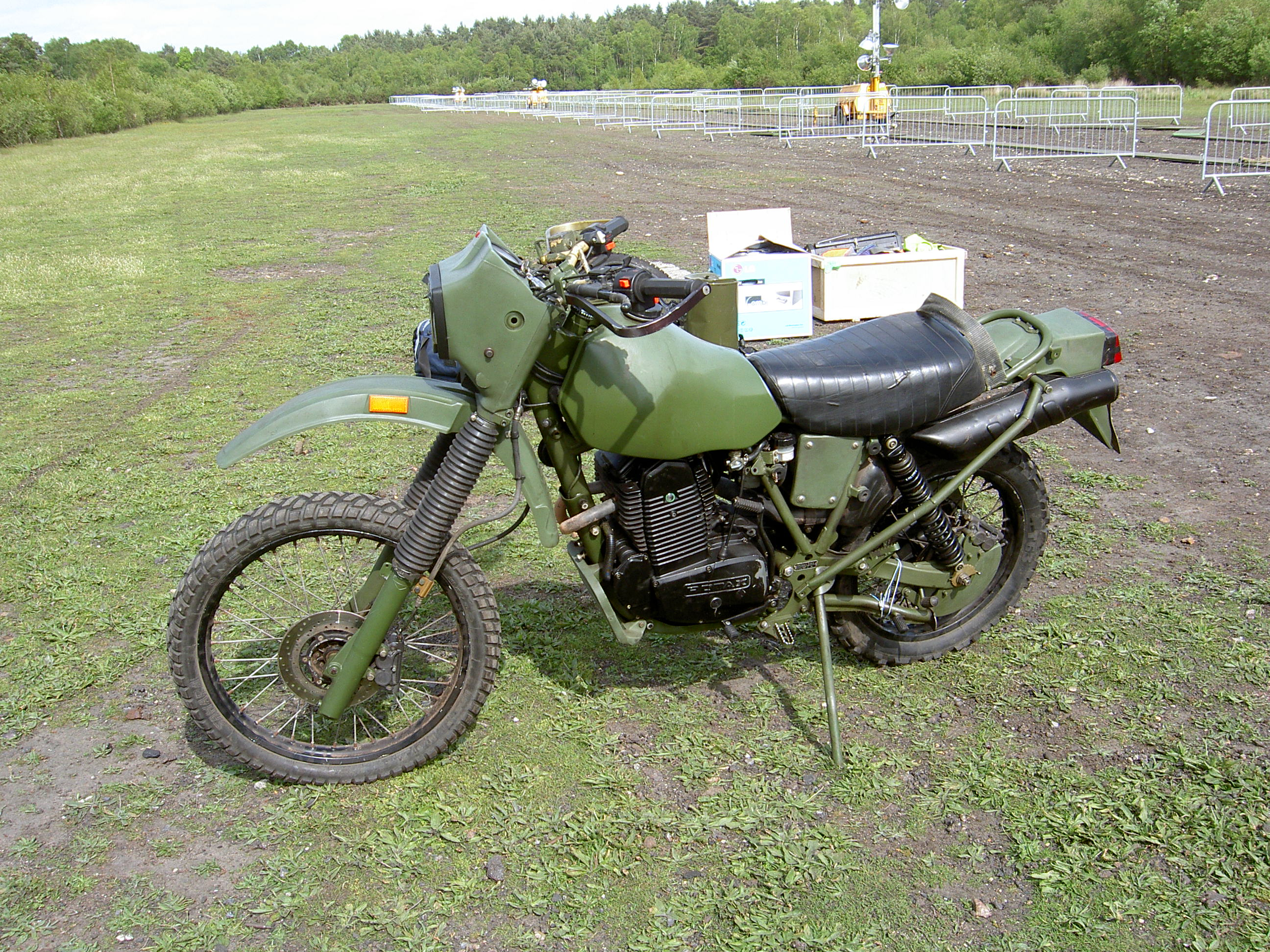
MT 350

## Trike
| Modèle                                       | Moteur | Années                                          | Notes |
| -------------------------------------------- | --- | ----------------------------------------------- | --- |
| G, GA, GE Servi-Car                          | 45,3 ci (742 cm3) V-twin flathead | 1932-1936 (moteur de R) 1937-1973 (moteur de W) | Premier trike de Harley. G= version avec barre d'attelage; GA= version sans barre d'attelage; GE= version pour la Police. Première Harley-Davidson à recevoir une boîte avec marche arrière et, à partir de 1964, un démarreur électrique. |
| FLHTCUTG, FLHTCUTGSE Tri Glide Ultra Classic | 103 ci (2009-2016) Twin Cam Twin cooled 107 ci (2017-2018) Milwaukee-Eight Twin cooled 114 ci (depuis 2019) Milwaukee-Eight Twin cooled 117 ci (depuis 2020) Milwaukee-Eight Twin cooled | 2009-                                           | Premier Trike de la période moderne. Basé sur l'Electra Glide Ultra Classic FLHTCU. Imposante machine de 546 kg, 2,7 m de longueur et 1,4 m de largeur. Boîte 6 vitesses, marche arrière électrique, 190 l de rangements. Edition limitée en 2018 pour le 105e anniversaire de la marque : couleur "Legend Blue" et blasons "105". Version CVO Screaming Eagle FLHTCUTGSE avec moteur 117ci depuis 2020. Série limitée "Enthousiast GI" en 2022 avec couleur et décoration rappelant la WLA de la seconde guerre mondiale. |
| FLHXXX Street Glide Trike                    | 103 ci Twin Cam Twin cooled | 2010-2011                                       | Trike plus léger (485 kg) et moins cher que le Tri Glide. Partie avant dérivée de celle de la Street Glide FLHX. Boîte 6 vitesses, marche arrière électrique. |
| FLRT Freewheeler                             | 103 ci (2015-2016) Twin Cam Twin cooled 107 ci (2017-2018) Milwaukee-Eight Twin cooled 114 ci (depuis 2019) Milwaukee-Eight Twin cooled                                                  | 2015-                                           | Trike plus léger (492 kg) et moins cher que le Tri Glide. Partie avant dérivée de celle du Road King FLHR. Boîte 6 vitesses, marche arrière électrique. |

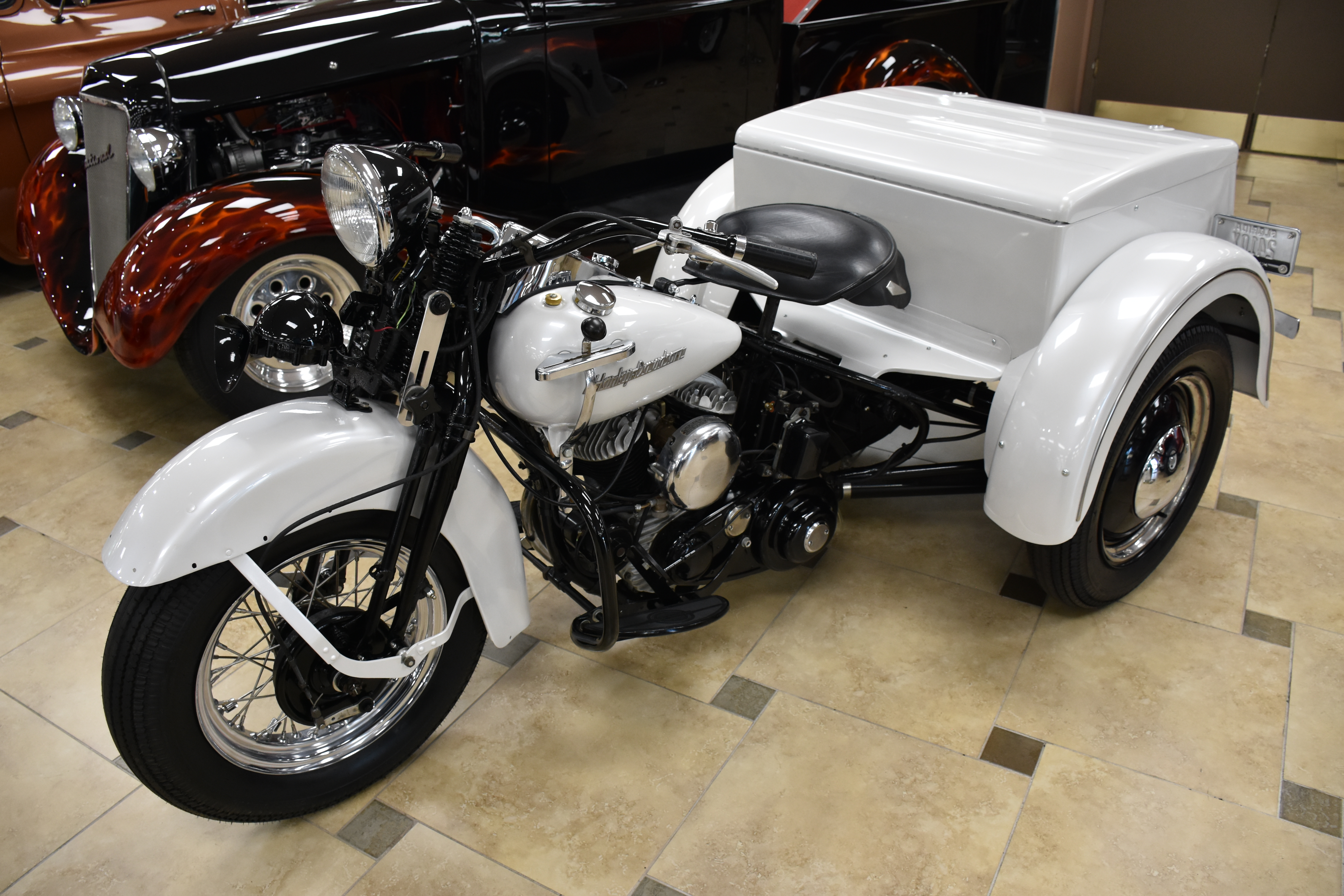
Servi Car (1952)
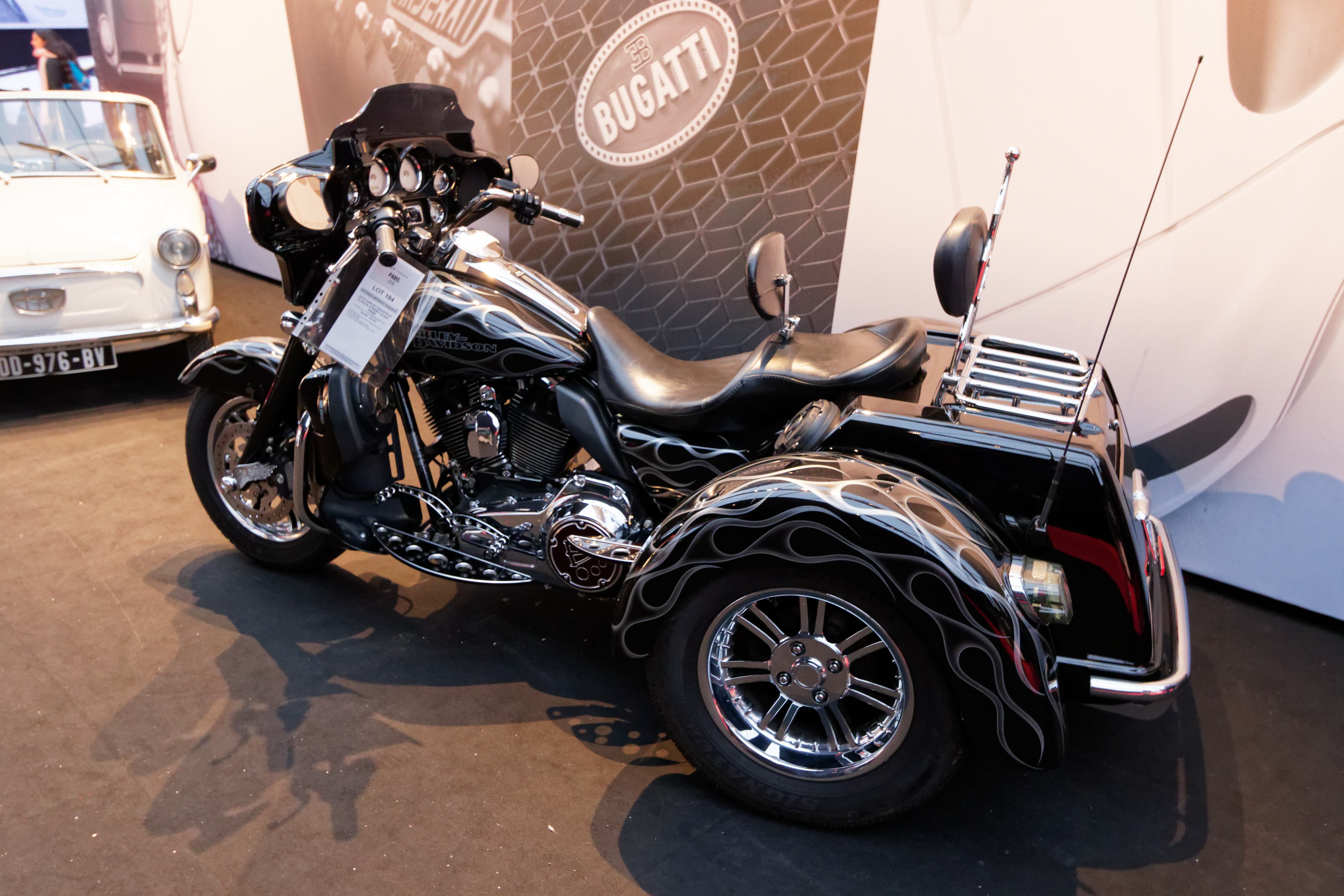
Street Glide customisé ayant appartenu à Johnny Hallyday (2010)
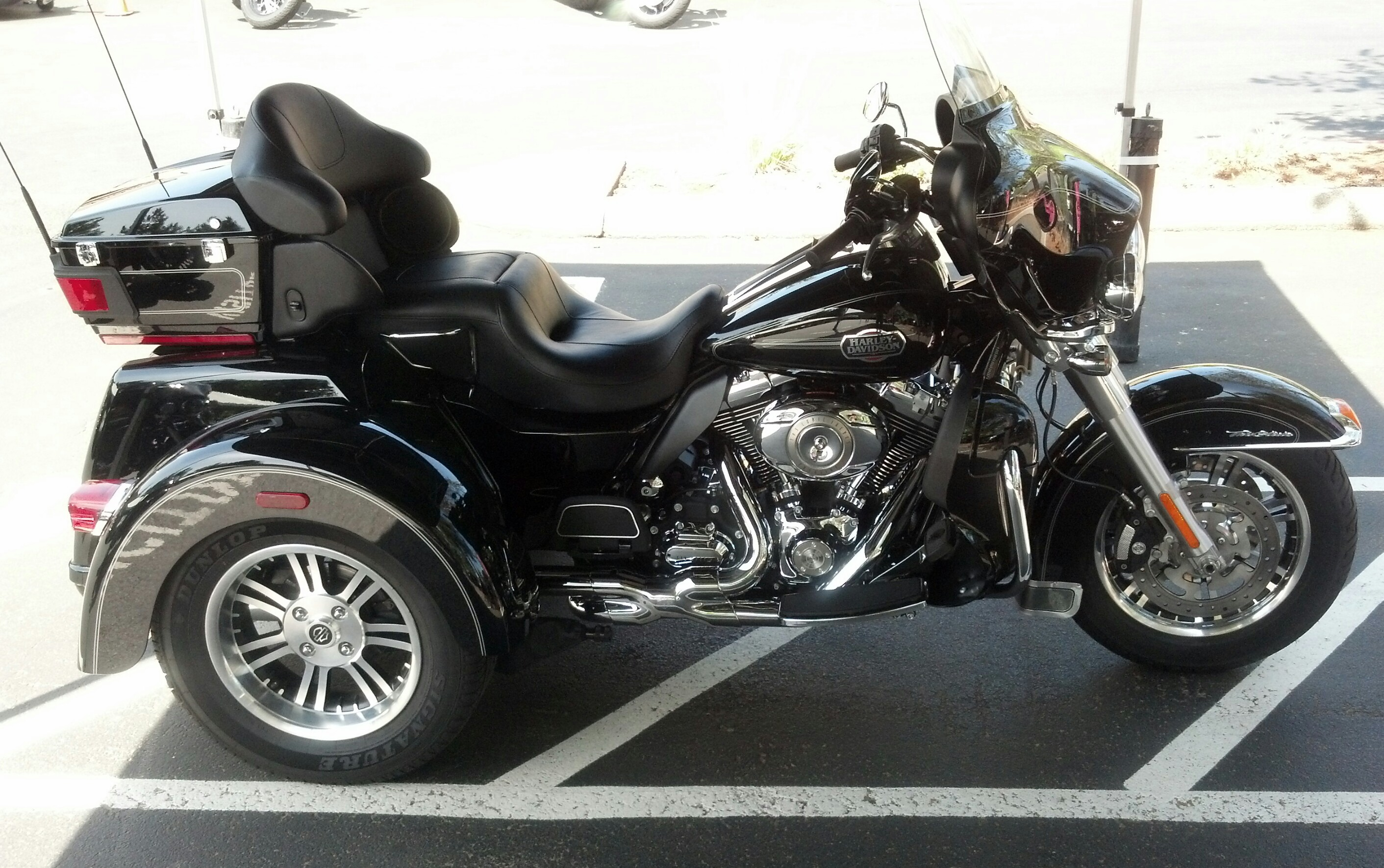
Tri Glide (2013)
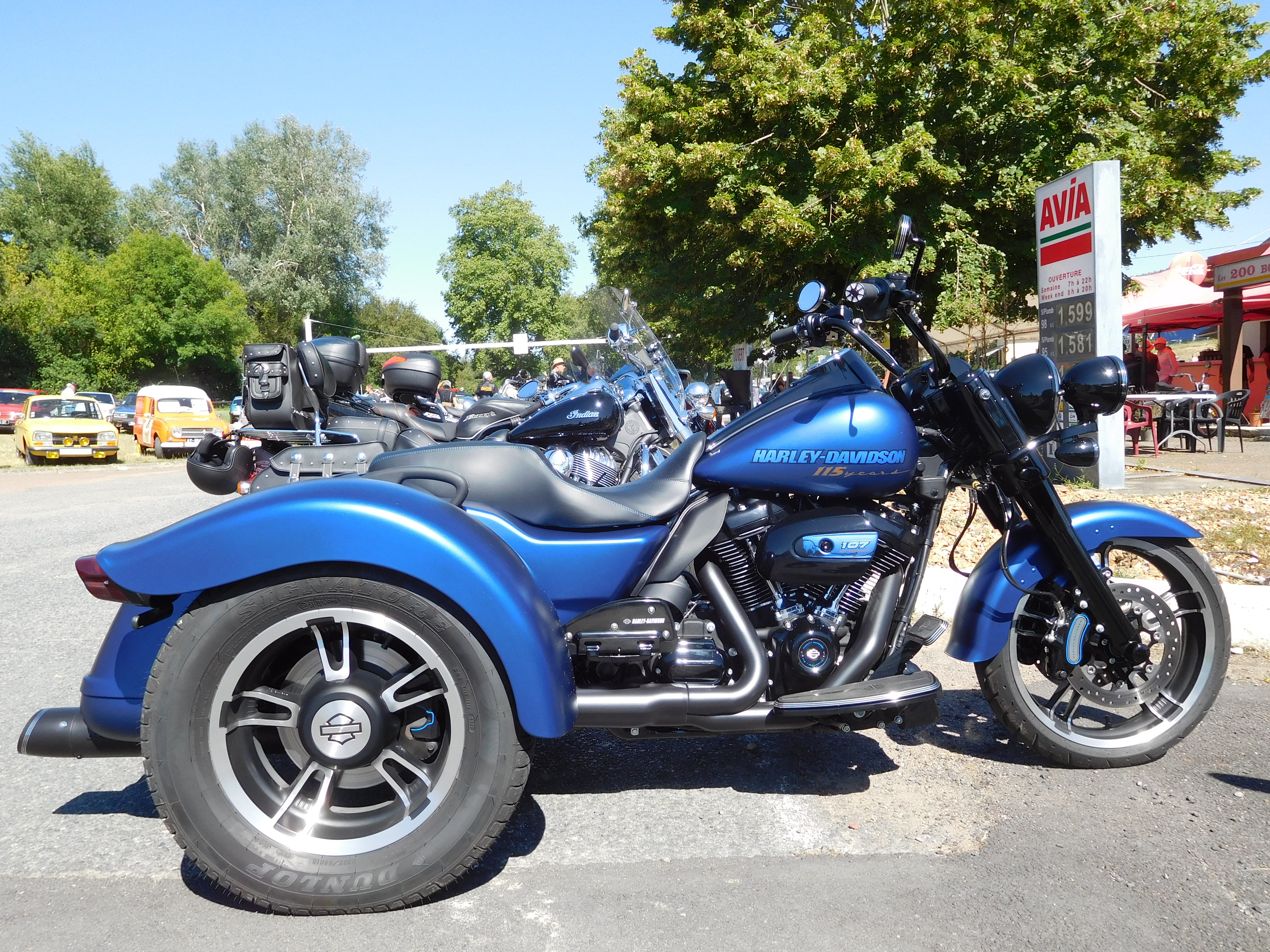
Free Wheeler série spéciale 115ème anniversaire (2018)

## Adventure Touring
| Modèle            | Moteur                   | Années | Notes |
| ----------------- | ------------------------ | ------ | --- |
| Pan America 1250  | 1 250 cm3 Revolution Max | 2021-  | Premier trail Harley de l'ère moderne. Nouveau moteur Revolution Max V-Twin calé à 60° à refroidissement liquide, double allumage par cylindre, double arbre à cames en tête, système hydraulique d’ajustement des soupapes et distribution variable. Le moteur est un élément de la structure de la moto et délivre une puissance de 150 ch et un couple de 13,1 mkg. Transmission finale par chaîne, roues à bâtons (19" avant; 17" arrière), frein double disque avant, pare-brise, 5 modes de conduite, assistance au démarrage, ABS actif en courbes, contrôle du couple, régulateur de vitesse, écran interactif. |
| Pan America 1250S | 1 250 cm3 Revolution Max | 2021-  | Version Special de la PanAmerica 1250 dotée de plusieurs équipements et fonctionnalités supplémentaires, notamment contrôle de la pression des pneus, hauteur de conduite adaptative, poignées chauffantes, béquille centrale, protège mains, phares adaptatifs en virage et modes de conduite additionnels. |

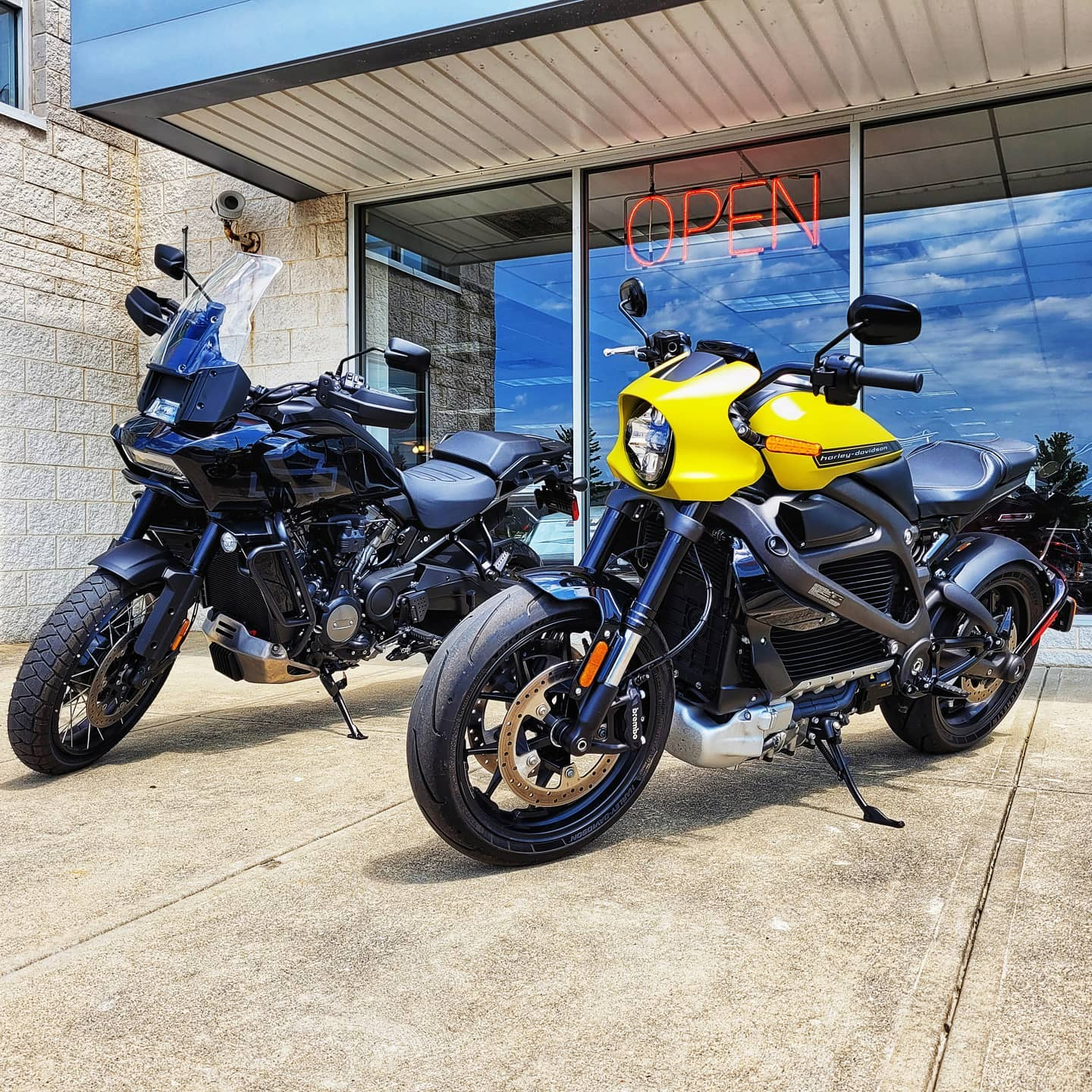
Livewire (1er plan) et Panamerica (2e plan) (2021)
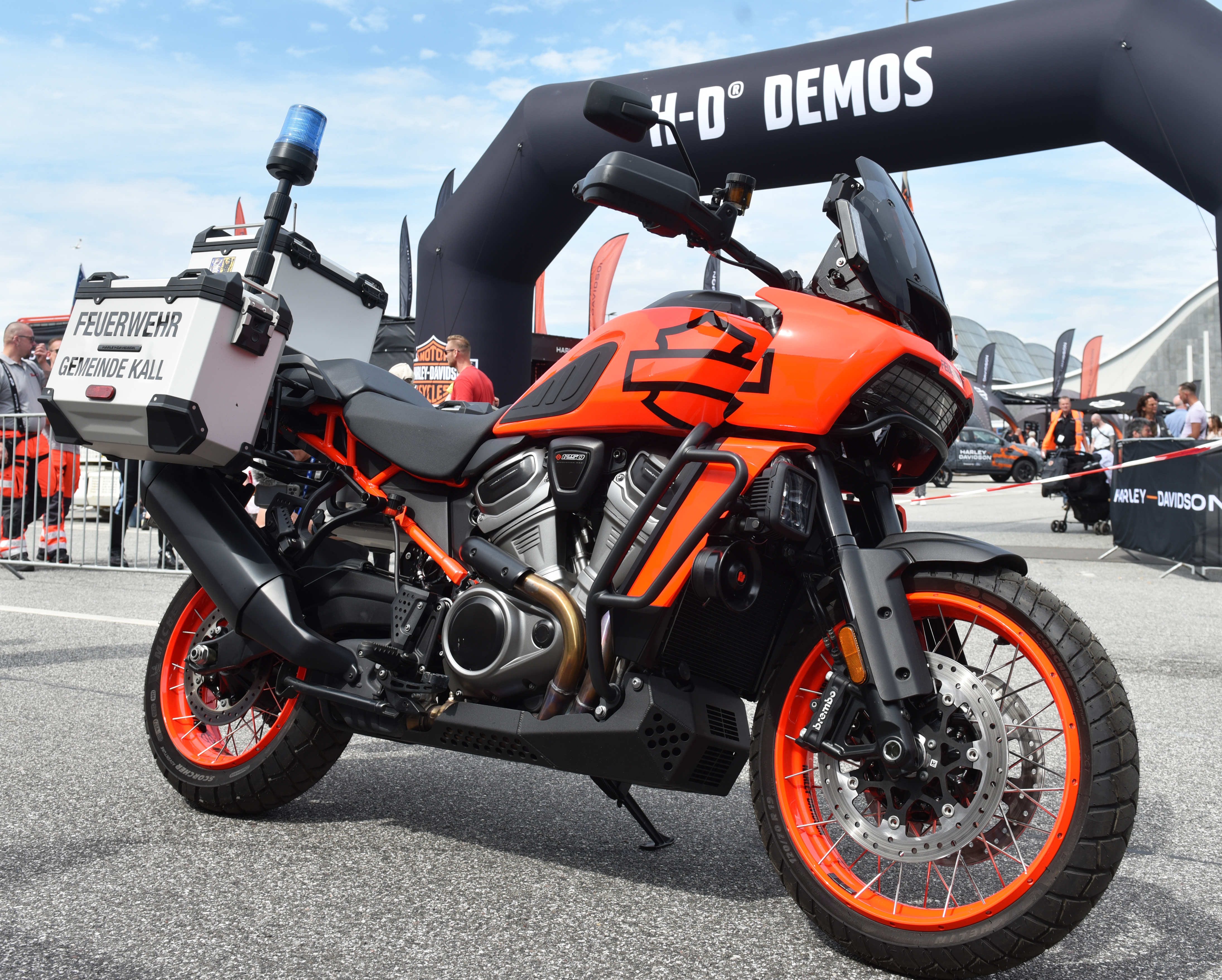
Pan America équipée pour les pompiers allemands
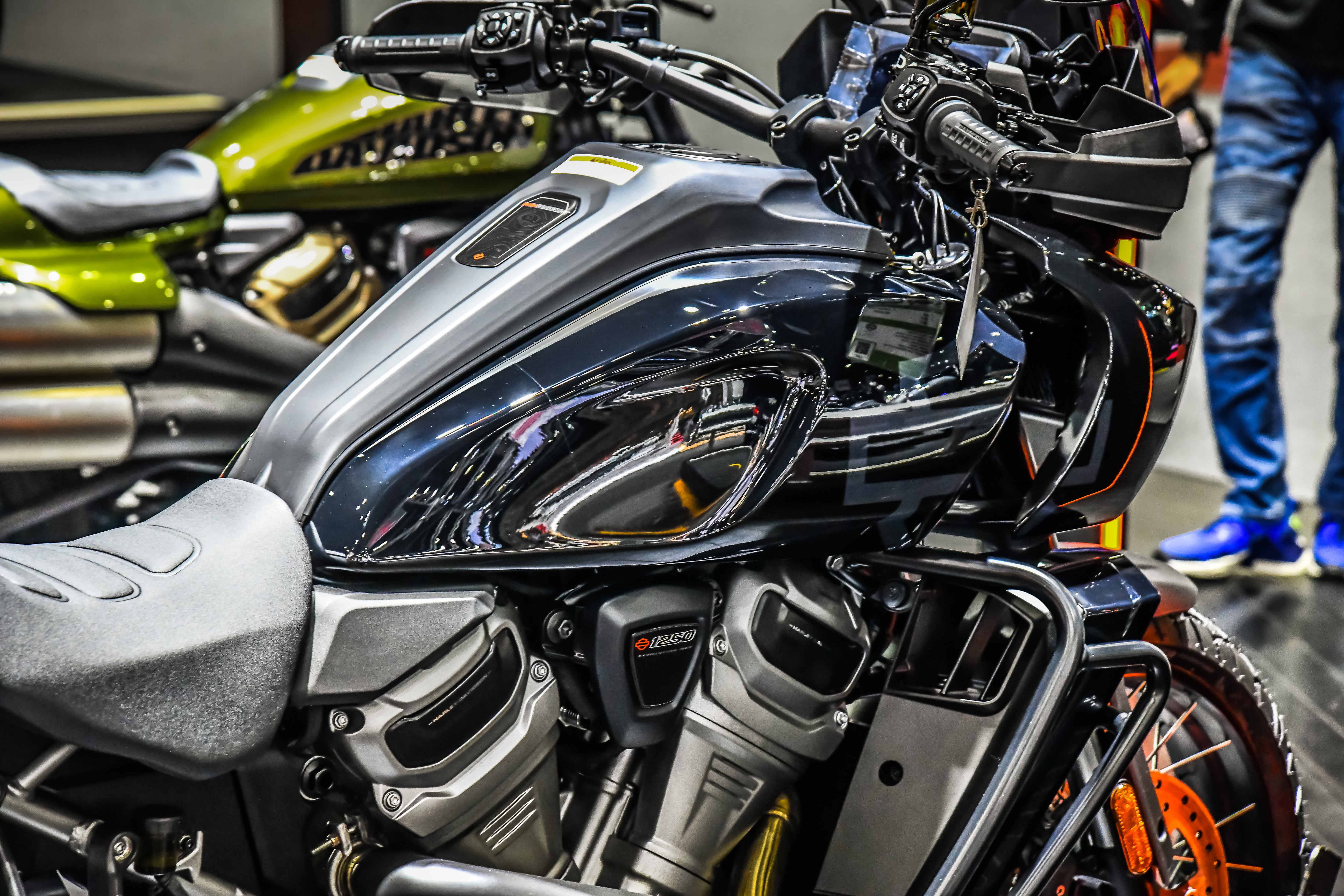
Pan America 1250 S (détail)